# Превид
У шаху, превид је врло лош потез. Обично је узркокован неким тактичким надзором, било од временских неприлика, самопуздања или безбрижности. Иако грешка може изгледати као срећа противничком играчу, неки шахисти пружају свом противнику обиље могућности за грешку.
Оно што се квалификује као „превид“, а не као нормална грешка, помало је субјективно. Слаби потез почетника може се објаснити недостатком вјештине играча, док би се исти потез мајстора могао назвати грешком. У шаховској нотација, превиди су обично обиљежене двоструким знаком питања, ?? ", након потеза.
Нарочито међу аматерима и почетницима, превиди се често дешавају због погрешног процеса размишљања у коме се не узимају у обзир форсирајући потези противника. Конкретно, приликом сваког потеза треба размотрити шахове, узимања и претње. Занемаривање ових могућности оставља играча рањивим на једноставне тактичке грешке.
Једна техника која је раније препоручена да се избјегну грешке било је уписивање планираног потеза на листу, а затим посљедњи поглед прије него што је направите. Оваква пракса није била неуобичајена чак ни на нивоу велемајстора. Међутим, 2005. FIDE је забранио то, умјесто да захтјева да се потез изврши прије него што се запише.Америчка шаховска федерација је такође имплементирала ово правило, на снази од 1. јануара 2007. (промјена у правилу 15A), иако није универзално примјењивано.

## Велемајсторски примјери
Овај чланак користи алгебарску шаховску нотацију како би се описали шаховски потези.
Јаки играчи, чак и велемајстори, повремено праве елементарне грешке.

### Михаил Чигорин vs. Вилхен Штајнц
|   | a | b | c | d | e | f | g | h |   |
| 8 | a7 black pawn · b7 black pawn · e7 white rook · h7 black pawn · d6 white bishop · e6 white knight · f6 black king · g6 black bishop · d5 white pawn · f5 black pawn · h4 black pawn · a2 white pawn · b2 white pawn · d2 black rook · e2 black rook · h2 white pawn · f1 white rook · h1 white king | a7 black pawn · b7 black pawn · e7 white rook · h7 black pawn · d6 white bishop · e6 white knight · f6 black king · g6 black bishop · d5 white pawn · f5 black pawn · h4 black pawn · a2 white pawn · b2 white pawn · d2 black rook · e2 black rook · h2 white pawn · f1 white rook · h1 white king | a7 black pawn · b7 black pawn · e7 white rook · h7 black pawn · d6 white bishop · e6 white knight · f6 black king · g6 black bishop · d5 white pawn · f5 black pawn · h4 black pawn · a2 white pawn · b2 white pawn · d2 black rook · e2 black rook · h2 white pawn · f1 white rook · h1 white king | a7 black pawn · b7 black pawn · e7 white rook · h7 black pawn · d6 white bishop · e6 white knight · f6 black king · g6 black bishop · d5 white pawn · f5 black pawn · h4 black pawn · a2 white pawn · b2 white pawn · d2 black rook · e2 black rook · h2 white pawn · f1 white rook · h1 white king | a7 black pawn · b7 black pawn · e7 white rook · h7 black pawn · d6 white bishop · e6 white knight · f6 black king · g6 black bishop · d5 white pawn · f5 black pawn · h4 black pawn · a2 white pawn · b2 white pawn · d2 black rook · e2 black rook · h2 white pawn · f1 white rook · h1 white king | a7 black pawn · b7 black pawn · e7 white rook · h7 black pawn · d6 white bishop · e6 white knight · f6 black king · g6 black bishop · d5 white pawn · f5 black pawn · h4 black pawn · a2 white pawn · b2 white pawn · d2 black rook · e2 black rook · h2 white pawn · f1 white rook · h1 white king | a7 black pawn · b7 black pawn · e7 white rook · h7 black pawn · d6 white bishop · e6 white knight · f6 black king · g6 black bishop · d5 white pawn · f5 black pawn · h4 black pawn · a2 white pawn · b2 white pawn · d2 black rook · e2 black rook · h2 white pawn · f1 white rook · h1 white king | a7 black pawn · b7 black pawn · e7 white rook · h7 black pawn · d6 white bishop · e6 white knight · f6 black king · g6 black bishop · d5 white pawn · f5 black pawn · h4 black pawn · a2 white pawn · b2 white pawn · d2 black rook · e2 black rook · h2 white pawn · f1 white rook · h1 white king | 8 |
| 7 | a7 black pawn · b7 black pawn · e7 white rook · h7 black pawn · d6 white bishop · e6 white knight · f6 black king · g6 black bishop · d5 white pawn · f5 black pawn · h4 black pawn · a2 white pawn · b2 white pawn · d2 black rook · e2 black rook · h2 white pawn · f1 white rook · h1 white king | a7 black pawn · b7 black pawn · e7 white rook · h7 black pawn · d6 white bishop · e6 white knight · f6 black king · g6 black bishop · d5 white pawn · f5 black pawn · h4 black pawn · a2 white pawn · b2 white pawn · d2 black rook · e2 black rook · h2 white pawn · f1 white rook · h1 white king | a7 black pawn · b7 black pawn · e7 white rook · h7 black pawn · d6 white bishop · e6 white knight · f6 black king · g6 black bishop · d5 white pawn · f5 black pawn · h4 black pawn · a2 white pawn · b2 white pawn · d2 black rook · e2 black rook · h2 white pawn · f1 white rook · h1 white king | a7 black pawn · b7 black pawn · e7 white rook · h7 black pawn · d6 white bishop · e6 white knight · f6 black king · g6 black bishop · d5 white pawn · f5 black pawn · h4 black pawn · a2 white pawn · b2 white pawn · d2 black rook · e2 black rook · h2 white pawn · f1 white rook · h1 white king | a7 black pawn · b7 black pawn · e7 white rook · h7 black pawn · d6 white bishop · e6 white knight · f6 black king · g6 black bishop · d5 white pawn · f5 black pawn · h4 black pawn · a2 white pawn · b2 white pawn · d2 black rook · e2 black rook · h2 white pawn · f1 white rook · h1 white king | a7 black pawn · b7 black pawn · e7 white rook · h7 black pawn · d6 white bishop · e6 white knight · f6 black king · g6 black bishop · d5 white pawn · f5 black pawn · h4 black pawn · a2 white pawn · b2 white pawn · d2 black rook · e2 black rook · h2 white pawn · f1 white rook · h1 white king | a7 black pawn · b7 black pawn · e7 white rook · h7 black pawn · d6 white bishop · e6 white knight · f6 black king · g6 black bishop · d5 white pawn · f5 black pawn · h4 black pawn · a2 white pawn · b2 white pawn · d2 black rook · e2 black rook · h2 white pawn · f1 white rook · h1 white king | a7 black pawn · b7 black pawn · e7 white rook · h7 black pawn · d6 white bishop · e6 white knight · f6 black king · g6 black bishop · d5 white pawn · f5 black pawn · h4 black pawn · a2 white pawn · b2 white pawn · d2 black rook · e2 black rook · h2 white pawn · f1 white rook · h1 white king | 7 |
| 6 | a7 black pawn · b7 black pawn · e7 white rook · h7 black pawn · d6 white bishop · e6 white knight · f6 black king · g6 black bishop · d5 white pawn · f5 black pawn · h4 black pawn · a2 white pawn · b2 white pawn · d2 black rook · e2 black rook · h2 white pawn · f1 white rook · h1 white king | a7 black pawn · b7 black pawn · e7 white rook · h7 black pawn · d6 white bishop · e6 white knight · f6 black king · g6 black bishop · d5 white pawn · f5 black pawn · h4 black pawn · a2 white pawn · b2 white pawn · d2 black rook · e2 black rook · h2 white pawn · f1 white rook · h1 white king | a7 black pawn · b7 black pawn · e7 white rook · h7 black pawn · d6 white bishop · e6 white knight · f6 black king · g6 black bishop · d5 white pawn · f5 black pawn · h4 black pawn · a2 white pawn · b2 white pawn · d2 black rook · e2 black rook · h2 white pawn · f1 white rook · h1 white king | a7 black pawn · b7 black pawn · e7 white rook · h7 black pawn · d6 white bishop · e6 white knight · f6 black king · g6 black bishop · d5 white pawn · f5 black pawn · h4 black pawn · a2 white pawn · b2 white pawn · d2 black rook · e2 black rook · h2 white pawn · f1 white rook · h1 white king | a7 black pawn · b7 black pawn · e7 white rook · h7 black pawn · d6 white bishop · e6 white knight · f6 black king · g6 black bishop · d5 white pawn · f5 black pawn · h4 black pawn · a2 white pawn · b2 white pawn · d2 black rook · e2 black rook · h2 white pawn · f1 white rook · h1 white king | a7 black pawn · b7 black pawn · e7 white rook · h7 black pawn · d6 white bishop · e6 white knight · f6 black king · g6 black bishop · d5 white pawn · f5 black pawn · h4 black pawn · a2 white pawn · b2 white pawn · d2 black rook · e2 black rook · h2 white pawn · f1 white rook · h1 white king | a7 black pawn · b7 black pawn · e7 white rook · h7 black pawn · d6 white bishop · e6 white knight · f6 black king · g6 black bishop · d5 white pawn · f5 black pawn · h4 black pawn · a2 white pawn · b2 white pawn · d2 black rook · e2 black rook · h2 white pawn · f1 white rook · h1 white king | a7 black pawn · b7 black pawn · e7 white rook · h7 black pawn · d6 white bishop · e6 white knight · f6 black king · g6 black bishop · d5 white pawn · f5 black pawn · h4 black pawn · a2 white pawn · b2 white pawn · d2 black rook · e2 black rook · h2 white pawn · f1 white rook · h1 white king | 6 |
| 5 | a7 black pawn · b7 black pawn · e7 white rook · h7 black pawn · d6 white bishop · e6 white knight · f6 black king · g6 black bishop · d5 white pawn · f5 black pawn · h4 black pawn · a2 white pawn · b2 white pawn · d2 black rook · e2 black rook · h2 white pawn · f1 white rook · h1 white king | a7 black pawn · b7 black pawn · e7 white rook · h7 black pawn · d6 white bishop · e6 white knight · f6 black king · g6 black bishop · d5 white pawn · f5 black pawn · h4 black pawn · a2 white pawn · b2 white pawn · d2 black rook · e2 black rook · h2 white pawn · f1 white rook · h1 white king | a7 black pawn · b7 black pawn · e7 white rook · h7 black pawn · d6 white bishop · e6 white knight · f6 black king · g6 black bishop · d5 white pawn · f5 black pawn · h4 black pawn · a2 white pawn · b2 white pawn · d2 black rook · e2 black rook · h2 white pawn · f1 white rook · h1 white king | a7 black pawn · b7 black pawn · e7 white rook · h7 black pawn · d6 white bishop · e6 white knight · f6 black king · g6 black bishop · d5 white pawn · f5 black pawn · h4 black pawn · a2 white pawn · b2 white pawn · d2 black rook · e2 black rook · h2 white pawn · f1 white rook · h1 white king | a7 black pawn · b7 black pawn · e7 white rook · h7 black pawn · d6 white bishop · e6 white knight · f6 black king · g6 black bishop · d5 white pawn · f5 black pawn · h4 black pawn · a2 white pawn · b2 white pawn · d2 black rook · e2 black rook · h2 white pawn · f1 white rook · h1 white king | a7 black pawn · b7 black pawn · e7 white rook · h7 black pawn · d6 white bishop · e6 white knight · f6 black king · g6 black bishop · d5 white pawn · f5 black pawn · h4 black pawn · a2 white pawn · b2 white pawn · d2 black rook · e2 black rook · h2 white pawn · f1 white rook · h1 white king | a7 black pawn · b7 black pawn · e7 white rook · h7 black pawn · d6 white bishop · e6 white knight · f6 black king · g6 black bishop · d5 white pawn · f5 black pawn · h4 black pawn · a2 white pawn · b2 white pawn · d2 black rook · e2 black rook · h2 white pawn · f1 white rook · h1 white king | a7 black pawn · b7 black pawn · e7 white rook · h7 black pawn · d6 white bishop · e6 white knight · f6 black king · g6 black bishop · d5 white pawn · f5 black pawn · h4 black pawn · a2 white pawn · b2 white pawn · d2 black rook · e2 black rook · h2 white pawn · f1 white rook · h1 white king | 5 |
| 4 | a7 black pawn · b7 black pawn · e7 white rook · h7 black pawn · d6 white bishop · e6 white knight · f6 black king · g6 black bishop · d5 white pawn · f5 black pawn · h4 black pawn · a2 white pawn · b2 white pawn · d2 black rook · e2 black rook · h2 white pawn · f1 white rook · h1 white king | a7 black pawn · b7 black pawn · e7 white rook · h7 black pawn · d6 white bishop · e6 white knight · f6 black king · g6 black bishop · d5 white pawn · f5 black pawn · h4 black pawn · a2 white pawn · b2 white pawn · d2 black rook · e2 black rook · h2 white pawn · f1 white rook · h1 white king | a7 black pawn · b7 black pawn · e7 white rook · h7 black pawn · d6 white bishop · e6 white knight · f6 black king · g6 black bishop · d5 white pawn · f5 black pawn · h4 black pawn · a2 white pawn · b2 white pawn · d2 black rook · e2 black rook · h2 white pawn · f1 white rook · h1 white king | a7 black pawn · b7 black pawn · e7 white rook · h7 black pawn · d6 white bishop · e6 white knight · f6 black king · g6 black bishop · d5 white pawn · f5 black pawn · h4 black pawn · a2 white pawn · b2 white pawn · d2 black rook · e2 black rook · h2 white pawn · f1 white rook · h1 white king | a7 black pawn · b7 black pawn · e7 white rook · h7 black pawn · d6 white bishop · e6 white knight · f6 black king · g6 black bishop · d5 white pawn · f5 black pawn · h4 black pawn · a2 white pawn · b2 white pawn · d2 black rook · e2 black rook · h2 white pawn · f1 white rook · h1 white king | a7 black pawn · b7 black pawn · e7 white rook · h7 black pawn · d6 white bishop · e6 white knight · f6 black king · g6 black bishop · d5 white pawn · f5 black pawn · h4 black pawn · a2 white pawn · b2 white pawn · d2 black rook · e2 black rook · h2 white pawn · f1 white rook · h1 white king | a7 black pawn · b7 black pawn · e7 white rook · h7 black pawn · d6 white bishop · e6 white knight · f6 black king · g6 black bishop · d5 white pawn · f5 black pawn · h4 black pawn · a2 white pawn · b2 white pawn · d2 black rook · e2 black rook · h2 white pawn · f1 white rook · h1 white king | a7 black pawn · b7 black pawn · e7 white rook · h7 black pawn · d6 white bishop · e6 white knight · f6 black king · g6 black bishop · d5 white pawn · f5 black pawn · h4 black pawn · a2 white pawn · b2 white pawn · d2 black rook · e2 black rook · h2 white pawn · f1 white rook · h1 white king | 4 |
| 3 | a7 black pawn · b7 black pawn · e7 white rook · h7 black pawn · d6 white bishop · e6 white knight · f6 black king · g6 black bishop · d5 white pawn · f5 black pawn · h4 black pawn · a2 white pawn · b2 white pawn · d2 black rook · e2 black rook · h2 white pawn · f1 white rook · h1 white king | a7 black pawn · b7 black pawn · e7 white rook · h7 black pawn · d6 white bishop · e6 white knight · f6 black king · g6 black bishop · d5 white pawn · f5 black pawn · h4 black pawn · a2 white pawn · b2 white pawn · d2 black rook · e2 black rook · h2 white pawn · f1 white rook · h1 white king | a7 black pawn · b7 black pawn · e7 white rook · h7 black pawn · d6 white bishop · e6 white knight · f6 black king · g6 black bishop · d5 white pawn · f5 black pawn · h4 black pawn · a2 white pawn · b2 white pawn · d2 black rook · e2 black rook · h2 white pawn · f1 white rook · h1 white king | a7 black pawn · b7 black pawn · e7 white rook · h7 black pawn · d6 white bishop · e6 white knight · f6 black king · g6 black bishop · d5 white pawn · f5 black pawn · h4 black pawn · a2 white pawn · b2 white pawn · d2 black rook · e2 black rook · h2 white pawn · f1 white rook · h1 white king | a7 black pawn · b7 black pawn · e7 white rook · h7 black pawn · d6 white bishop · e6 white knight · f6 black king · g6 black bishop · d5 white pawn · f5 black pawn · h4 black pawn · a2 white pawn · b2 white pawn · d2 black rook · e2 black rook · h2 white pawn · f1 white rook · h1 white king | a7 black pawn · b7 black pawn · e7 white rook · h7 black pawn · d6 white bishop · e6 white knight · f6 black king · g6 black bishop · d5 white pawn · f5 black pawn · h4 black pawn · a2 white pawn · b2 white pawn · d2 black rook · e2 black rook · h2 white pawn · f1 white rook · h1 white king | a7 black pawn · b7 black pawn · e7 white rook · h7 black pawn · d6 white bishop · e6 white knight · f6 black king · g6 black bishop · d5 white pawn · f5 black pawn · h4 black pawn · a2 white pawn · b2 white pawn · d2 black rook · e2 black rook · h2 white pawn · f1 white rook · h1 white king | a7 black pawn · b7 black pawn · e7 white rook · h7 black pawn · d6 white bishop · e6 white knight · f6 black king · g6 black bishop · d5 white pawn · f5 black pawn · h4 black pawn · a2 white pawn · b2 white pawn · d2 black rook · e2 black rook · h2 white pawn · f1 white rook · h1 white king | 3 |
| 2 | a7 black pawn · b7 black pawn · e7 white rook · h7 black pawn · d6 white bishop · e6 white knight · f6 black king · g6 black bishop · d5 white pawn · f5 black pawn · h4 black pawn · a2 white pawn · b2 white pawn · d2 black rook · e2 black rook · h2 white pawn · f1 white rook · h1 white king | a7 black pawn · b7 black pawn · e7 white rook · h7 black pawn · d6 white bishop · e6 white knight · f6 black king · g6 black bishop · d5 white pawn · f5 black pawn · h4 black pawn · a2 white pawn · b2 white pawn · d2 black rook · e2 black rook · h2 white pawn · f1 white rook · h1 white king | a7 black pawn · b7 black pawn · e7 white rook · h7 black pawn · d6 white bishop · e6 white knight · f6 black king · g6 black bishop · d5 white pawn · f5 black pawn · h4 black pawn · a2 white pawn · b2 white pawn · d2 black rook · e2 black rook · h2 white pawn · f1 white rook · h1 white king | a7 black pawn · b7 black pawn · e7 white rook · h7 black pawn · d6 white bishop · e6 white knight · f6 black king · g6 black bishop · d5 white pawn · f5 black pawn · h4 black pawn · a2 white pawn · b2 white pawn · d2 black rook · e2 black rook · h2 white pawn · f1 white rook · h1 white king | a7 black pawn · b7 black pawn · e7 white rook · h7 black pawn · d6 white bishop · e6 white knight · f6 black king · g6 black bishop · d5 white pawn · f5 black pawn · h4 black pawn · a2 white pawn · b2 white pawn · d2 black rook · e2 black rook · h2 white pawn · f1 white rook · h1 white king | a7 black pawn · b7 black pawn · e7 white rook · h7 black pawn · d6 white bishop · e6 white knight · f6 black king · g6 black bishop · d5 white pawn · f5 black pawn · h4 black pawn · a2 white pawn · b2 white pawn · d2 black rook · e2 black rook · h2 white pawn · f1 white rook · h1 white king | a7 black pawn · b7 black pawn · e7 white rook · h7 black pawn · d6 white bishop · e6 white knight · f6 black king · g6 black bishop · d5 white pawn · f5 black pawn · h4 black pawn · a2 white pawn · b2 white pawn · d2 black rook · e2 black rook · h2 white pawn · f1 white rook · h1 white king | a7 black pawn · b7 black pawn · e7 white rook · h7 black pawn · d6 white bishop · e6 white knight · f6 black king · g6 black bishop · d5 white pawn · f5 black pawn · h4 black pawn · a2 white pawn · b2 white pawn · d2 black rook · e2 black rook · h2 white pawn · f1 white rook · h1 white king | 2 |
| 1 | a7 black pawn · b7 black pawn · e7 white rook · h7 black pawn · d6 white bishop · e6 white knight · f6 black king · g6 black bishop · d5 white pawn · f5 black pawn · h4 black pawn · a2 white pawn · b2 white pawn · d2 black rook · e2 black rook · h2 white pawn · f1 white rook · h1 white king | a7 black pawn · b7 black pawn · e7 white rook · h7 black pawn · d6 white bishop · e6 white knight · f6 black king · g6 black bishop · d5 white pawn · f5 black pawn · h4 black pawn · a2 white pawn · b2 white pawn · d2 black rook · e2 black rook · h2 white pawn · f1 white rook · h1 white king | a7 black pawn · b7 black pawn · e7 white rook · h7 black pawn · d6 white bishop · e6 white knight · f6 black king · g6 black bishop · d5 white pawn · f5 black pawn · h4 black pawn · a2 white pawn · b2 white pawn · d2 black rook · e2 black rook · h2 white pawn · f1 white rook · h1 white king | a7 black pawn · b7 black pawn · e7 white rook · h7 black pawn · d6 white bishop · e6 white knight · f6 black king · g6 black bishop · d5 white pawn · f5 black pawn · h4 black pawn · a2 white pawn · b2 white pawn · d2 black rook · e2 black rook · h2 white pawn · f1 white rook · h1 white king | a7 black pawn · b7 black pawn · e7 white rook · h7 black pawn · d6 white bishop · e6 white knight · f6 black king · g6 black bishop · d5 white pawn · f5 black pawn · h4 black pawn · a2 white pawn · b2 white pawn · d2 black rook · e2 black rook · h2 white pawn · f1 white rook · h1 white king | a7 black pawn · b7 black pawn · e7 white rook · h7 black pawn · d6 white bishop · e6 white knight · f6 black king · g6 black bishop · d5 white pawn · f5 black pawn · h4 black pawn · a2 white pawn · b2 white pawn · d2 black rook · e2 black rook · h2 white pawn · f1 white rook · h1 white king | a7 black pawn · b7 black pawn · e7 white rook · h7 black pawn · d6 white bishop · e6 white knight · f6 black king · g6 black bishop · d5 white pawn · f5 black pawn · h4 black pawn · a2 white pawn · b2 white pawn · d2 black rook · e2 black rook · h2 white pawn · f1 white rook · h1 white king | a7 black pawn · b7 black pawn · e7 white rook · h7 black pawn · d6 white bishop · e6 white knight · f6 black king · g6 black bishop · d5 white pawn · f5 black pawn · h4 black pawn · a2 white pawn · b2 white pawn · d2 black rook · e2 black rook · h2 white pawn · f1 white rook · h1 white king | 1 |
|   | a | b | c | d | e | f | g | h |   |

Ова позиција је из 23. свјетског шаховског првенства из 1892 у Хавани. Михаил Чигорин, који игра као бијели, има фигуру више (Вилхелм Штајнц је изгубио скакача за пјешака раније у игри), али његов ловац је приморан да остане на д6 да заштити и топа на е7 и пјешака на х2. Ако побиједи, Чигорин би везао ремизирао и послао га на додатно такмичење. Послије 31. Тцд2, играо је 32. Лб4??. Штајнц је одговорио са 32.Т:х2+ и Чигорин је одмах предао (у свјетлу слијепог мата 33. Kг1 Тдг2#), губи партију.

### Тигран Петросиан vs. Давид Бронштајн
|   | a | b | c | d | e | f | g | h |   |
| 8 | b8 black rook · c8 black bishop · f8 black rook · h8 black king · b7 black pawn · d7 black knight · g7 black queen · a6 black pawn · d6 white queen · g6 black pawn · a5 white pawn · d5 white knight · e5 black pawn · f5 black knight · h5 black pawn · c4 white pawn · e4 white knight · h4 white pawn · g3 white pawn · b2 white rook · f2 white pawn · g2 white bishop · b1 white rook · h1 white king | b8 black rook · c8 black bishop · f8 black rook · h8 black king · b7 black pawn · d7 black knight · g7 black queen · a6 black pawn · d6 white queen · g6 black pawn · a5 white pawn · d5 white knight · e5 black pawn · f5 black knight · h5 black pawn · c4 white pawn · e4 white knight · h4 white pawn · g3 white pawn · b2 white rook · f2 white pawn · g2 white bishop · b1 white rook · h1 white king | b8 black rook · c8 black bishop · f8 black rook · h8 black king · b7 black pawn · d7 black knight · g7 black queen · a6 black pawn · d6 white queen · g6 black pawn · a5 white pawn · d5 white knight · e5 black pawn · f5 black knight · h5 black pawn · c4 white pawn · e4 white knight · h4 white pawn · g3 white pawn · b2 white rook · f2 white pawn · g2 white bishop · b1 white rook · h1 white king | b8 black rook · c8 black bishop · f8 black rook · h8 black king · b7 black pawn · d7 black knight · g7 black queen · a6 black pawn · d6 white queen · g6 black pawn · a5 white pawn · d5 white knight · e5 black pawn · f5 black knight · h5 black pawn · c4 white pawn · e4 white knight · h4 white pawn · g3 white pawn · b2 white rook · f2 white pawn · g2 white bishop · b1 white rook · h1 white king | b8 black rook · c8 black bishop · f8 black rook · h8 black king · b7 black pawn · d7 black knight · g7 black queen · a6 black pawn · d6 white queen · g6 black pawn · a5 white pawn · d5 white knight · e5 black pawn · f5 black knight · h5 black pawn · c4 white pawn · e4 white knight · h4 white pawn · g3 white pawn · b2 white rook · f2 white pawn · g2 white bishop · b1 white rook · h1 white king | b8 black rook · c8 black bishop · f8 black rook · h8 black king · b7 black pawn · d7 black knight · g7 black queen · a6 black pawn · d6 white queen · g6 black pawn · a5 white pawn · d5 white knight · e5 black pawn · f5 black knight · h5 black pawn · c4 white pawn · e4 white knight · h4 white pawn · g3 white pawn · b2 white rook · f2 white pawn · g2 white bishop · b1 white rook · h1 white king | b8 black rook · c8 black bishop · f8 black rook · h8 black king · b7 black pawn · d7 black knight · g7 black queen · a6 black pawn · d6 white queen · g6 black pawn · a5 white pawn · d5 white knight · e5 black pawn · f5 black knight · h5 black pawn · c4 white pawn · e4 white knight · h4 white pawn · g3 white pawn · b2 white rook · f2 white pawn · g2 white bishop · b1 white rook · h1 white king | b8 black rook · c8 black bishop · f8 black rook · h8 black king · b7 black pawn · d7 black knight · g7 black queen · a6 black pawn · d6 white queen · g6 black pawn · a5 white pawn · d5 white knight · e5 black pawn · f5 black knight · h5 black pawn · c4 white pawn · e4 white knight · h4 white pawn · g3 white pawn · b2 white rook · f2 white pawn · g2 white bishop · b1 white rook · h1 white king | 8 |
| 7 | b8 black rook · c8 black bishop · f8 black rook · h8 black king · b7 black pawn · d7 black knight · g7 black queen · a6 black pawn · d6 white queen · g6 black pawn · a5 white pawn · d5 white knight · e5 black pawn · f5 black knight · h5 black pawn · c4 white pawn · e4 white knight · h4 white pawn · g3 white pawn · b2 white rook · f2 white pawn · g2 white bishop · b1 white rook · h1 white king | b8 black rook · c8 black bishop · f8 black rook · h8 black king · b7 black pawn · d7 black knight · g7 black queen · a6 black pawn · d6 white queen · g6 black pawn · a5 white pawn · d5 white knight · e5 black pawn · f5 black knight · h5 black pawn · c4 white pawn · e4 white knight · h4 white pawn · g3 white pawn · b2 white rook · f2 white pawn · g2 white bishop · b1 white rook · h1 white king | b8 black rook · c8 black bishop · f8 black rook · h8 black king · b7 black pawn · d7 black knight · g7 black queen · a6 black pawn · d6 white queen · g6 black pawn · a5 white pawn · d5 white knight · e5 black pawn · f5 black knight · h5 black pawn · c4 white pawn · e4 white knight · h4 white pawn · g3 white pawn · b2 white rook · f2 white pawn · g2 white bishop · b1 white rook · h1 white king | b8 black rook · c8 black bishop · f8 black rook · h8 black king · b7 black pawn · d7 black knight · g7 black queen · a6 black pawn · d6 white queen · g6 black pawn · a5 white pawn · d5 white knight · e5 black pawn · f5 black knight · h5 black pawn · c4 white pawn · e4 white knight · h4 white pawn · g3 white pawn · b2 white rook · f2 white pawn · g2 white bishop · b1 white rook · h1 white king | b8 black rook · c8 black bishop · f8 black rook · h8 black king · b7 black pawn · d7 black knight · g7 black queen · a6 black pawn · d6 white queen · g6 black pawn · a5 white pawn · d5 white knight · e5 black pawn · f5 black knight · h5 black pawn · c4 white pawn · e4 white knight · h4 white pawn · g3 white pawn · b2 white rook · f2 white pawn · g2 white bishop · b1 white rook · h1 white king | b8 black rook · c8 black bishop · f8 black rook · h8 black king · b7 black pawn · d7 black knight · g7 black queen · a6 black pawn · d6 white queen · g6 black pawn · a5 white pawn · d5 white knight · e5 black pawn · f5 black knight · h5 black pawn · c4 white pawn · e4 white knight · h4 white pawn · g3 white pawn · b2 white rook · f2 white pawn · g2 white bishop · b1 white rook · h1 white king | b8 black rook · c8 black bishop · f8 black rook · h8 black king · b7 black pawn · d7 black knight · g7 black queen · a6 black pawn · d6 white queen · g6 black pawn · a5 white pawn · d5 white knight · e5 black pawn · f5 black knight · h5 black pawn · c4 white pawn · e4 white knight · h4 white pawn · g3 white pawn · b2 white rook · f2 white pawn · g2 white bishop · b1 white rook · h1 white king | b8 black rook · c8 black bishop · f8 black rook · h8 black king · b7 black pawn · d7 black knight · g7 black queen · a6 black pawn · d6 white queen · g6 black pawn · a5 white pawn · d5 white knight · e5 black pawn · f5 black knight · h5 black pawn · c4 white pawn · e4 white knight · h4 white pawn · g3 white pawn · b2 white rook · f2 white pawn · g2 white bishop · b1 white rook · h1 white king | 7 |
| 6 | b8 black rook · c8 black bishop · f8 black rook · h8 black king · b7 black pawn · d7 black knight · g7 black queen · a6 black pawn · d6 white queen · g6 black pawn · a5 white pawn · d5 white knight · e5 black pawn · f5 black knight · h5 black pawn · c4 white pawn · e4 white knight · h4 white pawn · g3 white pawn · b2 white rook · f2 white pawn · g2 white bishop · b1 white rook · h1 white king | b8 black rook · c8 black bishop · f8 black rook · h8 black king · b7 black pawn · d7 black knight · g7 black queen · a6 black pawn · d6 white queen · g6 black pawn · a5 white pawn · d5 white knight · e5 black pawn · f5 black knight · h5 black pawn · c4 white pawn · e4 white knight · h4 white pawn · g3 white pawn · b2 white rook · f2 white pawn · g2 white bishop · b1 white rook · h1 white king | b8 black rook · c8 black bishop · f8 black rook · h8 black king · b7 black pawn · d7 black knight · g7 black queen · a6 black pawn · d6 white queen · g6 black pawn · a5 white pawn · d5 white knight · e5 black pawn · f5 black knight · h5 black pawn · c4 white pawn · e4 white knight · h4 white pawn · g3 white pawn · b2 white rook · f2 white pawn · g2 white bishop · b1 white rook · h1 white king | b8 black rook · c8 black bishop · f8 black rook · h8 black king · b7 black pawn · d7 black knight · g7 black queen · a6 black pawn · d6 white queen · g6 black pawn · a5 white pawn · d5 white knight · e5 black pawn · f5 black knight · h5 black pawn · c4 white pawn · e4 white knight · h4 white pawn · g3 white pawn · b2 white rook · f2 white pawn · g2 white bishop · b1 white rook · h1 white king | b8 black rook · c8 black bishop · f8 black rook · h8 black king · b7 black pawn · d7 black knight · g7 black queen · a6 black pawn · d6 white queen · g6 black pawn · a5 white pawn · d5 white knight · e5 black pawn · f5 black knight · h5 black pawn · c4 white pawn · e4 white knight · h4 white pawn · g3 white pawn · b2 white rook · f2 white pawn · g2 white bishop · b1 white rook · h1 white king | b8 black rook · c8 black bishop · f8 black rook · h8 black king · b7 black pawn · d7 black knight · g7 black queen · a6 black pawn · d6 white queen · g6 black pawn · a5 white pawn · d5 white knight · e5 black pawn · f5 black knight · h5 black pawn · c4 white pawn · e4 white knight · h4 white pawn · g3 white pawn · b2 white rook · f2 white pawn · g2 white bishop · b1 white rook · h1 white king | b8 black rook · c8 black bishop · f8 black rook · h8 black king · b7 black pawn · d7 black knight · g7 black queen · a6 black pawn · d6 white queen · g6 black pawn · a5 white pawn · d5 white knight · e5 black pawn · f5 black knight · h5 black pawn · c4 white pawn · e4 white knight · h4 white pawn · g3 white pawn · b2 white rook · f2 white pawn · g2 white bishop · b1 white rook · h1 white king | b8 black rook · c8 black bishop · f8 black rook · h8 black king · b7 black pawn · d7 black knight · g7 black queen · a6 black pawn · d6 white queen · g6 black pawn · a5 white pawn · d5 white knight · e5 black pawn · f5 black knight · h5 black pawn · c4 white pawn · e4 white knight · h4 white pawn · g3 white pawn · b2 white rook · f2 white pawn · g2 white bishop · b1 white rook · h1 white king | 6 |
| 5 | b8 black rook · c8 black bishop · f8 black rook · h8 black king · b7 black pawn · d7 black knight · g7 black queen · a6 black pawn · d6 white queen · g6 black pawn · a5 white pawn · d5 white knight · e5 black pawn · f5 black knight · h5 black pawn · c4 white pawn · e4 white knight · h4 white pawn · g3 white pawn · b2 white rook · f2 white pawn · g2 white bishop · b1 white rook · h1 white king | b8 black rook · c8 black bishop · f8 black rook · h8 black king · b7 black pawn · d7 black knight · g7 black queen · a6 black pawn · d6 white queen · g6 black pawn · a5 white pawn · d5 white knight · e5 black pawn · f5 black knight · h5 black pawn · c4 white pawn · e4 white knight · h4 white pawn · g3 white pawn · b2 white rook · f2 white pawn · g2 white bishop · b1 white rook · h1 white king | b8 black rook · c8 black bishop · f8 black rook · h8 black king · b7 black pawn · d7 black knight · g7 black queen · a6 black pawn · d6 white queen · g6 black pawn · a5 white pawn · d5 white knight · e5 black pawn · f5 black knight · h5 black pawn · c4 white pawn · e4 white knight · h4 white pawn · g3 white pawn · b2 white rook · f2 white pawn · g2 white bishop · b1 white rook · h1 white king | b8 black rook · c8 black bishop · f8 black rook · h8 black king · b7 black pawn · d7 black knight · g7 black queen · a6 black pawn · d6 white queen · g6 black pawn · a5 white pawn · d5 white knight · e5 black pawn · f5 black knight · h5 black pawn · c4 white pawn · e4 white knight · h4 white pawn · g3 white pawn · b2 white rook · f2 white pawn · g2 white bishop · b1 white rook · h1 white king | b8 black rook · c8 black bishop · f8 black rook · h8 black king · b7 black pawn · d7 black knight · g7 black queen · a6 black pawn · d6 white queen · g6 black pawn · a5 white pawn · d5 white knight · e5 black pawn · f5 black knight · h5 black pawn · c4 white pawn · e4 white knight · h4 white pawn · g3 white pawn · b2 white rook · f2 white pawn · g2 white bishop · b1 white rook · h1 white king | b8 black rook · c8 black bishop · f8 black rook · h8 black king · b7 black pawn · d7 black knight · g7 black queen · a6 black pawn · d6 white queen · g6 black pawn · a5 white pawn · d5 white knight · e5 black pawn · f5 black knight · h5 black pawn · c4 white pawn · e4 white knight · h4 white pawn · g3 white pawn · b2 white rook · f2 white pawn · g2 white bishop · b1 white rook · h1 white king | b8 black rook · c8 black bishop · f8 black rook · h8 black king · b7 black pawn · d7 black knight · g7 black queen · a6 black pawn · d6 white queen · g6 black pawn · a5 white pawn · d5 white knight · e5 black pawn · f5 black knight · h5 black pawn · c4 white pawn · e4 white knight · h4 white pawn · g3 white pawn · b2 white rook · f2 white pawn · g2 white bishop · b1 white rook · h1 white king | b8 black rook · c8 black bishop · f8 black rook · h8 black king · b7 black pawn · d7 black knight · g7 black queen · a6 black pawn · d6 white queen · g6 black pawn · a5 white pawn · d5 white knight · e5 black pawn · f5 black knight · h5 black pawn · c4 white pawn · e4 white knight · h4 white pawn · g3 white pawn · b2 white rook · f2 white pawn · g2 white bishop · b1 white rook · h1 white king | 5 |
| 4 | b8 black rook · c8 black bishop · f8 black rook · h8 black king · b7 black pawn · d7 black knight · g7 black queen · a6 black pawn · d6 white queen · g6 black pawn · a5 white pawn · d5 white knight · e5 black pawn · f5 black knight · h5 black pawn · c4 white pawn · e4 white knight · h4 white pawn · g3 white pawn · b2 white rook · f2 white pawn · g2 white bishop · b1 white rook · h1 white king | b8 black rook · c8 black bishop · f8 black rook · h8 black king · b7 black pawn · d7 black knight · g7 black queen · a6 black pawn · d6 white queen · g6 black pawn · a5 white pawn · d5 white knight · e5 black pawn · f5 black knight · h5 black pawn · c4 white pawn · e4 white knight · h4 white pawn · g3 white pawn · b2 white rook · f2 white pawn · g2 white bishop · b1 white rook · h1 white king | b8 black rook · c8 black bishop · f8 black rook · h8 black king · b7 black pawn · d7 black knight · g7 black queen · a6 black pawn · d6 white queen · g6 black pawn · a5 white pawn · d5 white knight · e5 black pawn · f5 black knight · h5 black pawn · c4 white pawn · e4 white knight · h4 white pawn · g3 white pawn · b2 white rook · f2 white pawn · g2 white bishop · b1 white rook · h1 white king | b8 black rook · c8 black bishop · f8 black rook · h8 black king · b7 black pawn · d7 black knight · g7 black queen · a6 black pawn · d6 white queen · g6 black pawn · a5 white pawn · d5 white knight · e5 black pawn · f5 black knight · h5 black pawn · c4 white pawn · e4 white knight · h4 white pawn · g3 white pawn · b2 white rook · f2 white pawn · g2 white bishop · b1 white rook · h1 white king | b8 black rook · c8 black bishop · f8 black rook · h8 black king · b7 black pawn · d7 black knight · g7 black queen · a6 black pawn · d6 white queen · g6 black pawn · a5 white pawn · d5 white knight · e5 black pawn · f5 black knight · h5 black pawn · c4 white pawn · e4 white knight · h4 white pawn · g3 white pawn · b2 white rook · f2 white pawn · g2 white bishop · b1 white rook · h1 white king | b8 black rook · c8 black bishop · f8 black rook · h8 black king · b7 black pawn · d7 black knight · g7 black queen · a6 black pawn · d6 white queen · g6 black pawn · a5 white pawn · d5 white knight · e5 black pawn · f5 black knight · h5 black pawn · c4 white pawn · e4 white knight · h4 white pawn · g3 white pawn · b2 white rook · f2 white pawn · g2 white bishop · b1 white rook · h1 white king | b8 black rook · c8 black bishop · f8 black rook · h8 black king · b7 black pawn · d7 black knight · g7 black queen · a6 black pawn · d6 white queen · g6 black pawn · a5 white pawn · d5 white knight · e5 black pawn · f5 black knight · h5 black pawn · c4 white pawn · e4 white knight · h4 white pawn · g3 white pawn · b2 white rook · f2 white pawn · g2 white bishop · b1 white rook · h1 white king | b8 black rook · c8 black bishop · f8 black rook · h8 black king · b7 black pawn · d7 black knight · g7 black queen · a6 black pawn · d6 white queen · g6 black pawn · a5 white pawn · d5 white knight · e5 black pawn · f5 black knight · h5 black pawn · c4 white pawn · e4 white knight · h4 white pawn · g3 white pawn · b2 white rook · f2 white pawn · g2 white bishop · b1 white rook · h1 white king | 4 |
| 3 | b8 black rook · c8 black bishop · f8 black rook · h8 black king · b7 black pawn · d7 black knight · g7 black queen · a6 black pawn · d6 white queen · g6 black pawn · a5 white pawn · d5 white knight · e5 black pawn · f5 black knight · h5 black pawn · c4 white pawn · e4 white knight · h4 white pawn · g3 white pawn · b2 white rook · f2 white pawn · g2 white bishop · b1 white rook · h1 white king | b8 black rook · c8 black bishop · f8 black rook · h8 black king · b7 black pawn · d7 black knight · g7 black queen · a6 black pawn · d6 white queen · g6 black pawn · a5 white pawn · d5 white knight · e5 black pawn · f5 black knight · h5 black pawn · c4 white pawn · e4 white knight · h4 white pawn · g3 white pawn · b2 white rook · f2 white pawn · g2 white bishop · b1 white rook · h1 white king | b8 black rook · c8 black bishop · f8 black rook · h8 black king · b7 black pawn · d7 black knight · g7 black queen · a6 black pawn · d6 white queen · g6 black pawn · a5 white pawn · d5 white knight · e5 black pawn · f5 black knight · h5 black pawn · c4 white pawn · e4 white knight · h4 white pawn · g3 white pawn · b2 white rook · f2 white pawn · g2 white bishop · b1 white rook · h1 white king | b8 black rook · c8 black bishop · f8 black rook · h8 black king · b7 black pawn · d7 black knight · g7 black queen · a6 black pawn · d6 white queen · g6 black pawn · a5 white pawn · d5 white knight · e5 black pawn · f5 black knight · h5 black pawn · c4 white pawn · e4 white knight · h4 white pawn · g3 white pawn · b2 white rook · f2 white pawn · g2 white bishop · b1 white rook · h1 white king | b8 black rook · c8 black bishop · f8 black rook · h8 black king · b7 black pawn · d7 black knight · g7 black queen · a6 black pawn · d6 white queen · g6 black pawn · a5 white pawn · d5 white knight · e5 black pawn · f5 black knight · h5 black pawn · c4 white pawn · e4 white knight · h4 white pawn · g3 white pawn · b2 white rook · f2 white pawn · g2 white bishop · b1 white rook · h1 white king | b8 black rook · c8 black bishop · f8 black rook · h8 black king · b7 black pawn · d7 black knight · g7 black queen · a6 black pawn · d6 white queen · g6 black pawn · a5 white pawn · d5 white knight · e5 black pawn · f5 black knight · h5 black pawn · c4 white pawn · e4 white knight · h4 white pawn · g3 white pawn · b2 white rook · f2 white pawn · g2 white bishop · b1 white rook · h1 white king | b8 black rook · c8 black bishop · f8 black rook · h8 black king · b7 black pawn · d7 black knight · g7 black queen · a6 black pawn · d6 white queen · g6 black pawn · a5 white pawn · d5 white knight · e5 black pawn · f5 black knight · h5 black pawn · c4 white pawn · e4 white knight · h4 white pawn · g3 white pawn · b2 white rook · f2 white pawn · g2 white bishop · b1 white rook · h1 white king | b8 black rook · c8 black bishop · f8 black rook · h8 black king · b7 black pawn · d7 black knight · g7 black queen · a6 black pawn · d6 white queen · g6 black pawn · a5 white pawn · d5 white knight · e5 black pawn · f5 black knight · h5 black pawn · c4 white pawn · e4 white knight · h4 white pawn · g3 white pawn · b2 white rook · f2 white pawn · g2 white bishop · b1 white rook · h1 white king | 3 |
| 2 | b8 black rook · c8 black bishop · f8 black rook · h8 black king · b7 black pawn · d7 black knight · g7 black queen · a6 black pawn · d6 white queen · g6 black pawn · a5 white pawn · d5 white knight · e5 black pawn · f5 black knight · h5 black pawn · c4 white pawn · e4 white knight · h4 white pawn · g3 white pawn · b2 white rook · f2 white pawn · g2 white bishop · b1 white rook · h1 white king | b8 black rook · c8 black bishop · f8 black rook · h8 black king · b7 black pawn · d7 black knight · g7 black queen · a6 black pawn · d6 white queen · g6 black pawn · a5 white pawn · d5 white knight · e5 black pawn · f5 black knight · h5 black pawn · c4 white pawn · e4 white knight · h4 white pawn · g3 white pawn · b2 white rook · f2 white pawn · g2 white bishop · b1 white rook · h1 white king | b8 black rook · c8 black bishop · f8 black rook · h8 black king · b7 black pawn · d7 black knight · g7 black queen · a6 black pawn · d6 white queen · g6 black pawn · a5 white pawn · d5 white knight · e5 black pawn · f5 black knight · h5 black pawn · c4 white pawn · e4 white knight · h4 white pawn · g3 white pawn · b2 white rook · f2 white pawn · g2 white bishop · b1 white rook · h1 white king | b8 black rook · c8 black bishop · f8 black rook · h8 black king · b7 black pawn · d7 black knight · g7 black queen · a6 black pawn · d6 white queen · g6 black pawn · a5 white pawn · d5 white knight · e5 black pawn · f5 black knight · h5 black pawn · c4 white pawn · e4 white knight · h4 white pawn · g3 white pawn · b2 white rook · f2 white pawn · g2 white bishop · b1 white rook · h1 white king | b8 black rook · c8 black bishop · f8 black rook · h8 black king · b7 black pawn · d7 black knight · g7 black queen · a6 black pawn · d6 white queen · g6 black pawn · a5 white pawn · d5 white knight · e5 black pawn · f5 black knight · h5 black pawn · c4 white pawn · e4 white knight · h4 white pawn · g3 white pawn · b2 white rook · f2 white pawn · g2 white bishop · b1 white rook · h1 white king | b8 black rook · c8 black bishop · f8 black rook · h8 black king · b7 black pawn · d7 black knight · g7 black queen · a6 black pawn · d6 white queen · g6 black pawn · a5 white pawn · d5 white knight · e5 black pawn · f5 black knight · h5 black pawn · c4 white pawn · e4 white knight · h4 white pawn · g3 white pawn · b2 white rook · f2 white pawn · g2 white bishop · b1 white rook · h1 white king | b8 black rook · c8 black bishop · f8 black rook · h8 black king · b7 black pawn · d7 black knight · g7 black queen · a6 black pawn · d6 white queen · g6 black pawn · a5 white pawn · d5 white knight · e5 black pawn · f5 black knight · h5 black pawn · c4 white pawn · e4 white knight · h4 white pawn · g3 white pawn · b2 white rook · f2 white pawn · g2 white bishop · b1 white rook · h1 white king | b8 black rook · c8 black bishop · f8 black rook · h8 black king · b7 black pawn · d7 black knight · g7 black queen · a6 black pawn · d6 white queen · g6 black pawn · a5 white pawn · d5 white knight · e5 black pawn · f5 black knight · h5 black pawn · c4 white pawn · e4 white knight · h4 white pawn · g3 white pawn · b2 white rook · f2 white pawn · g2 white bishop · b1 white rook · h1 white king | 2 |
| 1 | b8 black rook · c8 black bishop · f8 black rook · h8 black king · b7 black pawn · d7 black knight · g7 black queen · a6 black pawn · d6 white queen · g6 black pawn · a5 white pawn · d5 white knight · e5 black pawn · f5 black knight · h5 black pawn · c4 white pawn · e4 white knight · h4 white pawn · g3 white pawn · b2 white rook · f2 white pawn · g2 white bishop · b1 white rook · h1 white king | b8 black rook · c8 black bishop · f8 black rook · h8 black king · b7 black pawn · d7 black knight · g7 black queen · a6 black pawn · d6 white queen · g6 black pawn · a5 white pawn · d5 white knight · e5 black pawn · f5 black knight · h5 black pawn · c4 white pawn · e4 white knight · h4 white pawn · g3 white pawn · b2 white rook · f2 white pawn · g2 white bishop · b1 white rook · h1 white king | b8 black rook · c8 black bishop · f8 black rook · h8 black king · b7 black pawn · d7 black knight · g7 black queen · a6 black pawn · d6 white queen · g6 black pawn · a5 white pawn · d5 white knight · e5 black pawn · f5 black knight · h5 black pawn · c4 white pawn · e4 white knight · h4 white pawn · g3 white pawn · b2 white rook · f2 white pawn · g2 white bishop · b1 white rook · h1 white king | b8 black rook · c8 black bishop · f8 black rook · h8 black king · b7 black pawn · d7 black knight · g7 black queen · a6 black pawn · d6 white queen · g6 black pawn · a5 white pawn · d5 white knight · e5 black pawn · f5 black knight · h5 black pawn · c4 white pawn · e4 white knight · h4 white pawn · g3 white pawn · b2 white rook · f2 white pawn · g2 white bishop · b1 white rook · h1 white king | b8 black rook · c8 black bishop · f8 black rook · h8 black king · b7 black pawn · d7 black knight · g7 black queen · a6 black pawn · d6 white queen · g6 black pawn · a5 white pawn · d5 white knight · e5 black pawn · f5 black knight · h5 black pawn · c4 white pawn · e4 white knight · h4 white pawn · g3 white pawn · b2 white rook · f2 white pawn · g2 white bishop · b1 white rook · h1 white king | b8 black rook · c8 black bishop · f8 black rook · h8 black king · b7 black pawn · d7 black knight · g7 black queen · a6 black pawn · d6 white queen · g6 black pawn · a5 white pawn · d5 white knight · e5 black pawn · f5 black knight · h5 black pawn · c4 white pawn · e4 white knight · h4 white pawn · g3 white pawn · b2 white rook · f2 white pawn · g2 white bishop · b1 white rook · h1 white king | b8 black rook · c8 black bishop · f8 black rook · h8 black king · b7 black pawn · d7 black knight · g7 black queen · a6 black pawn · d6 white queen · g6 black pawn · a5 white pawn · d5 white knight · e5 black pawn · f5 black knight · h5 black pawn · c4 white pawn · e4 white knight · h4 white pawn · g3 white pawn · b2 white rook · f2 white pawn · g2 white bishop · b1 white rook · h1 white king | b8 black rook · c8 black bishop · f8 black rook · h8 black king · b7 black pawn · d7 black knight · g7 black queen · a6 black pawn · d6 white queen · g6 black pawn · a5 white pawn · d5 white knight · e5 black pawn · f5 black knight · h5 black pawn · c4 white pawn · e4 white knight · h4 white pawn · g3 white pawn · b2 white rook · f2 white pawn · g2 white bishop · b1 white rook · h1 white king | 1 |
|   | a | b | c | d | e | f | g | h |   |

Позиција у дијаграму је настала 1956. на Турниру кандидата у Амстердаму. Тигран Петросиан, играјући као бијели, ужива јасну предност снажним скакачима, активним топовима и доста покретљивости док је положај црног загушен и тешко да се може помјерити. У ствари, Давид Бронштајн (играјући као црни) је у посљедњих седам потеза направио само наизглед бесмислене потезе, Сц6 – д4 – ц6 – д4, а сада је играо ... Сд4 – ф5, пријети бијелој дами, док је бијели био полако јачао свој положај. Бијели сада лако може сачувати позициону предност потезом попут 36. Дц7, али превидјевши да је краљица en prise, играо је 36. Сг5?? и предао је послије 36. С:д6.

### Милгел Најдорф vs. Боби Фишер
|   | a | b | c | d | e | f | g | h |   |
| 8 | b8 black rook · e8 black knight · f8 black queen · g8 black king · b7 black bishop · f7 black pawn · g7 black bishop · a6 black pawn · h6 black pawn · a5 white knight · c5 black pawn · d5 white pawn · f5 white queen · a4 white pawn · b4 black pawn · c4 white knight · f4 black pawn · f3 white bishop · h3 white pawn · b2 white pawn · f2 white pawn · g2 white pawn · d1 white rook · g1 white king | b8 black rook · e8 black knight · f8 black queen · g8 black king · b7 black bishop · f7 black pawn · g7 black bishop · a6 black pawn · h6 black pawn · a5 white knight · c5 black pawn · d5 white pawn · f5 white queen · a4 white pawn · b4 black pawn · c4 white knight · f4 black pawn · f3 white bishop · h3 white pawn · b2 white pawn · f2 white pawn · g2 white pawn · d1 white rook · g1 white king | b8 black rook · e8 black knight · f8 black queen · g8 black king · b7 black bishop · f7 black pawn · g7 black bishop · a6 black pawn · h6 black pawn · a5 white knight · c5 black pawn · d5 white pawn · f5 white queen · a4 white pawn · b4 black pawn · c4 white knight · f4 black pawn · f3 white bishop · h3 white pawn · b2 white pawn · f2 white pawn · g2 white pawn · d1 white rook · g1 white king | b8 black rook · e8 black knight · f8 black queen · g8 black king · b7 black bishop · f7 black pawn · g7 black bishop · a6 black pawn · h6 black pawn · a5 white knight · c5 black pawn · d5 white pawn · f5 white queen · a4 white pawn · b4 black pawn · c4 white knight · f4 black pawn · f3 white bishop · h3 white pawn · b2 white pawn · f2 white pawn · g2 white pawn · d1 white rook · g1 white king | b8 black rook · e8 black knight · f8 black queen · g8 black king · b7 black bishop · f7 black pawn · g7 black bishop · a6 black pawn · h6 black pawn · a5 white knight · c5 black pawn · d5 white pawn · f5 white queen · a4 white pawn · b4 black pawn · c4 white knight · f4 black pawn · f3 white bishop · h3 white pawn · b2 white pawn · f2 white pawn · g2 white pawn · d1 white rook · g1 white king | b8 black rook · e8 black knight · f8 black queen · g8 black king · b7 black bishop · f7 black pawn · g7 black bishop · a6 black pawn · h6 black pawn · a5 white knight · c5 black pawn · d5 white pawn · f5 white queen · a4 white pawn · b4 black pawn · c4 white knight · f4 black pawn · f3 white bishop · h3 white pawn · b2 white pawn · f2 white pawn · g2 white pawn · d1 white rook · g1 white king | b8 black rook · e8 black knight · f8 black queen · g8 black king · b7 black bishop · f7 black pawn · g7 black bishop · a6 black pawn · h6 black pawn · a5 white knight · c5 black pawn · d5 white pawn · f5 white queen · a4 white pawn · b4 black pawn · c4 white knight · f4 black pawn · f3 white bishop · h3 white pawn · b2 white pawn · f2 white pawn · g2 white pawn · d1 white rook · g1 white king | b8 black rook · e8 black knight · f8 black queen · g8 black king · b7 black bishop · f7 black pawn · g7 black bishop · a6 black pawn · h6 black pawn · a5 white knight · c5 black pawn · d5 white pawn · f5 white queen · a4 white pawn · b4 black pawn · c4 white knight · f4 black pawn · f3 white bishop · h3 white pawn · b2 white pawn · f2 white pawn · g2 white pawn · d1 white rook · g1 white king | 8 |
| 7 | b8 black rook · e8 black knight · f8 black queen · g8 black king · b7 black bishop · f7 black pawn · g7 black bishop · a6 black pawn · h6 black pawn · a5 white knight · c5 black pawn · d5 white pawn · f5 white queen · a4 white pawn · b4 black pawn · c4 white knight · f4 black pawn · f3 white bishop · h3 white pawn · b2 white pawn · f2 white pawn · g2 white pawn · d1 white rook · g1 white king | b8 black rook · e8 black knight · f8 black queen · g8 black king · b7 black bishop · f7 black pawn · g7 black bishop · a6 black pawn · h6 black pawn · a5 white knight · c5 black pawn · d5 white pawn · f5 white queen · a4 white pawn · b4 black pawn · c4 white knight · f4 black pawn · f3 white bishop · h3 white pawn · b2 white pawn · f2 white pawn · g2 white pawn · d1 white rook · g1 white king | b8 black rook · e8 black knight · f8 black queen · g8 black king · b7 black bishop · f7 black pawn · g7 black bishop · a6 black pawn · h6 black pawn · a5 white knight · c5 black pawn · d5 white pawn · f5 white queen · a4 white pawn · b4 black pawn · c4 white knight · f4 black pawn · f3 white bishop · h3 white pawn · b2 white pawn · f2 white pawn · g2 white pawn · d1 white rook · g1 white king | b8 black rook · e8 black knight · f8 black queen · g8 black king · b7 black bishop · f7 black pawn · g7 black bishop · a6 black pawn · h6 black pawn · a5 white knight · c5 black pawn · d5 white pawn · f5 white queen · a4 white pawn · b4 black pawn · c4 white knight · f4 black pawn · f3 white bishop · h3 white pawn · b2 white pawn · f2 white pawn · g2 white pawn · d1 white rook · g1 white king | b8 black rook · e8 black knight · f8 black queen · g8 black king · b7 black bishop · f7 black pawn · g7 black bishop · a6 black pawn · h6 black pawn · a5 white knight · c5 black pawn · d5 white pawn · f5 white queen · a4 white pawn · b4 black pawn · c4 white knight · f4 black pawn · f3 white bishop · h3 white pawn · b2 white pawn · f2 white pawn · g2 white pawn · d1 white rook · g1 white king | b8 black rook · e8 black knight · f8 black queen · g8 black king · b7 black bishop · f7 black pawn · g7 black bishop · a6 black pawn · h6 black pawn · a5 white knight · c5 black pawn · d5 white pawn · f5 white queen · a4 white pawn · b4 black pawn · c4 white knight · f4 black pawn · f3 white bishop · h3 white pawn · b2 white pawn · f2 white pawn · g2 white pawn · d1 white rook · g1 white king | b8 black rook · e8 black knight · f8 black queen · g8 black king · b7 black bishop · f7 black pawn · g7 black bishop · a6 black pawn · h6 black pawn · a5 white knight · c5 black pawn · d5 white pawn · f5 white queen · a4 white pawn · b4 black pawn · c4 white knight · f4 black pawn · f3 white bishop · h3 white pawn · b2 white pawn · f2 white pawn · g2 white pawn · d1 white rook · g1 white king | b8 black rook · e8 black knight · f8 black queen · g8 black king · b7 black bishop · f7 black pawn · g7 black bishop · a6 black pawn · h6 black pawn · a5 white knight · c5 black pawn · d5 white pawn · f5 white queen · a4 white pawn · b4 black pawn · c4 white knight · f4 black pawn · f3 white bishop · h3 white pawn · b2 white pawn · f2 white pawn · g2 white pawn · d1 white rook · g1 white king | 7 |
| 6 | b8 black rook · e8 black knight · f8 black queen · g8 black king · b7 black bishop · f7 black pawn · g7 black bishop · a6 black pawn · h6 black pawn · a5 white knight · c5 black pawn · d5 white pawn · f5 white queen · a4 white pawn · b4 black pawn · c4 white knight · f4 black pawn · f3 white bishop · h3 white pawn · b2 white pawn · f2 white pawn · g2 white pawn · d1 white rook · g1 white king | b8 black rook · e8 black knight · f8 black queen · g8 black king · b7 black bishop · f7 black pawn · g7 black bishop · a6 black pawn · h6 black pawn · a5 white knight · c5 black pawn · d5 white pawn · f5 white queen · a4 white pawn · b4 black pawn · c4 white knight · f4 black pawn · f3 white bishop · h3 white pawn · b2 white pawn · f2 white pawn · g2 white pawn · d1 white rook · g1 white king | b8 black rook · e8 black knight · f8 black queen · g8 black king · b7 black bishop · f7 black pawn · g7 black bishop · a6 black pawn · h6 black pawn · a5 white knight · c5 black pawn · d5 white pawn · f5 white queen · a4 white pawn · b4 black pawn · c4 white knight · f4 black pawn · f3 white bishop · h3 white pawn · b2 white pawn · f2 white pawn · g2 white pawn · d1 white rook · g1 white king | b8 black rook · e8 black knight · f8 black queen · g8 black king · b7 black bishop · f7 black pawn · g7 black bishop · a6 black pawn · h6 black pawn · a5 white knight · c5 black pawn · d5 white pawn · f5 white queen · a4 white pawn · b4 black pawn · c4 white knight · f4 black pawn · f3 white bishop · h3 white pawn · b2 white pawn · f2 white pawn · g2 white pawn · d1 white rook · g1 white king | b8 black rook · e8 black knight · f8 black queen · g8 black king · b7 black bishop · f7 black pawn · g7 black bishop · a6 black pawn · h6 black pawn · a5 white knight · c5 black pawn · d5 white pawn · f5 white queen · a4 white pawn · b4 black pawn · c4 white knight · f4 black pawn · f3 white bishop · h3 white pawn · b2 white pawn · f2 white pawn · g2 white pawn · d1 white rook · g1 white king | b8 black rook · e8 black knight · f8 black queen · g8 black king · b7 black bishop · f7 black pawn · g7 black bishop · a6 black pawn · h6 black pawn · a5 white knight · c5 black pawn · d5 white pawn · f5 white queen · a4 white pawn · b4 black pawn · c4 white knight · f4 black pawn · f3 white bishop · h3 white pawn · b2 white pawn · f2 white pawn · g2 white pawn · d1 white rook · g1 white king | b8 black rook · e8 black knight · f8 black queen · g8 black king · b7 black bishop · f7 black pawn · g7 black bishop · a6 black pawn · h6 black pawn · a5 white knight · c5 black pawn · d5 white pawn · f5 white queen · a4 white pawn · b4 black pawn · c4 white knight · f4 black pawn · f3 white bishop · h3 white pawn · b2 white pawn · f2 white pawn · g2 white pawn · d1 white rook · g1 white king | b8 black rook · e8 black knight · f8 black queen · g8 black king · b7 black bishop · f7 black pawn · g7 black bishop · a6 black pawn · h6 black pawn · a5 white knight · c5 black pawn · d5 white pawn · f5 white queen · a4 white pawn · b4 black pawn · c4 white knight · f4 black pawn · f3 white bishop · h3 white pawn · b2 white pawn · f2 white pawn · g2 white pawn · d1 white rook · g1 white king | 6 |
| 5 | b8 black rook · e8 black knight · f8 black queen · g8 black king · b7 black bishop · f7 black pawn · g7 black bishop · a6 black pawn · h6 black pawn · a5 white knight · c5 black pawn · d5 white pawn · f5 white queen · a4 white pawn · b4 black pawn · c4 white knight · f4 black pawn · f3 white bishop · h3 white pawn · b2 white pawn · f2 white pawn · g2 white pawn · d1 white rook · g1 white king | b8 black rook · e8 black knight · f8 black queen · g8 black king · b7 black bishop · f7 black pawn · g7 black bishop · a6 black pawn · h6 black pawn · a5 white knight · c5 black pawn · d5 white pawn · f5 white queen · a4 white pawn · b4 black pawn · c4 white knight · f4 black pawn · f3 white bishop · h3 white pawn · b2 white pawn · f2 white pawn · g2 white pawn · d1 white rook · g1 white king | b8 black rook · e8 black knight · f8 black queen · g8 black king · b7 black bishop · f7 black pawn · g7 black bishop · a6 black pawn · h6 black pawn · a5 white knight · c5 black pawn · d5 white pawn · f5 white queen · a4 white pawn · b4 black pawn · c4 white knight · f4 black pawn · f3 white bishop · h3 white pawn · b2 white pawn · f2 white pawn · g2 white pawn · d1 white rook · g1 white king | b8 black rook · e8 black knight · f8 black queen · g8 black king · b7 black bishop · f7 black pawn · g7 black bishop · a6 black pawn · h6 black pawn · a5 white knight · c5 black pawn · d5 white pawn · f5 white queen · a4 white pawn · b4 black pawn · c4 white knight · f4 black pawn · f3 white bishop · h3 white pawn · b2 white pawn · f2 white pawn · g2 white pawn · d1 white rook · g1 white king | b8 black rook · e8 black knight · f8 black queen · g8 black king · b7 black bishop · f7 black pawn · g7 black bishop · a6 black pawn · h6 black pawn · a5 white knight · c5 black pawn · d5 white pawn · f5 white queen · a4 white pawn · b4 black pawn · c4 white knight · f4 black pawn · f3 white bishop · h3 white pawn · b2 white pawn · f2 white pawn · g2 white pawn · d1 white rook · g1 white king | b8 black rook · e8 black knight · f8 black queen · g8 black king · b7 black bishop · f7 black pawn · g7 black bishop · a6 black pawn · h6 black pawn · a5 white knight · c5 black pawn · d5 white pawn · f5 white queen · a4 white pawn · b4 black pawn · c4 white knight · f4 black pawn · f3 white bishop · h3 white pawn · b2 white pawn · f2 white pawn · g2 white pawn · d1 white rook · g1 white king | b8 black rook · e8 black knight · f8 black queen · g8 black king · b7 black bishop · f7 black pawn · g7 black bishop · a6 black pawn · h6 black pawn · a5 white knight · c5 black pawn · d5 white pawn · f5 white queen · a4 white pawn · b4 black pawn · c4 white knight · f4 black pawn · f3 white bishop · h3 white pawn · b2 white pawn · f2 white pawn · g2 white pawn · d1 white rook · g1 white king | b8 black rook · e8 black knight · f8 black queen · g8 black king · b7 black bishop · f7 black pawn · g7 black bishop · a6 black pawn · h6 black pawn · a5 white knight · c5 black pawn · d5 white pawn · f5 white queen · a4 white pawn · b4 black pawn · c4 white knight · f4 black pawn · f3 white bishop · h3 white pawn · b2 white pawn · f2 white pawn · g2 white pawn · d1 white rook · g1 white king | 5 |
| 4 | b8 black rook · e8 black knight · f8 black queen · g8 black king · b7 black bishop · f7 black pawn · g7 black bishop · a6 black pawn · h6 black pawn · a5 white knight · c5 black pawn · d5 white pawn · f5 white queen · a4 white pawn · b4 black pawn · c4 white knight · f4 black pawn · f3 white bishop · h3 white pawn · b2 white pawn · f2 white pawn · g2 white pawn · d1 white rook · g1 white king | b8 black rook · e8 black knight · f8 black queen · g8 black king · b7 black bishop · f7 black pawn · g7 black bishop · a6 black pawn · h6 black pawn · a5 white knight · c5 black pawn · d5 white pawn · f5 white queen · a4 white pawn · b4 black pawn · c4 white knight · f4 black pawn · f3 white bishop · h3 white pawn · b2 white pawn · f2 white pawn · g2 white pawn · d1 white rook · g1 white king | b8 black rook · e8 black knight · f8 black queen · g8 black king · b7 black bishop · f7 black pawn · g7 black bishop · a6 black pawn · h6 black pawn · a5 white knight · c5 black pawn · d5 white pawn · f5 white queen · a4 white pawn · b4 black pawn · c4 white knight · f4 black pawn · f3 white bishop · h3 white pawn · b2 white pawn · f2 white pawn · g2 white pawn · d1 white rook · g1 white king | b8 black rook · e8 black knight · f8 black queen · g8 black king · b7 black bishop · f7 black pawn · g7 black bishop · a6 black pawn · h6 black pawn · a5 white knight · c5 black pawn · d5 white pawn · f5 white queen · a4 white pawn · b4 black pawn · c4 white knight · f4 black pawn · f3 white bishop · h3 white pawn · b2 white pawn · f2 white pawn · g2 white pawn · d1 white rook · g1 white king | b8 black rook · e8 black knight · f8 black queen · g8 black king · b7 black bishop · f7 black pawn · g7 black bishop · a6 black pawn · h6 black pawn · a5 white knight · c5 black pawn · d5 white pawn · f5 white queen · a4 white pawn · b4 black pawn · c4 white knight · f4 black pawn · f3 white bishop · h3 white pawn · b2 white pawn · f2 white pawn · g2 white pawn · d1 white rook · g1 white king | b8 black rook · e8 black knight · f8 black queen · g8 black king · b7 black bishop · f7 black pawn · g7 black bishop · a6 black pawn · h6 black pawn · a5 white knight · c5 black pawn · d5 white pawn · f5 white queen · a4 white pawn · b4 black pawn · c4 white knight · f4 black pawn · f3 white bishop · h3 white pawn · b2 white pawn · f2 white pawn · g2 white pawn · d1 white rook · g1 white king | b8 black rook · e8 black knight · f8 black queen · g8 black king · b7 black bishop · f7 black pawn · g7 black bishop · a6 black pawn · h6 black pawn · a5 white knight · c5 black pawn · d5 white pawn · f5 white queen · a4 white pawn · b4 black pawn · c4 white knight · f4 black pawn · f3 white bishop · h3 white pawn · b2 white pawn · f2 white pawn · g2 white pawn · d1 white rook · g1 white king | b8 black rook · e8 black knight · f8 black queen · g8 black king · b7 black bishop · f7 black pawn · g7 black bishop · a6 black pawn · h6 black pawn · a5 white knight · c5 black pawn · d5 white pawn · f5 white queen · a4 white pawn · b4 black pawn · c4 white knight · f4 black pawn · f3 white bishop · h3 white pawn · b2 white pawn · f2 white pawn · g2 white pawn · d1 white rook · g1 white king | 4 |
| 3 | b8 black rook · e8 black knight · f8 black queen · g8 black king · b7 black bishop · f7 black pawn · g7 black bishop · a6 black pawn · h6 black pawn · a5 white knight · c5 black pawn · d5 white pawn · f5 white queen · a4 white pawn · b4 black pawn · c4 white knight · f4 black pawn · f3 white bishop · h3 white pawn · b2 white pawn · f2 white pawn · g2 white pawn · d1 white rook · g1 white king | b8 black rook · e8 black knight · f8 black queen · g8 black king · b7 black bishop · f7 black pawn · g7 black bishop · a6 black pawn · h6 black pawn · a5 white knight · c5 black pawn · d5 white pawn · f5 white queen · a4 white pawn · b4 black pawn · c4 white knight · f4 black pawn · f3 white bishop · h3 white pawn · b2 white pawn · f2 white pawn · g2 white pawn · d1 white rook · g1 white king | b8 black rook · e8 black knight · f8 black queen · g8 black king · b7 black bishop · f7 black pawn · g7 black bishop · a6 black pawn · h6 black pawn · a5 white knight · c5 black pawn · d5 white pawn · f5 white queen · a4 white pawn · b4 black pawn · c4 white knight · f4 black pawn · f3 white bishop · h3 white pawn · b2 white pawn · f2 white pawn · g2 white pawn · d1 white rook · g1 white king | b8 black rook · e8 black knight · f8 black queen · g8 black king · b7 black bishop · f7 black pawn · g7 black bishop · a6 black pawn · h6 black pawn · a5 white knight · c5 black pawn · d5 white pawn · f5 white queen · a4 white pawn · b4 black pawn · c4 white knight · f4 black pawn · f3 white bishop · h3 white pawn · b2 white pawn · f2 white pawn · g2 white pawn · d1 white rook · g1 white king | b8 black rook · e8 black knight · f8 black queen · g8 black king · b7 black bishop · f7 black pawn · g7 black bishop · a6 black pawn · h6 black pawn · a5 white knight · c5 black pawn · d5 white pawn · f5 white queen · a4 white pawn · b4 black pawn · c4 white knight · f4 black pawn · f3 white bishop · h3 white pawn · b2 white pawn · f2 white pawn · g2 white pawn · d1 white rook · g1 white king | b8 black rook · e8 black knight · f8 black queen · g8 black king · b7 black bishop · f7 black pawn · g7 black bishop · a6 black pawn · h6 black pawn · a5 white knight · c5 black pawn · d5 white pawn · f5 white queen · a4 white pawn · b4 black pawn · c4 white knight · f4 black pawn · f3 white bishop · h3 white pawn · b2 white pawn · f2 white pawn · g2 white pawn · d1 white rook · g1 white king | b8 black rook · e8 black knight · f8 black queen · g8 black king · b7 black bishop · f7 black pawn · g7 black bishop · a6 black pawn · h6 black pawn · a5 white knight · c5 black pawn · d5 white pawn · f5 white queen · a4 white pawn · b4 black pawn · c4 white knight · f4 black pawn · f3 white bishop · h3 white pawn · b2 white pawn · f2 white pawn · g2 white pawn · d1 white rook · g1 white king | b8 black rook · e8 black knight · f8 black queen · g8 black king · b7 black bishop · f7 black pawn · g7 black bishop · a6 black pawn · h6 black pawn · a5 white knight · c5 black pawn · d5 white pawn · f5 white queen · a4 white pawn · b4 black pawn · c4 white knight · f4 black pawn · f3 white bishop · h3 white pawn · b2 white pawn · f2 white pawn · g2 white pawn · d1 white rook · g1 white king | 3 |
| 2 | b8 black rook · e8 black knight · f8 black queen · g8 black king · b7 black bishop · f7 black pawn · g7 black bishop · a6 black pawn · h6 black pawn · a5 white knight · c5 black pawn · d5 white pawn · f5 white queen · a4 white pawn · b4 black pawn · c4 white knight · f4 black pawn · f3 white bishop · h3 white pawn · b2 white pawn · f2 white pawn · g2 white pawn · d1 white rook · g1 white king | b8 black rook · e8 black knight · f8 black queen · g8 black king · b7 black bishop · f7 black pawn · g7 black bishop · a6 black pawn · h6 black pawn · a5 white knight · c5 black pawn · d5 white pawn · f5 white queen · a4 white pawn · b4 black pawn · c4 white knight · f4 black pawn · f3 white bishop · h3 white pawn · b2 white pawn · f2 white pawn · g2 white pawn · d1 white rook · g1 white king | b8 black rook · e8 black knight · f8 black queen · g8 black king · b7 black bishop · f7 black pawn · g7 black bishop · a6 black pawn · h6 black pawn · a5 white knight · c5 black pawn · d5 white pawn · f5 white queen · a4 white pawn · b4 black pawn · c4 white knight · f4 black pawn · f3 white bishop · h3 white pawn · b2 white pawn · f2 white pawn · g2 white pawn · d1 white rook · g1 white king | b8 black rook · e8 black knight · f8 black queen · g8 black king · b7 black bishop · f7 black pawn · g7 black bishop · a6 black pawn · h6 black pawn · a5 white knight · c5 black pawn · d5 white pawn · f5 white queen · a4 white pawn · b4 black pawn · c4 white knight · f4 black pawn · f3 white bishop · h3 white pawn · b2 white pawn · f2 white pawn · g2 white pawn · d1 white rook · g1 white king | b8 black rook · e8 black knight · f8 black queen · g8 black king · b7 black bishop · f7 black pawn · g7 black bishop · a6 black pawn · h6 black pawn · a5 white knight · c5 black pawn · d5 white pawn · f5 white queen · a4 white pawn · b4 black pawn · c4 white knight · f4 black pawn · f3 white bishop · h3 white pawn · b2 white pawn · f2 white pawn · g2 white pawn · d1 white rook · g1 white king | b8 black rook · e8 black knight · f8 black queen · g8 black king · b7 black bishop · f7 black pawn · g7 black bishop · a6 black pawn · h6 black pawn · a5 white knight · c5 black pawn · d5 white pawn · f5 white queen · a4 white pawn · b4 black pawn · c4 white knight · f4 black pawn · f3 white bishop · h3 white pawn · b2 white pawn · f2 white pawn · g2 white pawn · d1 white rook · g1 white king | b8 black rook · e8 black knight · f8 black queen · g8 black king · b7 black bishop · f7 black pawn · g7 black bishop · a6 black pawn · h6 black pawn · a5 white knight · c5 black pawn · d5 white pawn · f5 white queen · a4 white pawn · b4 black pawn · c4 white knight · f4 black pawn · f3 white bishop · h3 white pawn · b2 white pawn · f2 white pawn · g2 white pawn · d1 white rook · g1 white king | b8 black rook · e8 black knight · f8 black queen · g8 black king · b7 black bishop · f7 black pawn · g7 black bishop · a6 black pawn · h6 black pawn · a5 white knight · c5 black pawn · d5 white pawn · f5 white queen · a4 white pawn · b4 black pawn · c4 white knight · f4 black pawn · f3 white bishop · h3 white pawn · b2 white pawn · f2 white pawn · g2 white pawn · d1 white rook · g1 white king | 2 |
| 1 | b8 black rook · e8 black knight · f8 black queen · g8 black king · b7 black bishop · f7 black pawn · g7 black bishop · a6 black pawn · h6 black pawn · a5 white knight · c5 black pawn · d5 white pawn · f5 white queen · a4 white pawn · b4 black pawn · c4 white knight · f4 black pawn · f3 white bishop · h3 white pawn · b2 white pawn · f2 white pawn · g2 white pawn · d1 white rook · g1 white king | b8 black rook · e8 black knight · f8 black queen · g8 black king · b7 black bishop · f7 black pawn · g7 black bishop · a6 black pawn · h6 black pawn · a5 white knight · c5 black pawn · d5 white pawn · f5 white queen · a4 white pawn · b4 black pawn · c4 white knight · f4 black pawn · f3 white bishop · h3 white pawn · b2 white pawn · f2 white pawn · g2 white pawn · d1 white rook · g1 white king | b8 black rook · e8 black knight · f8 black queen · g8 black king · b7 black bishop · f7 black pawn · g7 black bishop · a6 black pawn · h6 black pawn · a5 white knight · c5 black pawn · d5 white pawn · f5 white queen · a4 white pawn · b4 black pawn · c4 white knight · f4 black pawn · f3 white bishop · h3 white pawn · b2 white pawn · f2 white pawn · g2 white pawn · d1 white rook · g1 white king | b8 black rook · e8 black knight · f8 black queen · g8 black king · b7 black bishop · f7 black pawn · g7 black bishop · a6 black pawn · h6 black pawn · a5 white knight · c5 black pawn · d5 white pawn · f5 white queen · a4 white pawn · b4 black pawn · c4 white knight · f4 black pawn · f3 white bishop · h3 white pawn · b2 white pawn · f2 white pawn · g2 white pawn · d1 white rook · g1 white king | b8 black rook · e8 black knight · f8 black queen · g8 black king · b7 black bishop · f7 black pawn · g7 black bishop · a6 black pawn · h6 black pawn · a5 white knight · c5 black pawn · d5 white pawn · f5 white queen · a4 white pawn · b4 black pawn · c4 white knight · f4 black pawn · f3 white bishop · h3 white pawn · b2 white pawn · f2 white pawn · g2 white pawn · d1 white rook · g1 white king | b8 black rook · e8 black knight · f8 black queen · g8 black king · b7 black bishop · f7 black pawn · g7 black bishop · a6 black pawn · h6 black pawn · a5 white knight · c5 black pawn · d5 white pawn · f5 white queen · a4 white pawn · b4 black pawn · c4 white knight · f4 black pawn · f3 white bishop · h3 white pawn · b2 white pawn · f2 white pawn · g2 white pawn · d1 white rook · g1 white king | b8 black rook · e8 black knight · f8 black queen · g8 black king · b7 black bishop · f7 black pawn · g7 black bishop · a6 black pawn · h6 black pawn · a5 white knight · c5 black pawn · d5 white pawn · f5 white queen · a4 white pawn · b4 black pawn · c4 white knight · f4 black pawn · f3 white bishop · h3 white pawn · b2 white pawn · f2 white pawn · g2 white pawn · d1 white rook · g1 white king | b8 black rook · e8 black knight · f8 black queen · g8 black king · b7 black bishop · f7 black pawn · g7 black bishop · a6 black pawn · h6 black pawn · a5 white knight · c5 black pawn · d5 white pawn · f5 white queen · a4 white pawn · b4 black pawn · c4 white knight · f4 black pawn · f3 white bishop · h3 white pawn · b2 white pawn · f2 white pawn · g2 white pawn · d1 white rook · g1 white king | 1 |
|   | a | b | c | d | e | f | g | h |   |

Ова игра између Мигела Најдорфа и Бобија Фишера из 1966. у Питаигорским купом је примјер гдје играч у лошој позицији гријеши под притиском. Према Едмару Мендису, Фишерова одлучујућа грешка догодила се раније у игри, а овде ће црни пјешак на ф4 пасти. Фишер је одиграо грешку 30. Сд6 ?? "резањем игре". Након што је Најдорф одиграо 31. С:д6, Фишер је предао јер је послије Најдорфовог одговора схватио да 31. Д:д6 32. С:б7 осваја фигуру јер 32. Т:б7 33. Дц8+ је виљушка која осваја топа на б7, тако да бијели осваја барем мању фигуру????.
Најдорф је коментарисао црнов 29. Тб8: "Нема задовољавајуће одбране. Ако 29. Лa8 па 30. Сб6 или 30. Дф5 ће побиједити. Морао сам да освојим мањи материјал (пјешака на ф4) али овај 30. Сд6? одлучује одмах. Фишер, деморализован због свог инфериорног положаја, није примјетио једноставну поенту."

### Виктор Корчној vs. Анатоли Карпов
|   | a | b | c | d | e | f | g | h |   |
| 8 | h7 white rook · c6 black rook · a4 white pawn · e4 black knight · a3 white rook · d2 black knight · e2 black king · g2 white pawn · h2 white pawn · g1 white king | h7 white rook · c6 black rook · a4 white pawn · e4 black knight · a3 white rook · d2 black knight · e2 black king · g2 white pawn · h2 white pawn · g1 white king | h7 white rook · c6 black rook · a4 white pawn · e4 black knight · a3 white rook · d2 black knight · e2 black king · g2 white pawn · h2 white pawn · g1 white king | h7 white rook · c6 black rook · a4 white pawn · e4 black knight · a3 white rook · d2 black knight · e2 black king · g2 white pawn · h2 white pawn · g1 white king | h7 white rook · c6 black rook · a4 white pawn · e4 black knight · a3 white rook · d2 black knight · e2 black king · g2 white pawn · h2 white pawn · g1 white king | h7 white rook · c6 black rook · a4 white pawn · e4 black knight · a3 white rook · d2 black knight · e2 black king · g2 white pawn · h2 white pawn · g1 white king | h7 white rook · c6 black rook · a4 white pawn · e4 black knight · a3 white rook · d2 black knight · e2 black king · g2 white pawn · h2 white pawn · g1 white king | h7 white rook · c6 black rook · a4 white pawn · e4 black knight · a3 white rook · d2 black knight · e2 black king · g2 white pawn · h2 white pawn · g1 white king | 8 |
| 7 | h7 white rook · c6 black rook · a4 white pawn · e4 black knight · a3 white rook · d2 black knight · e2 black king · g2 white pawn · h2 white pawn · g1 white king | h7 white rook · c6 black rook · a4 white pawn · e4 black knight · a3 white rook · d2 black knight · e2 black king · g2 white pawn · h2 white pawn · g1 white king | h7 white rook · c6 black rook · a4 white pawn · e4 black knight · a3 white rook · d2 black knight · e2 black king · g2 white pawn · h2 white pawn · g1 white king | h7 white rook · c6 black rook · a4 white pawn · e4 black knight · a3 white rook · d2 black knight · e2 black king · g2 white pawn · h2 white pawn · g1 white king | h7 white rook · c6 black rook · a4 white pawn · e4 black knight · a3 white rook · d2 black knight · e2 black king · g2 white pawn · h2 white pawn · g1 white king | h7 white rook · c6 black rook · a4 white pawn · e4 black knight · a3 white rook · d2 black knight · e2 black king · g2 white pawn · h2 white pawn · g1 white king | h7 white rook · c6 black rook · a4 white pawn · e4 black knight · a3 white rook · d2 black knight · e2 black king · g2 white pawn · h2 white pawn · g1 white king | h7 white rook · c6 black rook · a4 white pawn · e4 black knight · a3 white rook · d2 black knight · e2 black king · g2 white pawn · h2 white pawn · g1 white king | 7 |
| 6 | h7 white rook · c6 black rook · a4 white pawn · e4 black knight · a3 white rook · d2 black knight · e2 black king · g2 white pawn · h2 white pawn · g1 white king | h7 white rook · c6 black rook · a4 white pawn · e4 black knight · a3 white rook · d2 black knight · e2 black king · g2 white pawn · h2 white pawn · g1 white king | h7 white rook · c6 black rook · a4 white pawn · e4 black knight · a3 white rook · d2 black knight · e2 black king · g2 white pawn · h2 white pawn · g1 white king | h7 white rook · c6 black rook · a4 white pawn · e4 black knight · a3 white rook · d2 black knight · e2 black king · g2 white pawn · h2 white pawn · g1 white king | h7 white rook · c6 black rook · a4 white pawn · e4 black knight · a3 white rook · d2 black knight · e2 black king · g2 white pawn · h2 white pawn · g1 white king | h7 white rook · c6 black rook · a4 white pawn · e4 black knight · a3 white rook · d2 black knight · e2 black king · g2 white pawn · h2 white pawn · g1 white king | h7 white rook · c6 black rook · a4 white pawn · e4 black knight · a3 white rook · d2 black knight · e2 black king · g2 white pawn · h2 white pawn · g1 white king | h7 white rook · c6 black rook · a4 white pawn · e4 black knight · a3 white rook · d2 black knight · e2 black king · g2 white pawn · h2 white pawn · g1 white king | 6 |
| 5 | h7 white rook · c6 black rook · a4 white pawn · e4 black knight · a3 white rook · d2 black knight · e2 black king · g2 white pawn · h2 white pawn · g1 white king | h7 white rook · c6 black rook · a4 white pawn · e4 black knight · a3 white rook · d2 black knight · e2 black king · g2 white pawn · h2 white pawn · g1 white king | h7 white rook · c6 black rook · a4 white pawn · e4 black knight · a3 white rook · d2 black knight · e2 black king · g2 white pawn · h2 white pawn · g1 white king | h7 white rook · c6 black rook · a4 white pawn · e4 black knight · a3 white rook · d2 black knight · e2 black king · g2 white pawn · h2 white pawn · g1 white king | h7 white rook · c6 black rook · a4 white pawn · e4 black knight · a3 white rook · d2 black knight · e2 black king · g2 white pawn · h2 white pawn · g1 white king | h7 white rook · c6 black rook · a4 white pawn · e4 black knight · a3 white rook · d2 black knight · e2 black king · g2 white pawn · h2 white pawn · g1 white king | h7 white rook · c6 black rook · a4 white pawn · e4 black knight · a3 white rook · d2 black knight · e2 black king · g2 white pawn · h2 white pawn · g1 white king | h7 white rook · c6 black rook · a4 white pawn · e4 black knight · a3 white rook · d2 black knight · e2 black king · g2 white pawn · h2 white pawn · g1 white king | 5 |
| 4 | h7 white rook · c6 black rook · a4 white pawn · e4 black knight · a3 white rook · d2 black knight · e2 black king · g2 white pawn · h2 white pawn · g1 white king | h7 white rook · c6 black rook · a4 white pawn · e4 black knight · a3 white rook · d2 black knight · e2 black king · g2 white pawn · h2 white pawn · g1 white king | h7 white rook · c6 black rook · a4 white pawn · e4 black knight · a3 white rook · d2 black knight · e2 black king · g2 white pawn · h2 white pawn · g1 white king | h7 white rook · c6 black rook · a4 white pawn · e4 black knight · a3 white rook · d2 black knight · e2 black king · g2 white pawn · h2 white pawn · g1 white king | h7 white rook · c6 black rook · a4 white pawn · e4 black knight · a3 white rook · d2 black knight · e2 black king · g2 white pawn · h2 white pawn · g1 white king | h7 white rook · c6 black rook · a4 white pawn · e4 black knight · a3 white rook · d2 black knight · e2 black king · g2 white pawn · h2 white pawn · g1 white king | h7 white rook · c6 black rook · a4 white pawn · e4 black knight · a3 white rook · d2 black knight · e2 black king · g2 white pawn · h2 white pawn · g1 white king | h7 white rook · c6 black rook · a4 white pawn · e4 black knight · a3 white rook · d2 black knight · e2 black king · g2 white pawn · h2 white pawn · g1 white king | 4 |
| 3 | h7 white rook · c6 black rook · a4 white pawn · e4 black knight · a3 white rook · d2 black knight · e2 black king · g2 white pawn · h2 white pawn · g1 white king | h7 white rook · c6 black rook · a4 white pawn · e4 black knight · a3 white rook · d2 black knight · e2 black king · g2 white pawn · h2 white pawn · g1 white king | h7 white rook · c6 black rook · a4 white pawn · e4 black knight · a3 white rook · d2 black knight · e2 black king · g2 white pawn · h2 white pawn · g1 white king | h7 white rook · c6 black rook · a4 white pawn · e4 black knight · a3 white rook · d2 black knight · e2 black king · g2 white pawn · h2 white pawn · g1 white king | h7 white rook · c6 black rook · a4 white pawn · e4 black knight · a3 white rook · d2 black knight · e2 black king · g2 white pawn · h2 white pawn · g1 white king | h7 white rook · c6 black rook · a4 white pawn · e4 black knight · a3 white rook · d2 black knight · e2 black king · g2 white pawn · h2 white pawn · g1 white king | h7 white rook · c6 black rook · a4 white pawn · e4 black knight · a3 white rook · d2 black knight · e2 black king · g2 white pawn · h2 white pawn · g1 white king | h7 white rook · c6 black rook · a4 white pawn · e4 black knight · a3 white rook · d2 black knight · e2 black king · g2 white pawn · h2 white pawn · g1 white king | 3 |
| 2 | h7 white rook · c6 black rook · a4 white pawn · e4 black knight · a3 white rook · d2 black knight · e2 black king · g2 white pawn · h2 white pawn · g1 white king | h7 white rook · c6 black rook · a4 white pawn · e4 black knight · a3 white rook · d2 black knight · e2 black king · g2 white pawn · h2 white pawn · g1 white king | h7 white rook · c6 black rook · a4 white pawn · e4 black knight · a3 white rook · d2 black knight · e2 black king · g2 white pawn · h2 white pawn · g1 white king | h7 white rook · c6 black rook · a4 white pawn · e4 black knight · a3 white rook · d2 black knight · e2 black king · g2 white pawn · h2 white pawn · g1 white king | h7 white rook · c6 black rook · a4 white pawn · e4 black knight · a3 white rook · d2 black knight · e2 black king · g2 white pawn · h2 white pawn · g1 white king | h7 white rook · c6 black rook · a4 white pawn · e4 black knight · a3 white rook · d2 black knight · e2 black king · g2 white pawn · h2 white pawn · g1 white king | h7 white rook · c6 black rook · a4 white pawn · e4 black knight · a3 white rook · d2 black knight · e2 black king · g2 white pawn · h2 white pawn · g1 white king | h7 white rook · c6 black rook · a4 white pawn · e4 black knight · a3 white rook · d2 black knight · e2 black king · g2 white pawn · h2 white pawn · g1 white king | 2 |
| 1 | h7 white rook · c6 black rook · a4 white pawn · e4 black knight · a3 white rook · d2 black knight · e2 black king · g2 white pawn · h2 white pawn · g1 white king | h7 white rook · c6 black rook · a4 white pawn · e4 black knight · a3 white rook · d2 black knight · e2 black king · g2 white pawn · h2 white pawn · g1 white king | h7 white rook · c6 black rook · a4 white pawn · e4 black knight · a3 white rook · d2 black knight · e2 black king · g2 white pawn · h2 white pawn · g1 white king | h7 white rook · c6 black rook · a4 white pawn · e4 black knight · a3 white rook · d2 black knight · e2 black king · g2 white pawn · h2 white pawn · g1 white king | h7 white rook · c6 black rook · a4 white pawn · e4 black knight · a3 white rook · d2 black knight · e2 black king · g2 white pawn · h2 white pawn · g1 white king | h7 white rook · c6 black rook · a4 white pawn · e4 black knight · a3 white rook · d2 black knight · e2 black king · g2 white pawn · h2 white pawn · g1 white king | h7 white rook · c6 black rook · a4 white pawn · e4 black knight · a3 white rook · d2 black knight · e2 black king · g2 white pawn · h2 white pawn · g1 white king | h7 white rook · c6 black rook · a4 white pawn · e4 black knight · a3 white rook · d2 black knight · e2 black king · g2 white pawn · h2 white pawn · g1 white king | 1 |
|   | a | b | c | d | e | f | g | h |   |

Ова позиција је из 17. игре Свјетског шаховксог првенства 1978. између Виктора Корчноја, изазивача, и свјетског шампиона, Анатолија Карпова. Карпов, играјући као црни, је пријетио са матом посљедњег реда са 39. Тц1#. Корчној могао је то спријечити померањем свог г-пјешака (али не х-пјешака због 39. х3 или х4 води до 39. Тц1+ 40. Kх2 Сф1+ 41. Kг1 Сфг3+ 42. Kх2 Тх1#), обезбедивши поље за бијег свог краља. У озбиљним временским неприликама, Корчној је играо 39. Тa1?? и предао је послије 39. Сф3+! са форсираним матом послије 40. г:ф3 Тг6+ 41. Kх1 Сф2# или 40. Кх1 Сф2#. Карпов је наставио да побиједи меч, а касније је 1981. поново победио Корчноја у "Масакру у Мерану".

### Мареј Шандлер vs. Сусан Полгар
|   | a                                                                                                 | b                                                                                                 | c                                                                                                 | d                                                                                                 | e                                                                                                 | f                                                                                                 | g                                                                                                 | h                                                                                                 |   |
| 8 | g7 black king · e6 white king · h6 black knight · g5 white pawn · e4 white bishop · h2 white pawn | g7 black king · e6 white king · h6 black knight · g5 white pawn · e4 white bishop · h2 white pawn | g7 black king · e6 white king · h6 black knight · g5 white pawn · e4 white bishop · h2 white pawn | g7 black king · e6 white king · h6 black knight · g5 white pawn · e4 white bishop · h2 white pawn | g7 black king · e6 white king · h6 black knight · g5 white pawn · e4 white bishop · h2 white pawn | g7 black king · e6 white king · h6 black knight · g5 white pawn · e4 white bishop · h2 white pawn | g7 black king · e6 white king · h6 black knight · g5 white pawn · e4 white bishop · h2 white pawn | g7 black king · e6 white king · h6 black knight · g5 white pawn · e4 white bishop · h2 white pawn | 8 |
| 7 | g7 black king · e6 white king · h6 black knight · g5 white pawn · e4 white bishop · h2 white pawn | g7 black king · e6 white king · h6 black knight · g5 white pawn · e4 white bishop · h2 white pawn | g7 black king · e6 white king · h6 black knight · g5 white pawn · e4 white bishop · h2 white pawn | g7 black king · e6 white king · h6 black knight · g5 white pawn · e4 white bishop · h2 white pawn | g7 black king · e6 white king · h6 black knight · g5 white pawn · e4 white bishop · h2 white pawn | g7 black king · e6 white king · h6 black knight · g5 white pawn · e4 white bishop · h2 white pawn | g7 black king · e6 white king · h6 black knight · g5 white pawn · e4 white bishop · h2 white pawn | g7 black king · e6 white king · h6 black knight · g5 white pawn · e4 white bishop · h2 white pawn | 7 |
| 6 | g7 black king · e6 white king · h6 black knight · g5 white pawn · e4 white bishop · h2 white pawn | g7 black king · e6 white king · h6 black knight · g5 white pawn · e4 white bishop · h2 white pawn | g7 black king · e6 white king · h6 black knight · g5 white pawn · e4 white bishop · h2 white pawn | g7 black king · e6 white king · h6 black knight · g5 white pawn · e4 white bishop · h2 white pawn | g7 black king · e6 white king · h6 black knight · g5 white pawn · e4 white bishop · h2 white pawn | g7 black king · e6 white king · h6 black knight · g5 white pawn · e4 white bishop · h2 white pawn | g7 black king · e6 white king · h6 black knight · g5 white pawn · e4 white bishop · h2 white pawn | g7 black king · e6 white king · h6 black knight · g5 white pawn · e4 white bishop · h2 white pawn | 6 |
| 5 | g7 black king · e6 white king · h6 black knight · g5 white pawn · e4 white bishop · h2 white pawn | g7 black king · e6 white king · h6 black knight · g5 white pawn · e4 white bishop · h2 white pawn | g7 black king · e6 white king · h6 black knight · g5 white pawn · e4 white bishop · h2 white pawn | g7 black king · e6 white king · h6 black knight · g5 white pawn · e4 white bishop · h2 white pawn | g7 black king · e6 white king · h6 black knight · g5 white pawn · e4 white bishop · h2 white pawn | g7 black king · e6 white king · h6 black knight · g5 white pawn · e4 white bishop · h2 white pawn | g7 black king · e6 white king · h6 black knight · g5 white pawn · e4 white bishop · h2 white pawn | g7 black king · e6 white king · h6 black knight · g5 white pawn · e4 white bishop · h2 white pawn | 5 |
| 4 | g7 black king · e6 white king · h6 black knight · g5 white pawn · e4 white bishop · h2 white pawn | g7 black king · e6 white king · h6 black knight · g5 white pawn · e4 white bishop · h2 white pawn | g7 black king · e6 white king · h6 black knight · g5 white pawn · e4 white bishop · h2 white pawn | g7 black king · e6 white king · h6 black knight · g5 white pawn · e4 white bishop · h2 white pawn | g7 black king · e6 white king · h6 black knight · g5 white pawn · e4 white bishop · h2 white pawn | g7 black king · e6 white king · h6 black knight · g5 white pawn · e4 white bishop · h2 white pawn | g7 black king · e6 white king · h6 black knight · g5 white pawn · e4 white bishop · h2 white pawn | g7 black king · e6 white king · h6 black knight · g5 white pawn · e4 white bishop · h2 white pawn | 4 |
| 3 | g7 black king · e6 white king · h6 black knight · g5 white pawn · e4 white bishop · h2 white pawn | g7 black king · e6 white king · h6 black knight · g5 white pawn · e4 white bishop · h2 white pawn | g7 black king · e6 white king · h6 black knight · g5 white pawn · e4 white bishop · h2 white pawn | g7 black king · e6 white king · h6 black knight · g5 white pawn · e4 white bishop · h2 white pawn | g7 black king · e6 white king · h6 black knight · g5 white pawn · e4 white bishop · h2 white pawn | g7 black king · e6 white king · h6 black knight · g5 white pawn · e4 white bishop · h2 white pawn | g7 black king · e6 white king · h6 black knight · g5 white pawn · e4 white bishop · h2 white pawn | g7 black king · e6 white king · h6 black knight · g5 white pawn · e4 white bishop · h2 white pawn | 3 |
| 2 | g7 black king · e6 white king · h6 black knight · g5 white pawn · e4 white bishop · h2 white pawn | g7 black king · e6 white king · h6 black knight · g5 white pawn · e4 white bishop · h2 white pawn | g7 black king · e6 white king · h6 black knight · g5 white pawn · e4 white bishop · h2 white pawn | g7 black king · e6 white king · h6 black knight · g5 white pawn · e4 white bishop · h2 white pawn | g7 black king · e6 white king · h6 black knight · g5 white pawn · e4 white bishop · h2 white pawn | g7 black king · e6 white king · h6 black knight · g5 white pawn · e4 white bishop · h2 white pawn | g7 black king · e6 white king · h6 black knight · g5 white pawn · e4 white bishop · h2 white pawn | g7 black king · e6 white king · h6 black knight · g5 white pawn · e4 white bishop · h2 white pawn | 2 |
| 1 | g7 black king · e6 white king · h6 black knight · g5 white pawn · e4 white bishop · h2 white pawn | g7 black king · e6 white king · h6 black knight · g5 white pawn · e4 white bishop · h2 white pawn | g7 black king · e6 white king · h6 black knight · g5 white pawn · e4 white bishop · h2 white pawn | g7 black king · e6 white king · h6 black knight · g5 white pawn · e4 white bishop · h2 white pawn | g7 black king · e6 white king · h6 black knight · g5 white pawn · e4 white bishop · h2 white pawn | g7 black king · e6 white king · h6 black knight · g5 white pawn · e4 white bishop · h2 white pawn | g7 black king · e6 white king · h6 black knight · g5 white pawn · e4 white bishop · h2 white pawn | g7 black king · e6 white king · h6 black knight · g5 white pawn · e4 white bishop · h2 white pawn | 1 |
|   | a                                                                                                 | b                                                                                                 | c                                                                                                 | d                                                                                                 | e                                                                                                 | f                                                                                                 | g                                                                                                 | h                                                                                                 |   |

У овом примјеру, са такмичења у Билу 1987, игра није резултирала губитком, али је довела до срамотног ремија за британског ВМ-а Мареја Шендлера. У положају дијаграма, Шендлер потпуно побјеђује. Његов противник, Сусан Полгар, играла је лукаву замку 53. Сг8 – х6!?. Шендлер је схватио да ће му након 54. г:х6 + К:х6 припасти значајана материјална предност топовог пјешака и ловца против голог краља. Међутим, како ловац није у могућности да контролише промоцију пјешака на пољу х8, црни ће се извући ако успије да са краљем да контролише х8 због тврђаве погрешног топовог пјешака. Али Шендлер рачуна даље и схвата да ће управо он „освојити контролу над х8 пољем након 55. Кф6, и тако побиједити у игри.
Стога је Шендлер играо 54. г:х6+??, али уместо очекиваног 54. К:х6 је стигло 54. Кх8! Ово је у ствари готово исти краљ, ловац и топов пјешак у односу на ситуацију голог краља, јер је Шендлер израчунао да ће то избјећи, а мала разлика због тога што бијели има „два“ топова пјешака, а не један што нема утицаја на резултат. Црни контролише х8 поље и не може га потјерати са њега, па бијели не може промовирати свог пјешака. Након 55. Лд5 Кх7 56. Кф7 Кх8, играчи су пристали на ремп.
Шендлер је имао бројне потезе који би му задржали побједнички положај, и то најбржи према Шредер табели  су 54. х4 и 54. Лф5.

### Александар Бељавски vs. Леиф Ерленд Јохансен
|   | a | b | c | d | e | f | g | h |   |
| 8 | f7 black pawn · h7 black king · c6 black pawn · g6 black pawn · d5 black pawn · f5 white pawn · g5 white queen · h5 black pawn · d4 white pawn · h4 white pawn · e3 white pawn · f3 white pawn · g3 white king · b1 black queen | f7 black pawn · h7 black king · c6 black pawn · g6 black pawn · d5 black pawn · f5 white pawn · g5 white queen · h5 black pawn · d4 white pawn · h4 white pawn · e3 white pawn · f3 white pawn · g3 white king · b1 black queen | f7 black pawn · h7 black king · c6 black pawn · g6 black pawn · d5 black pawn · f5 white pawn · g5 white queen · h5 black pawn · d4 white pawn · h4 white pawn · e3 white pawn · f3 white pawn · g3 white king · b1 black queen | f7 black pawn · h7 black king · c6 black pawn · g6 black pawn · d5 black pawn · f5 white pawn · g5 white queen · h5 black pawn · d4 white pawn · h4 white pawn · e3 white pawn · f3 white pawn · g3 white king · b1 black queen | f7 black pawn · h7 black king · c6 black pawn · g6 black pawn · d5 black pawn · f5 white pawn · g5 white queen · h5 black pawn · d4 white pawn · h4 white pawn · e3 white pawn · f3 white pawn · g3 white king · b1 black queen | f7 black pawn · h7 black king · c6 black pawn · g6 black pawn · d5 black pawn · f5 white pawn · g5 white queen · h5 black pawn · d4 white pawn · h4 white pawn · e3 white pawn · f3 white pawn · g3 white king · b1 black queen | f7 black pawn · h7 black king · c6 black pawn · g6 black pawn · d5 black pawn · f5 white pawn · g5 white queen · h5 black pawn · d4 white pawn · h4 white pawn · e3 white pawn · f3 white pawn · g3 white king · b1 black queen | f7 black pawn · h7 black king · c6 black pawn · g6 black pawn · d5 black pawn · f5 white pawn · g5 white queen · h5 black pawn · d4 white pawn · h4 white pawn · e3 white pawn · f3 white pawn · g3 white king · b1 black queen | 8 |
| 7 | f7 black pawn · h7 black king · c6 black pawn · g6 black pawn · d5 black pawn · f5 white pawn · g5 white queen · h5 black pawn · d4 white pawn · h4 white pawn · e3 white pawn · f3 white pawn · g3 white king · b1 black queen | f7 black pawn · h7 black king · c6 black pawn · g6 black pawn · d5 black pawn · f5 white pawn · g5 white queen · h5 black pawn · d4 white pawn · h4 white pawn · e3 white pawn · f3 white pawn · g3 white king · b1 black queen | f7 black pawn · h7 black king · c6 black pawn · g6 black pawn · d5 black pawn · f5 white pawn · g5 white queen · h5 black pawn · d4 white pawn · h4 white pawn · e3 white pawn · f3 white pawn · g3 white king · b1 black queen | f7 black pawn · h7 black king · c6 black pawn · g6 black pawn · d5 black pawn · f5 white pawn · g5 white queen · h5 black pawn · d4 white pawn · h4 white pawn · e3 white pawn · f3 white pawn · g3 white king · b1 black queen | f7 black pawn · h7 black king · c6 black pawn · g6 black pawn · d5 black pawn · f5 white pawn · g5 white queen · h5 black pawn · d4 white pawn · h4 white pawn · e3 white pawn · f3 white pawn · g3 white king · b1 black queen | f7 black pawn · h7 black king · c6 black pawn · g6 black pawn · d5 black pawn · f5 white pawn · g5 white queen · h5 black pawn · d4 white pawn · h4 white pawn · e3 white pawn · f3 white pawn · g3 white king · b1 black queen | f7 black pawn · h7 black king · c6 black pawn · g6 black pawn · d5 black pawn · f5 white pawn · g5 white queen · h5 black pawn · d4 white pawn · h4 white pawn · e3 white pawn · f3 white pawn · g3 white king · b1 black queen | f7 black pawn · h7 black king · c6 black pawn · g6 black pawn · d5 black pawn · f5 white pawn · g5 white queen · h5 black pawn · d4 white pawn · h4 white pawn · e3 white pawn · f3 white pawn · g3 white king · b1 black queen | 7 |
| 6 | f7 black pawn · h7 black king · c6 black pawn · g6 black pawn · d5 black pawn · f5 white pawn · g5 white queen · h5 black pawn · d4 white pawn · h4 white pawn · e3 white pawn · f3 white pawn · g3 white king · b1 black queen | f7 black pawn · h7 black king · c6 black pawn · g6 black pawn · d5 black pawn · f5 white pawn · g5 white queen · h5 black pawn · d4 white pawn · h4 white pawn · e3 white pawn · f3 white pawn · g3 white king · b1 black queen | f7 black pawn · h7 black king · c6 black pawn · g6 black pawn · d5 black pawn · f5 white pawn · g5 white queen · h5 black pawn · d4 white pawn · h4 white pawn · e3 white pawn · f3 white pawn · g3 white king · b1 black queen | f7 black pawn · h7 black king · c6 black pawn · g6 black pawn · d5 black pawn · f5 white pawn · g5 white queen · h5 black pawn · d4 white pawn · h4 white pawn · e3 white pawn · f3 white pawn · g3 white king · b1 black queen | f7 black pawn · h7 black king · c6 black pawn · g6 black pawn · d5 black pawn · f5 white pawn · g5 white queen · h5 black pawn · d4 white pawn · h4 white pawn · e3 white pawn · f3 white pawn · g3 white king · b1 black queen | f7 black pawn · h7 black king · c6 black pawn · g6 black pawn · d5 black pawn · f5 white pawn · g5 white queen · h5 black pawn · d4 white pawn · h4 white pawn · e3 white pawn · f3 white pawn · g3 white king · b1 black queen | f7 black pawn · h7 black king · c6 black pawn · g6 black pawn · d5 black pawn · f5 white pawn · g5 white queen · h5 black pawn · d4 white pawn · h4 white pawn · e3 white pawn · f3 white pawn · g3 white king · b1 black queen | f7 black pawn · h7 black king · c6 black pawn · g6 black pawn · d5 black pawn · f5 white pawn · g5 white queen · h5 black pawn · d4 white pawn · h4 white pawn · e3 white pawn · f3 white pawn · g3 white king · b1 black queen | 6 |
| 5 | f7 black pawn · h7 black king · c6 black pawn · g6 black pawn · d5 black pawn · f5 white pawn · g5 white queen · h5 black pawn · d4 white pawn · h4 white pawn · e3 white pawn · f3 white pawn · g3 white king · b1 black queen | f7 black pawn · h7 black king · c6 black pawn · g6 black pawn · d5 black pawn · f5 white pawn · g5 white queen · h5 black pawn · d4 white pawn · h4 white pawn · e3 white pawn · f3 white pawn · g3 white king · b1 black queen | f7 black pawn · h7 black king · c6 black pawn · g6 black pawn · d5 black pawn · f5 white pawn · g5 white queen · h5 black pawn · d4 white pawn · h4 white pawn · e3 white pawn · f3 white pawn · g3 white king · b1 black queen | f7 black pawn · h7 black king · c6 black pawn · g6 black pawn · d5 black pawn · f5 white pawn · g5 white queen · h5 black pawn · d4 white pawn · h4 white pawn · e3 white pawn · f3 white pawn · g3 white king · b1 black queen | f7 black pawn · h7 black king · c6 black pawn · g6 black pawn · d5 black pawn · f5 white pawn · g5 white queen · h5 black pawn · d4 white pawn · h4 white pawn · e3 white pawn · f3 white pawn · g3 white king · b1 black queen | f7 black pawn · h7 black king · c6 black pawn · g6 black pawn · d5 black pawn · f5 white pawn · g5 white queen · h5 black pawn · d4 white pawn · h4 white pawn · e3 white pawn · f3 white pawn · g3 white king · b1 black queen | f7 black pawn · h7 black king · c6 black pawn · g6 black pawn · d5 black pawn · f5 white pawn · g5 white queen · h5 black pawn · d4 white pawn · h4 white pawn · e3 white pawn · f3 white pawn · g3 white king · b1 black queen | f7 black pawn · h7 black king · c6 black pawn · g6 black pawn · d5 black pawn · f5 white pawn · g5 white queen · h5 black pawn · d4 white pawn · h4 white pawn · e3 white pawn · f3 white pawn · g3 white king · b1 black queen | 5 |
| 4 | f7 black pawn · h7 black king · c6 black pawn · g6 black pawn · d5 black pawn · f5 white pawn · g5 white queen · h5 black pawn · d4 white pawn · h4 white pawn · e3 white pawn · f3 white pawn · g3 white king · b1 black queen | f7 black pawn · h7 black king · c6 black pawn · g6 black pawn · d5 black pawn · f5 white pawn · g5 white queen · h5 black pawn · d4 white pawn · h4 white pawn · e3 white pawn · f3 white pawn · g3 white king · b1 black queen | f7 black pawn · h7 black king · c6 black pawn · g6 black pawn · d5 black pawn · f5 white pawn · g5 white queen · h5 black pawn · d4 white pawn · h4 white pawn · e3 white pawn · f3 white pawn · g3 white king · b1 black queen | f7 black pawn · h7 black king · c6 black pawn · g6 black pawn · d5 black pawn · f5 white pawn · g5 white queen · h5 black pawn · d4 white pawn · h4 white pawn · e3 white pawn · f3 white pawn · g3 white king · b1 black queen | f7 black pawn · h7 black king · c6 black pawn · g6 black pawn · d5 black pawn · f5 white pawn · g5 white queen · h5 black pawn · d4 white pawn · h4 white pawn · e3 white pawn · f3 white pawn · g3 white king · b1 black queen | f7 black pawn · h7 black king · c6 black pawn · g6 black pawn · d5 black pawn · f5 white pawn · g5 white queen · h5 black pawn · d4 white pawn · h4 white pawn · e3 white pawn · f3 white pawn · g3 white king · b1 black queen | f7 black pawn · h7 black king · c6 black pawn · g6 black pawn · d5 black pawn · f5 white pawn · g5 white queen · h5 black pawn · d4 white pawn · h4 white pawn · e3 white pawn · f3 white pawn · g3 white king · b1 black queen | f7 black pawn · h7 black king · c6 black pawn · g6 black pawn · d5 black pawn · f5 white pawn · g5 white queen · h5 black pawn · d4 white pawn · h4 white pawn · e3 white pawn · f3 white pawn · g3 white king · b1 black queen | 4 |
| 3 | f7 black pawn · h7 black king · c6 black pawn · g6 black pawn · d5 black pawn · f5 white pawn · g5 white queen · h5 black pawn · d4 white pawn · h4 white pawn · e3 white pawn · f3 white pawn · g3 white king · b1 black queen | f7 black pawn · h7 black king · c6 black pawn · g6 black pawn · d5 black pawn · f5 white pawn · g5 white queen · h5 black pawn · d4 white pawn · h4 white pawn · e3 white pawn · f3 white pawn · g3 white king · b1 black queen | f7 black pawn · h7 black king · c6 black pawn · g6 black pawn · d5 black pawn · f5 white pawn · g5 white queen · h5 black pawn · d4 white pawn · h4 white pawn · e3 white pawn · f3 white pawn · g3 white king · b1 black queen | f7 black pawn · h7 black king · c6 black pawn · g6 black pawn · d5 black pawn · f5 white pawn · g5 white queen · h5 black pawn · d4 white pawn · h4 white pawn · e3 white pawn · f3 white pawn · g3 white king · b1 black queen | f7 black pawn · h7 black king · c6 black pawn · g6 black pawn · d5 black pawn · f5 white pawn · g5 white queen · h5 black pawn · d4 white pawn · h4 white pawn · e3 white pawn · f3 white pawn · g3 white king · b1 black queen | f7 black pawn · h7 black king · c6 black pawn · g6 black pawn · d5 black pawn · f5 white pawn · g5 white queen · h5 black pawn · d4 white pawn · h4 white pawn · e3 white pawn · f3 white pawn · g3 white king · b1 black queen | f7 black pawn · h7 black king · c6 black pawn · g6 black pawn · d5 black pawn · f5 white pawn · g5 white queen · h5 black pawn · d4 white pawn · h4 white pawn · e3 white pawn · f3 white pawn · g3 white king · b1 black queen | f7 black pawn · h7 black king · c6 black pawn · g6 black pawn · d5 black pawn · f5 white pawn · g5 white queen · h5 black pawn · d4 white pawn · h4 white pawn · e3 white pawn · f3 white pawn · g3 white king · b1 black queen | 3 |
| 2 | f7 black pawn · h7 black king · c6 black pawn · g6 black pawn · d5 black pawn · f5 white pawn · g5 white queen · h5 black pawn · d4 white pawn · h4 white pawn · e3 white pawn · f3 white pawn · g3 white king · b1 black queen | f7 black pawn · h7 black king · c6 black pawn · g6 black pawn · d5 black pawn · f5 white pawn · g5 white queen · h5 black pawn · d4 white pawn · h4 white pawn · e3 white pawn · f3 white pawn · g3 white king · b1 black queen | f7 black pawn · h7 black king · c6 black pawn · g6 black pawn · d5 black pawn · f5 white pawn · g5 white queen · h5 black pawn · d4 white pawn · h4 white pawn · e3 white pawn · f3 white pawn · g3 white king · b1 black queen | f7 black pawn · h7 black king · c6 black pawn · g6 black pawn · d5 black pawn · f5 white pawn · g5 white queen · h5 black pawn · d4 white pawn · h4 white pawn · e3 white pawn · f3 white pawn · g3 white king · b1 black queen | f7 black pawn · h7 black king · c6 black pawn · g6 black pawn · d5 black pawn · f5 white pawn · g5 white queen · h5 black pawn · d4 white pawn · h4 white pawn · e3 white pawn · f3 white pawn · g3 white king · b1 black queen | f7 black pawn · h7 black king · c6 black pawn · g6 black pawn · d5 black pawn · f5 white pawn · g5 white queen · h5 black pawn · d4 white pawn · h4 white pawn · e3 white pawn · f3 white pawn · g3 white king · b1 black queen | f7 black pawn · h7 black king · c6 black pawn · g6 black pawn · d5 black pawn · f5 white pawn · g5 white queen · h5 black pawn · d4 white pawn · h4 white pawn · e3 white pawn · f3 white pawn · g3 white king · b1 black queen | f7 black pawn · h7 black king · c6 black pawn · g6 black pawn · d5 black pawn · f5 white pawn · g5 white queen · h5 black pawn · d4 white pawn · h4 white pawn · e3 white pawn · f3 white pawn · g3 white king · b1 black queen | 2 |
| 1 | f7 black pawn · h7 black king · c6 black pawn · g6 black pawn · d5 black pawn · f5 white pawn · g5 white queen · h5 black pawn · d4 white pawn · h4 white pawn · e3 white pawn · f3 white pawn · g3 white king · b1 black queen | f7 black pawn · h7 black king · c6 black pawn · g6 black pawn · d5 black pawn · f5 white pawn · g5 white queen · h5 black pawn · d4 white pawn · h4 white pawn · e3 white pawn · f3 white pawn · g3 white king · b1 black queen | f7 black pawn · h7 black king · c6 black pawn · g6 black pawn · d5 black pawn · f5 white pawn · g5 white queen · h5 black pawn · d4 white pawn · h4 white pawn · e3 white pawn · f3 white pawn · g3 white king · b1 black queen | f7 black pawn · h7 black king · c6 black pawn · g6 black pawn · d5 black pawn · f5 white pawn · g5 white queen · h5 black pawn · d4 white pawn · h4 white pawn · e3 white pawn · f3 white pawn · g3 white king · b1 black queen | f7 black pawn · h7 black king · c6 black pawn · g6 black pawn · d5 black pawn · f5 white pawn · g5 white queen · h5 black pawn · d4 white pawn · h4 white pawn · e3 white pawn · f3 white pawn · g3 white king · b1 black queen | f7 black pawn · h7 black king · c6 black pawn · g6 black pawn · d5 black pawn · f5 white pawn · g5 white queen · h5 black pawn · d4 white pawn · h4 white pawn · e3 white pawn · f3 white pawn · g3 white king · b1 black queen | f7 black pawn · h7 black king · c6 black pawn · g6 black pawn · d5 black pawn · f5 white pawn · g5 white queen · h5 black pawn · d4 white pawn · h4 white pawn · e3 white pawn · f3 white pawn · g3 white king · b1 black queen | f7 black pawn · h7 black king · c6 black pawn · g6 black pawn · d5 black pawn · f5 white pawn · g5 white queen · h5 black pawn · d4 white pawn · h4 white pawn · e3 white pawn · f3 white pawn · g3 white king · b1 black queen | 1 |
|   | a | b | c | d | e | f | g | h |   |

У овом примјеру, из игре игране у Линаресу 2002. је једна од веома ријетких околности када велемајстор чини најгори могући потез, једини који омогућава мат у сљедећем потезу. У овој даминој завршници, биејли има неку предност послије 69. ф:г6+ ф:г6 70. Kф4 због слабог пјешака црнога на ц6. Међутим, Александар Бељавски играјући као бијели је играо 69. Kф4??, превидјевши одговор 69. Дб8#. Према Јохансену, било је потребно неколико тренутака да оба играча схвате да је мат, а Бељавки је био добар спорт због овог неусјпеха.

### Deep Fritz vs. Владимир Крамик
|   | a | b | c | d | e | f | g | h |   |
| 8 | f8 white knight · h8 black king · a7 black queen · g7 black pawn · h6 black pawn · e5 white pawn · a4 black pawn · b4 black pawn · e4 white queen · b2 white pawn · g2 white pawn · h2 white pawn · c1 black bishop · h1 white king | f8 white knight · h8 black king · a7 black queen · g7 black pawn · h6 black pawn · e5 white pawn · a4 black pawn · b4 black pawn · e4 white queen · b2 white pawn · g2 white pawn · h2 white pawn · c1 black bishop · h1 white king | f8 white knight · h8 black king · a7 black queen · g7 black pawn · h6 black pawn · e5 white pawn · a4 black pawn · b4 black pawn · e4 white queen · b2 white pawn · g2 white pawn · h2 white pawn · c1 black bishop · h1 white king | f8 white knight · h8 black king · a7 black queen · g7 black pawn · h6 black pawn · e5 white pawn · a4 black pawn · b4 black pawn · e4 white queen · b2 white pawn · g2 white pawn · h2 white pawn · c1 black bishop · h1 white king | f8 white knight · h8 black king · a7 black queen · g7 black pawn · h6 black pawn · e5 white pawn · a4 black pawn · b4 black pawn · e4 white queen · b2 white pawn · g2 white pawn · h2 white pawn · c1 black bishop · h1 white king | f8 white knight · h8 black king · a7 black queen · g7 black pawn · h6 black pawn · e5 white pawn · a4 black pawn · b4 black pawn · e4 white queen · b2 white pawn · g2 white pawn · h2 white pawn · c1 black bishop · h1 white king | f8 white knight · h8 black king · a7 black queen · g7 black pawn · h6 black pawn · e5 white pawn · a4 black pawn · b4 black pawn · e4 white queen · b2 white pawn · g2 white pawn · h2 white pawn · c1 black bishop · h1 white king | f8 white knight · h8 black king · a7 black queen · g7 black pawn · h6 black pawn · e5 white pawn · a4 black pawn · b4 black pawn · e4 white queen · b2 white pawn · g2 white pawn · h2 white pawn · c1 black bishop · h1 white king | 8 |
| 7 | f8 white knight · h8 black king · a7 black queen · g7 black pawn · h6 black pawn · e5 white pawn · a4 black pawn · b4 black pawn · e4 white queen · b2 white pawn · g2 white pawn · h2 white pawn · c1 black bishop · h1 white king | f8 white knight · h8 black king · a7 black queen · g7 black pawn · h6 black pawn · e5 white pawn · a4 black pawn · b4 black pawn · e4 white queen · b2 white pawn · g2 white pawn · h2 white pawn · c1 black bishop · h1 white king | f8 white knight · h8 black king · a7 black queen · g7 black pawn · h6 black pawn · e5 white pawn · a4 black pawn · b4 black pawn · e4 white queen · b2 white pawn · g2 white pawn · h2 white pawn · c1 black bishop · h1 white king | f8 white knight · h8 black king · a7 black queen · g7 black pawn · h6 black pawn · e5 white pawn · a4 black pawn · b4 black pawn · e4 white queen · b2 white pawn · g2 white pawn · h2 white pawn · c1 black bishop · h1 white king | f8 white knight · h8 black king · a7 black queen · g7 black pawn · h6 black pawn · e5 white pawn · a4 black pawn · b4 black pawn · e4 white queen · b2 white pawn · g2 white pawn · h2 white pawn · c1 black bishop · h1 white king | f8 white knight · h8 black king · a7 black queen · g7 black pawn · h6 black pawn · e5 white pawn · a4 black pawn · b4 black pawn · e4 white queen · b2 white pawn · g2 white pawn · h2 white pawn · c1 black bishop · h1 white king | f8 white knight · h8 black king · a7 black queen · g7 black pawn · h6 black pawn · e5 white pawn · a4 black pawn · b4 black pawn · e4 white queen · b2 white pawn · g2 white pawn · h2 white pawn · c1 black bishop · h1 white king | f8 white knight · h8 black king · a7 black queen · g7 black pawn · h6 black pawn · e5 white pawn · a4 black pawn · b4 black pawn · e4 white queen · b2 white pawn · g2 white pawn · h2 white pawn · c1 black bishop · h1 white king | 7 |
| 6 | f8 white knight · h8 black king · a7 black queen · g7 black pawn · h6 black pawn · e5 white pawn · a4 black pawn · b4 black pawn · e4 white queen · b2 white pawn · g2 white pawn · h2 white pawn · c1 black bishop · h1 white king | f8 white knight · h8 black king · a7 black queen · g7 black pawn · h6 black pawn · e5 white pawn · a4 black pawn · b4 black pawn · e4 white queen · b2 white pawn · g2 white pawn · h2 white pawn · c1 black bishop · h1 white king | f8 white knight · h8 black king · a7 black queen · g7 black pawn · h6 black pawn · e5 white pawn · a4 black pawn · b4 black pawn · e4 white queen · b2 white pawn · g2 white pawn · h2 white pawn · c1 black bishop · h1 white king | f8 white knight · h8 black king · a7 black queen · g7 black pawn · h6 black pawn · e5 white pawn · a4 black pawn · b4 black pawn · e4 white queen · b2 white pawn · g2 white pawn · h2 white pawn · c1 black bishop · h1 white king | f8 white knight · h8 black king · a7 black queen · g7 black pawn · h6 black pawn · e5 white pawn · a4 black pawn · b4 black pawn · e4 white queen · b2 white pawn · g2 white pawn · h2 white pawn · c1 black bishop · h1 white king | f8 white knight · h8 black king · a7 black queen · g7 black pawn · h6 black pawn · e5 white pawn · a4 black pawn · b4 black pawn · e4 white queen · b2 white pawn · g2 white pawn · h2 white pawn · c1 black bishop · h1 white king | f8 white knight · h8 black king · a7 black queen · g7 black pawn · h6 black pawn · e5 white pawn · a4 black pawn · b4 black pawn · e4 white queen · b2 white pawn · g2 white pawn · h2 white pawn · c1 black bishop · h1 white king | f8 white knight · h8 black king · a7 black queen · g7 black pawn · h6 black pawn · e5 white pawn · a4 black pawn · b4 black pawn · e4 white queen · b2 white pawn · g2 white pawn · h2 white pawn · c1 black bishop · h1 white king | 6 |
| 5 | f8 white knight · h8 black king · a7 black queen · g7 black pawn · h6 black pawn · e5 white pawn · a4 black pawn · b4 black pawn · e4 white queen · b2 white pawn · g2 white pawn · h2 white pawn · c1 black bishop · h1 white king | f8 white knight · h8 black king · a7 black queen · g7 black pawn · h6 black pawn · e5 white pawn · a4 black pawn · b4 black pawn · e4 white queen · b2 white pawn · g2 white pawn · h2 white pawn · c1 black bishop · h1 white king | f8 white knight · h8 black king · a7 black queen · g7 black pawn · h6 black pawn · e5 white pawn · a4 black pawn · b4 black pawn · e4 white queen · b2 white pawn · g2 white pawn · h2 white pawn · c1 black bishop · h1 white king | f8 white knight · h8 black king · a7 black queen · g7 black pawn · h6 black pawn · e5 white pawn · a4 black pawn · b4 black pawn · e4 white queen · b2 white pawn · g2 white pawn · h2 white pawn · c1 black bishop · h1 white king | f8 white knight · h8 black king · a7 black queen · g7 black pawn · h6 black pawn · e5 white pawn · a4 black pawn · b4 black pawn · e4 white queen · b2 white pawn · g2 white pawn · h2 white pawn · c1 black bishop · h1 white king | f8 white knight · h8 black king · a7 black queen · g7 black pawn · h6 black pawn · e5 white pawn · a4 black pawn · b4 black pawn · e4 white queen · b2 white pawn · g2 white pawn · h2 white pawn · c1 black bishop · h1 white king | f8 white knight · h8 black king · a7 black queen · g7 black pawn · h6 black pawn · e5 white pawn · a4 black pawn · b4 black pawn · e4 white queen · b2 white pawn · g2 white pawn · h2 white pawn · c1 black bishop · h1 white king | f8 white knight · h8 black king · a7 black queen · g7 black pawn · h6 black pawn · e5 white pawn · a4 black pawn · b4 black pawn · e4 white queen · b2 white pawn · g2 white pawn · h2 white pawn · c1 black bishop · h1 white king | 5 |
| 4 | f8 white knight · h8 black king · a7 black queen · g7 black pawn · h6 black pawn · e5 white pawn · a4 black pawn · b4 black pawn · e4 white queen · b2 white pawn · g2 white pawn · h2 white pawn · c1 black bishop · h1 white king | f8 white knight · h8 black king · a7 black queen · g7 black pawn · h6 black pawn · e5 white pawn · a4 black pawn · b4 black pawn · e4 white queen · b2 white pawn · g2 white pawn · h2 white pawn · c1 black bishop · h1 white king | f8 white knight · h8 black king · a7 black queen · g7 black pawn · h6 black pawn · e5 white pawn · a4 black pawn · b4 black pawn · e4 white queen · b2 white pawn · g2 white pawn · h2 white pawn · c1 black bishop · h1 white king | f8 white knight · h8 black king · a7 black queen · g7 black pawn · h6 black pawn · e5 white pawn · a4 black pawn · b4 black pawn · e4 white queen · b2 white pawn · g2 white pawn · h2 white pawn · c1 black bishop · h1 white king | f8 white knight · h8 black king · a7 black queen · g7 black pawn · h6 black pawn · e5 white pawn · a4 black pawn · b4 black pawn · e4 white queen · b2 white pawn · g2 white pawn · h2 white pawn · c1 black bishop · h1 white king | f8 white knight · h8 black king · a7 black queen · g7 black pawn · h6 black pawn · e5 white pawn · a4 black pawn · b4 black pawn · e4 white queen · b2 white pawn · g2 white pawn · h2 white pawn · c1 black bishop · h1 white king | f8 white knight · h8 black king · a7 black queen · g7 black pawn · h6 black pawn · e5 white pawn · a4 black pawn · b4 black pawn · e4 white queen · b2 white pawn · g2 white pawn · h2 white pawn · c1 black bishop · h1 white king | f8 white knight · h8 black king · a7 black queen · g7 black pawn · h6 black pawn · e5 white pawn · a4 black pawn · b4 black pawn · e4 white queen · b2 white pawn · g2 white pawn · h2 white pawn · c1 black bishop · h1 white king | 4 |
| 3 | f8 white knight · h8 black king · a7 black queen · g7 black pawn · h6 black pawn · e5 white pawn · a4 black pawn · b4 black pawn · e4 white queen · b2 white pawn · g2 white pawn · h2 white pawn · c1 black bishop · h1 white king | f8 white knight · h8 black king · a7 black queen · g7 black pawn · h6 black pawn · e5 white pawn · a4 black pawn · b4 black pawn · e4 white queen · b2 white pawn · g2 white pawn · h2 white pawn · c1 black bishop · h1 white king | f8 white knight · h8 black king · a7 black queen · g7 black pawn · h6 black pawn · e5 white pawn · a4 black pawn · b4 black pawn · e4 white queen · b2 white pawn · g2 white pawn · h2 white pawn · c1 black bishop · h1 white king | f8 white knight · h8 black king · a7 black queen · g7 black pawn · h6 black pawn · e5 white pawn · a4 black pawn · b4 black pawn · e4 white queen · b2 white pawn · g2 white pawn · h2 white pawn · c1 black bishop · h1 white king | f8 white knight · h8 black king · a7 black queen · g7 black pawn · h6 black pawn · e5 white pawn · a4 black pawn · b4 black pawn · e4 white queen · b2 white pawn · g2 white pawn · h2 white pawn · c1 black bishop · h1 white king | f8 white knight · h8 black king · a7 black queen · g7 black pawn · h6 black pawn · e5 white pawn · a4 black pawn · b4 black pawn · e4 white queen · b2 white pawn · g2 white pawn · h2 white pawn · c1 black bishop · h1 white king | f8 white knight · h8 black king · a7 black queen · g7 black pawn · h6 black pawn · e5 white pawn · a4 black pawn · b4 black pawn · e4 white queen · b2 white pawn · g2 white pawn · h2 white pawn · c1 black bishop · h1 white king | f8 white knight · h8 black king · a7 black queen · g7 black pawn · h6 black pawn · e5 white pawn · a4 black pawn · b4 black pawn · e4 white queen · b2 white pawn · g2 white pawn · h2 white pawn · c1 black bishop · h1 white king | 3 |
| 2 | f8 white knight · h8 black king · a7 black queen · g7 black pawn · h6 black pawn · e5 white pawn · a4 black pawn · b4 black pawn · e4 white queen · b2 white pawn · g2 white pawn · h2 white pawn · c1 black bishop · h1 white king | f8 white knight · h8 black king · a7 black queen · g7 black pawn · h6 black pawn · e5 white pawn · a4 black pawn · b4 black pawn · e4 white queen · b2 white pawn · g2 white pawn · h2 white pawn · c1 black bishop · h1 white king | f8 white knight · h8 black king · a7 black queen · g7 black pawn · h6 black pawn · e5 white pawn · a4 black pawn · b4 black pawn · e4 white queen · b2 white pawn · g2 white pawn · h2 white pawn · c1 black bishop · h1 white king | f8 white knight · h8 black king · a7 black queen · g7 black pawn · h6 black pawn · e5 white pawn · a4 black pawn · b4 black pawn · e4 white queen · b2 white pawn · g2 white pawn · h2 white pawn · c1 black bishop · h1 white king | f8 white knight · h8 black king · a7 black queen · g7 black pawn · h6 black pawn · e5 white pawn · a4 black pawn · b4 black pawn · e4 white queen · b2 white pawn · g2 white pawn · h2 white pawn · c1 black bishop · h1 white king | f8 white knight · h8 black king · a7 black queen · g7 black pawn · h6 black pawn · e5 white pawn · a4 black pawn · b4 black pawn · e4 white queen · b2 white pawn · g2 white pawn · h2 white pawn · c1 black bishop · h1 white king | f8 white knight · h8 black king · a7 black queen · g7 black pawn · h6 black pawn · e5 white pawn · a4 black pawn · b4 black pawn · e4 white queen · b2 white pawn · g2 white pawn · h2 white pawn · c1 black bishop · h1 white king | f8 white knight · h8 black king · a7 black queen · g7 black pawn · h6 black pawn · e5 white pawn · a4 black pawn · b4 black pawn · e4 white queen · b2 white pawn · g2 white pawn · h2 white pawn · c1 black bishop · h1 white king | 2 |
| 1 | f8 white knight · h8 black king · a7 black queen · g7 black pawn · h6 black pawn · e5 white pawn · a4 black pawn · b4 black pawn · e4 white queen · b2 white pawn · g2 white pawn · h2 white pawn · c1 black bishop · h1 white king | f8 white knight · h8 black king · a7 black queen · g7 black pawn · h6 black pawn · e5 white pawn · a4 black pawn · b4 black pawn · e4 white queen · b2 white pawn · g2 white pawn · h2 white pawn · c1 black bishop · h1 white king | f8 white knight · h8 black king · a7 black queen · g7 black pawn · h6 black pawn · e5 white pawn · a4 black pawn · b4 black pawn · e4 white queen · b2 white pawn · g2 white pawn · h2 white pawn · c1 black bishop · h1 white king | f8 white knight · h8 black king · a7 black queen · g7 black pawn · h6 black pawn · e5 white pawn · a4 black pawn · b4 black pawn · e4 white queen · b2 white pawn · g2 white pawn · h2 white pawn · c1 black bishop · h1 white king | f8 white knight · h8 black king · a7 black queen · g7 black pawn · h6 black pawn · e5 white pawn · a4 black pawn · b4 black pawn · e4 white queen · b2 white pawn · g2 white pawn · h2 white pawn · c1 black bishop · h1 white king | f8 white knight · h8 black king · a7 black queen · g7 black pawn · h6 black pawn · e5 white pawn · a4 black pawn · b4 black pawn · e4 white queen · b2 white pawn · g2 white pawn · h2 white pawn · c1 black bishop · h1 white king | f8 white knight · h8 black king · a7 black queen · g7 black pawn · h6 black pawn · e5 white pawn · a4 black pawn · b4 black pawn · e4 white queen · b2 white pawn · g2 white pawn · h2 white pawn · c1 black bishop · h1 white king | f8 white knight · h8 black king · a7 black queen · g7 black pawn · h6 black pawn · e5 white pawn · a4 black pawn · b4 black pawn · e4 white queen · b2 white pawn · g2 white pawn · h2 white pawn · c1 black bishop · h1 white king | 1 |
|   | a | b | c | d | e | f | g | h |   |

У новембру 2006. владајући свјетски шаховски шампион Владимир Крамник се такмичио у Свјетском шаховском изазову: Човјек vs. Машина, 6. игра против шаховског компјутера Deep Fritz у Бону. Након што је прва партија завршила ремијем, Крамник, играјући као црни, генерално је сматран у угоднјој позицији у другој игри, и тако је изгледао сам по себи, пошто је одбио реми избјегавајући потенцијално троструко понављање на 29. Дa7. Крамникови проблеми су почели када је одлучио да за побједу и гурнуо је свог а-пјешака, 31. a4. Коментатори, укључујући америчког велемајстора Јасера Сеиравана, изразио је забринутост због Крамникових намјера и ситуација је постајала неизвјеснија како је игра наставила са 32. С:е6 Л:е3+ 33. Кх1 Л:ц1 34. С:ф8, претварајући је у вјероватни реми. Игра се могла завршити са 34. Kг8 35. Сг6 Л:б2 36. Дд5+ Kх7 37. Сф8+ Kх8 38. Сг6+.
ChessBase описао је догађаје на сљедећи начин: "Крамник је играо потез 34. Де3 мирно, устао, узео своју шољу и спремао се да напусти бину да оде у своју собу за одмор. Бар један аудио коментатор такође ништа није примјетио, док Fritz оператер Матхиас Феист је гледао са табле у екран и назад, једва да је могао вјеровати да је исправно унио потез. Fritz је показивао мат у једном потезу, а кад је Матиас то извео на табли Крамник је накратко ухватио за чело, заузео мјесто да потпише листицу и оде на конференцију за штампу, којој је предано присуствовао. Током конференције је изјавио да је планирао наводно побједнички потез 34. Де3 већ када је играо 29. Да7, и да је поново контролисао линију после сваког наредног потеза. Након размене дама, црни би лако побиједио са својим далеким пјешаком: послије 35. Д:б4 Де2 или 35. Сг6 + Кх7 36. Сф8+ Кг8 Црни такође на крају побјеђује.
Шаховски новинар Александар Рошал покушао је објаснити грешку рекавши да је модел матног шаблона са дамом на х7 заштићен скакачем на ф8 изузетно ријетки и не садржи се у аутоматском репертоару велемајстора.

### Магнус Карлсен vs. Левон Арониан
|   | a | b | c | d | e | f | g | h |   |
| 8 | f8 black rook · g8 black king · c7 black pawn · g7 black pawn · b6 black pawn · c6 black pawn · e6 black knight · e5 black pawn · h5 black pawn · b4 black bishop · c4 white pawn · e4 white knight · d3 white pawn · e3 white bishop · f3 black rook · g3 white pawn · h3 black queen · c2 white pawn · f2 white pawn · h2 white pawn · a1 white rook · d1 white queen · f1 white rook · h1 white king | f8 black rook · g8 black king · c7 black pawn · g7 black pawn · b6 black pawn · c6 black pawn · e6 black knight · e5 black pawn · h5 black pawn · b4 black bishop · c4 white pawn · e4 white knight · d3 white pawn · e3 white bishop · f3 black rook · g3 white pawn · h3 black queen · c2 white pawn · f2 white pawn · h2 white pawn · a1 white rook · d1 white queen · f1 white rook · h1 white king | f8 black rook · g8 black king · c7 black pawn · g7 black pawn · b6 black pawn · c6 black pawn · e6 black knight · e5 black pawn · h5 black pawn · b4 black bishop · c4 white pawn · e4 white knight · d3 white pawn · e3 white bishop · f3 black rook · g3 white pawn · h3 black queen · c2 white pawn · f2 white pawn · h2 white pawn · a1 white rook · d1 white queen · f1 white rook · h1 white king | f8 black rook · g8 black king · c7 black pawn · g7 black pawn · b6 black pawn · c6 black pawn · e6 black knight · e5 black pawn · h5 black pawn · b4 black bishop · c4 white pawn · e4 white knight · d3 white pawn · e3 white bishop · f3 black rook · g3 white pawn · h3 black queen · c2 white pawn · f2 white pawn · h2 white pawn · a1 white rook · d1 white queen · f1 white rook · h1 white king | f8 black rook · g8 black king · c7 black pawn · g7 black pawn · b6 black pawn · c6 black pawn · e6 black knight · e5 black pawn · h5 black pawn · b4 black bishop · c4 white pawn · e4 white knight · d3 white pawn · e3 white bishop · f3 black rook · g3 white pawn · h3 black queen · c2 white pawn · f2 white pawn · h2 white pawn · a1 white rook · d1 white queen · f1 white rook · h1 white king | f8 black rook · g8 black king · c7 black pawn · g7 black pawn · b6 black pawn · c6 black pawn · e6 black knight · e5 black pawn · h5 black pawn · b4 black bishop · c4 white pawn · e4 white knight · d3 white pawn · e3 white bishop · f3 black rook · g3 white pawn · h3 black queen · c2 white pawn · f2 white pawn · h2 white pawn · a1 white rook · d1 white queen · f1 white rook · h1 white king | f8 black rook · g8 black king · c7 black pawn · g7 black pawn · b6 black pawn · c6 black pawn · e6 black knight · e5 black pawn · h5 black pawn · b4 black bishop · c4 white pawn · e4 white knight · d3 white pawn · e3 white bishop · f3 black rook · g3 white pawn · h3 black queen · c2 white pawn · f2 white pawn · h2 white pawn · a1 white rook · d1 white queen · f1 white rook · h1 white king | f8 black rook · g8 black king · c7 black pawn · g7 black pawn · b6 black pawn · c6 black pawn · e6 black knight · e5 black pawn · h5 black pawn · b4 black bishop · c4 white pawn · e4 white knight · d3 white pawn · e3 white bishop · f3 black rook · g3 white pawn · h3 black queen · c2 white pawn · f2 white pawn · h2 white pawn · a1 white rook · d1 white queen · f1 white rook · h1 white king | 8 |
| 7 | f8 black rook · g8 black king · c7 black pawn · g7 black pawn · b6 black pawn · c6 black pawn · e6 black knight · e5 black pawn · h5 black pawn · b4 black bishop · c4 white pawn · e4 white knight · d3 white pawn · e3 white bishop · f3 black rook · g3 white pawn · h3 black queen · c2 white pawn · f2 white pawn · h2 white pawn · a1 white rook · d1 white queen · f1 white rook · h1 white king | f8 black rook · g8 black king · c7 black pawn · g7 black pawn · b6 black pawn · c6 black pawn · e6 black knight · e5 black pawn · h5 black pawn · b4 black bishop · c4 white pawn · e4 white knight · d3 white pawn · e3 white bishop · f3 black rook · g3 white pawn · h3 black queen · c2 white pawn · f2 white pawn · h2 white pawn · a1 white rook · d1 white queen · f1 white rook · h1 white king | f8 black rook · g8 black king · c7 black pawn · g7 black pawn · b6 black pawn · c6 black pawn · e6 black knight · e5 black pawn · h5 black pawn · b4 black bishop · c4 white pawn · e4 white knight · d3 white pawn · e3 white bishop · f3 black rook · g3 white pawn · h3 black queen · c2 white pawn · f2 white pawn · h2 white pawn · a1 white rook · d1 white queen · f1 white rook · h1 white king | f8 black rook · g8 black king · c7 black pawn · g7 black pawn · b6 black pawn · c6 black pawn · e6 black knight · e5 black pawn · h5 black pawn · b4 black bishop · c4 white pawn · e4 white knight · d3 white pawn · e3 white bishop · f3 black rook · g3 white pawn · h3 black queen · c2 white pawn · f2 white pawn · h2 white pawn · a1 white rook · d1 white queen · f1 white rook · h1 white king | f8 black rook · g8 black king · c7 black pawn · g7 black pawn · b6 black pawn · c6 black pawn · e6 black knight · e5 black pawn · h5 black pawn · b4 black bishop · c4 white pawn · e4 white knight · d3 white pawn · e3 white bishop · f3 black rook · g3 white pawn · h3 black queen · c2 white pawn · f2 white pawn · h2 white pawn · a1 white rook · d1 white queen · f1 white rook · h1 white king | f8 black rook · g8 black king · c7 black pawn · g7 black pawn · b6 black pawn · c6 black pawn · e6 black knight · e5 black pawn · h5 black pawn · b4 black bishop · c4 white pawn · e4 white knight · d3 white pawn · e3 white bishop · f3 black rook · g3 white pawn · h3 black queen · c2 white pawn · f2 white pawn · h2 white pawn · a1 white rook · d1 white queen · f1 white rook · h1 white king | f8 black rook · g8 black king · c7 black pawn · g7 black pawn · b6 black pawn · c6 black pawn · e6 black knight · e5 black pawn · h5 black pawn · b4 black bishop · c4 white pawn · e4 white knight · d3 white pawn · e3 white bishop · f3 black rook · g3 white pawn · h3 black queen · c2 white pawn · f2 white pawn · h2 white pawn · a1 white rook · d1 white queen · f1 white rook · h1 white king | f8 black rook · g8 black king · c7 black pawn · g7 black pawn · b6 black pawn · c6 black pawn · e6 black knight · e5 black pawn · h5 black pawn · b4 black bishop · c4 white pawn · e4 white knight · d3 white pawn · e3 white bishop · f3 black rook · g3 white pawn · h3 black queen · c2 white pawn · f2 white pawn · h2 white pawn · a1 white rook · d1 white queen · f1 white rook · h1 white king | 7 |
| 6 | f8 black rook · g8 black king · c7 black pawn · g7 black pawn · b6 black pawn · c6 black pawn · e6 black knight · e5 black pawn · h5 black pawn · b4 black bishop · c4 white pawn · e4 white knight · d3 white pawn · e3 white bishop · f3 black rook · g3 white pawn · h3 black queen · c2 white pawn · f2 white pawn · h2 white pawn · a1 white rook · d1 white queen · f1 white rook · h1 white king | f8 black rook · g8 black king · c7 black pawn · g7 black pawn · b6 black pawn · c6 black pawn · e6 black knight · e5 black pawn · h5 black pawn · b4 black bishop · c4 white pawn · e4 white knight · d3 white pawn · e3 white bishop · f3 black rook · g3 white pawn · h3 black queen · c2 white pawn · f2 white pawn · h2 white pawn · a1 white rook · d1 white queen · f1 white rook · h1 white king | f8 black rook · g8 black king · c7 black pawn · g7 black pawn · b6 black pawn · c6 black pawn · e6 black knight · e5 black pawn · h5 black pawn · b4 black bishop · c4 white pawn · e4 white knight · d3 white pawn · e3 white bishop · f3 black rook · g3 white pawn · h3 black queen · c2 white pawn · f2 white pawn · h2 white pawn · a1 white rook · d1 white queen · f1 white rook · h1 white king | f8 black rook · g8 black king · c7 black pawn · g7 black pawn · b6 black pawn · c6 black pawn · e6 black knight · e5 black pawn · h5 black pawn · b4 black bishop · c4 white pawn · e4 white knight · d3 white pawn · e3 white bishop · f3 black rook · g3 white pawn · h3 black queen · c2 white pawn · f2 white pawn · h2 white pawn · a1 white rook · d1 white queen · f1 white rook · h1 white king | f8 black rook · g8 black king · c7 black pawn · g7 black pawn · b6 black pawn · c6 black pawn · e6 black knight · e5 black pawn · h5 black pawn · b4 black bishop · c4 white pawn · e4 white knight · d3 white pawn · e3 white bishop · f3 black rook · g3 white pawn · h3 black queen · c2 white pawn · f2 white pawn · h2 white pawn · a1 white rook · d1 white queen · f1 white rook · h1 white king | f8 black rook · g8 black king · c7 black pawn · g7 black pawn · b6 black pawn · c6 black pawn · e6 black knight · e5 black pawn · h5 black pawn · b4 black bishop · c4 white pawn · e4 white knight · d3 white pawn · e3 white bishop · f3 black rook · g3 white pawn · h3 black queen · c2 white pawn · f2 white pawn · h2 white pawn · a1 white rook · d1 white queen · f1 white rook · h1 white king | f8 black rook · g8 black king · c7 black pawn · g7 black pawn · b6 black pawn · c6 black pawn · e6 black knight · e5 black pawn · h5 black pawn · b4 black bishop · c4 white pawn · e4 white knight · d3 white pawn · e3 white bishop · f3 black rook · g3 white pawn · h3 black queen · c2 white pawn · f2 white pawn · h2 white pawn · a1 white rook · d1 white queen · f1 white rook · h1 white king | f8 black rook · g8 black king · c7 black pawn · g7 black pawn · b6 black pawn · c6 black pawn · e6 black knight · e5 black pawn · h5 black pawn · b4 black bishop · c4 white pawn · e4 white knight · d3 white pawn · e3 white bishop · f3 black rook · g3 white pawn · h3 black queen · c2 white pawn · f2 white pawn · h2 white pawn · a1 white rook · d1 white queen · f1 white rook · h1 white king | 6 |
| 5 | f8 black rook · g8 black king · c7 black pawn · g7 black pawn · b6 black pawn · c6 black pawn · e6 black knight · e5 black pawn · h5 black pawn · b4 black bishop · c4 white pawn · e4 white knight · d3 white pawn · e3 white bishop · f3 black rook · g3 white pawn · h3 black queen · c2 white pawn · f2 white pawn · h2 white pawn · a1 white rook · d1 white queen · f1 white rook · h1 white king | f8 black rook · g8 black king · c7 black pawn · g7 black pawn · b6 black pawn · c6 black pawn · e6 black knight · e5 black pawn · h5 black pawn · b4 black bishop · c4 white pawn · e4 white knight · d3 white pawn · e3 white bishop · f3 black rook · g3 white pawn · h3 black queen · c2 white pawn · f2 white pawn · h2 white pawn · a1 white rook · d1 white queen · f1 white rook · h1 white king | f8 black rook · g8 black king · c7 black pawn · g7 black pawn · b6 black pawn · c6 black pawn · e6 black knight · e5 black pawn · h5 black pawn · b4 black bishop · c4 white pawn · e4 white knight · d3 white pawn · e3 white bishop · f3 black rook · g3 white pawn · h3 black queen · c2 white pawn · f2 white pawn · h2 white pawn · a1 white rook · d1 white queen · f1 white rook · h1 white king | f8 black rook · g8 black king · c7 black pawn · g7 black pawn · b6 black pawn · c6 black pawn · e6 black knight · e5 black pawn · h5 black pawn · b4 black bishop · c4 white pawn · e4 white knight · d3 white pawn · e3 white bishop · f3 black rook · g3 white pawn · h3 black queen · c2 white pawn · f2 white pawn · h2 white pawn · a1 white rook · d1 white queen · f1 white rook · h1 white king | f8 black rook · g8 black king · c7 black pawn · g7 black pawn · b6 black pawn · c6 black pawn · e6 black knight · e5 black pawn · h5 black pawn · b4 black bishop · c4 white pawn · e4 white knight · d3 white pawn · e3 white bishop · f3 black rook · g3 white pawn · h3 black queen · c2 white pawn · f2 white pawn · h2 white pawn · a1 white rook · d1 white queen · f1 white rook · h1 white king | f8 black rook · g8 black king · c7 black pawn · g7 black pawn · b6 black pawn · c6 black pawn · e6 black knight · e5 black pawn · h5 black pawn · b4 black bishop · c4 white pawn · e4 white knight · d3 white pawn · e3 white bishop · f3 black rook · g3 white pawn · h3 black queen · c2 white pawn · f2 white pawn · h2 white pawn · a1 white rook · d1 white queen · f1 white rook · h1 white king | f8 black rook · g8 black king · c7 black pawn · g7 black pawn · b6 black pawn · c6 black pawn · e6 black knight · e5 black pawn · h5 black pawn · b4 black bishop · c4 white pawn · e4 white knight · d3 white pawn · e3 white bishop · f3 black rook · g3 white pawn · h3 black queen · c2 white pawn · f2 white pawn · h2 white pawn · a1 white rook · d1 white queen · f1 white rook · h1 white king | f8 black rook · g8 black king · c7 black pawn · g7 black pawn · b6 black pawn · c6 black pawn · e6 black knight · e5 black pawn · h5 black pawn · b4 black bishop · c4 white pawn · e4 white knight · d3 white pawn · e3 white bishop · f3 black rook · g3 white pawn · h3 black queen · c2 white pawn · f2 white pawn · h2 white pawn · a1 white rook · d1 white queen · f1 white rook · h1 white king | 5 |
| 4 | f8 black rook · g8 black king · c7 black pawn · g7 black pawn · b6 black pawn · c6 black pawn · e6 black knight · e5 black pawn · h5 black pawn · b4 black bishop · c4 white pawn · e4 white knight · d3 white pawn · e3 white bishop · f3 black rook · g3 white pawn · h3 black queen · c2 white pawn · f2 white pawn · h2 white pawn · a1 white rook · d1 white queen · f1 white rook · h1 white king | f8 black rook · g8 black king · c7 black pawn · g7 black pawn · b6 black pawn · c6 black pawn · e6 black knight · e5 black pawn · h5 black pawn · b4 black bishop · c4 white pawn · e4 white knight · d3 white pawn · e3 white bishop · f3 black rook · g3 white pawn · h3 black queen · c2 white pawn · f2 white pawn · h2 white pawn · a1 white rook · d1 white queen · f1 white rook · h1 white king | f8 black rook · g8 black king · c7 black pawn · g7 black pawn · b6 black pawn · c6 black pawn · e6 black knight · e5 black pawn · h5 black pawn · b4 black bishop · c4 white pawn · e4 white knight · d3 white pawn · e3 white bishop · f3 black rook · g3 white pawn · h3 black queen · c2 white pawn · f2 white pawn · h2 white pawn · a1 white rook · d1 white queen · f1 white rook · h1 white king | f8 black rook · g8 black king · c7 black pawn · g7 black pawn · b6 black pawn · c6 black pawn · e6 black knight · e5 black pawn · h5 black pawn · b4 black bishop · c4 white pawn · e4 white knight · d3 white pawn · e3 white bishop · f3 black rook · g3 white pawn · h3 black queen · c2 white pawn · f2 white pawn · h2 white pawn · a1 white rook · d1 white queen · f1 white rook · h1 white king | f8 black rook · g8 black king · c7 black pawn · g7 black pawn · b6 black pawn · c6 black pawn · e6 black knight · e5 black pawn · h5 black pawn · b4 black bishop · c4 white pawn · e4 white knight · d3 white pawn · e3 white bishop · f3 black rook · g3 white pawn · h3 black queen · c2 white pawn · f2 white pawn · h2 white pawn · a1 white rook · d1 white queen · f1 white rook · h1 white king | f8 black rook · g8 black king · c7 black pawn · g7 black pawn · b6 black pawn · c6 black pawn · e6 black knight · e5 black pawn · h5 black pawn · b4 black bishop · c4 white pawn · e4 white knight · d3 white pawn · e3 white bishop · f3 black rook · g3 white pawn · h3 black queen · c2 white pawn · f2 white pawn · h2 white pawn · a1 white rook · d1 white queen · f1 white rook · h1 white king | f8 black rook · g8 black king · c7 black pawn · g7 black pawn · b6 black pawn · c6 black pawn · e6 black knight · e5 black pawn · h5 black pawn · b4 black bishop · c4 white pawn · e4 white knight · d3 white pawn · e3 white bishop · f3 black rook · g3 white pawn · h3 black queen · c2 white pawn · f2 white pawn · h2 white pawn · a1 white rook · d1 white queen · f1 white rook · h1 white king | f8 black rook · g8 black king · c7 black pawn · g7 black pawn · b6 black pawn · c6 black pawn · e6 black knight · e5 black pawn · h5 black pawn · b4 black bishop · c4 white pawn · e4 white knight · d3 white pawn · e3 white bishop · f3 black rook · g3 white pawn · h3 black queen · c2 white pawn · f2 white pawn · h2 white pawn · a1 white rook · d1 white queen · f1 white rook · h1 white king | 4 |
| 3 | f8 black rook · g8 black king · c7 black pawn · g7 black pawn · b6 black pawn · c6 black pawn · e6 black knight · e5 black pawn · h5 black pawn · b4 black bishop · c4 white pawn · e4 white knight · d3 white pawn · e3 white bishop · f3 black rook · g3 white pawn · h3 black queen · c2 white pawn · f2 white pawn · h2 white pawn · a1 white rook · d1 white queen · f1 white rook · h1 white king | f8 black rook · g8 black king · c7 black pawn · g7 black pawn · b6 black pawn · c6 black pawn · e6 black knight · e5 black pawn · h5 black pawn · b4 black bishop · c4 white pawn · e4 white knight · d3 white pawn · e3 white bishop · f3 black rook · g3 white pawn · h3 black queen · c2 white pawn · f2 white pawn · h2 white pawn · a1 white rook · d1 white queen · f1 white rook · h1 white king | f8 black rook · g8 black king · c7 black pawn · g7 black pawn · b6 black pawn · c6 black pawn · e6 black knight · e5 black pawn · h5 black pawn · b4 black bishop · c4 white pawn · e4 white knight · d3 white pawn · e3 white bishop · f3 black rook · g3 white pawn · h3 black queen · c2 white pawn · f2 white pawn · h2 white pawn · a1 white rook · d1 white queen · f1 white rook · h1 white king | f8 black rook · g8 black king · c7 black pawn · g7 black pawn · b6 black pawn · c6 black pawn · e6 black knight · e5 black pawn · h5 black pawn · b4 black bishop · c4 white pawn · e4 white knight · d3 white pawn · e3 white bishop · f3 black rook · g3 white pawn · h3 black queen · c2 white pawn · f2 white pawn · h2 white pawn · a1 white rook · d1 white queen · f1 white rook · h1 white king | f8 black rook · g8 black king · c7 black pawn · g7 black pawn · b6 black pawn · c6 black pawn · e6 black knight · e5 black pawn · h5 black pawn · b4 black bishop · c4 white pawn · e4 white knight · d3 white pawn · e3 white bishop · f3 black rook · g3 white pawn · h3 black queen · c2 white pawn · f2 white pawn · h2 white pawn · a1 white rook · d1 white queen · f1 white rook · h1 white king | f8 black rook · g8 black king · c7 black pawn · g7 black pawn · b6 black pawn · c6 black pawn · e6 black knight · e5 black pawn · h5 black pawn · b4 black bishop · c4 white pawn · e4 white knight · d3 white pawn · e3 white bishop · f3 black rook · g3 white pawn · h3 black queen · c2 white pawn · f2 white pawn · h2 white pawn · a1 white rook · d1 white queen · f1 white rook · h1 white king | f8 black rook · g8 black king · c7 black pawn · g7 black pawn · b6 black pawn · c6 black pawn · e6 black knight · e5 black pawn · h5 black pawn · b4 black bishop · c4 white pawn · e4 white knight · d3 white pawn · e3 white bishop · f3 black rook · g3 white pawn · h3 black queen · c2 white pawn · f2 white pawn · h2 white pawn · a1 white rook · d1 white queen · f1 white rook · h1 white king | f8 black rook · g8 black king · c7 black pawn · g7 black pawn · b6 black pawn · c6 black pawn · e6 black knight · e5 black pawn · h5 black pawn · b4 black bishop · c4 white pawn · e4 white knight · d3 white pawn · e3 white bishop · f3 black rook · g3 white pawn · h3 black queen · c2 white pawn · f2 white pawn · h2 white pawn · a1 white rook · d1 white queen · f1 white rook · h1 white king | 3 |
| 2 | f8 black rook · g8 black king · c7 black pawn · g7 black pawn · b6 black pawn · c6 black pawn · e6 black knight · e5 black pawn · h5 black pawn · b4 black bishop · c4 white pawn · e4 white knight · d3 white pawn · e3 white bishop · f3 black rook · g3 white pawn · h3 black queen · c2 white pawn · f2 white pawn · h2 white pawn · a1 white rook · d1 white queen · f1 white rook · h1 white king | f8 black rook · g8 black king · c7 black pawn · g7 black pawn · b6 black pawn · c6 black pawn · e6 black knight · e5 black pawn · h5 black pawn · b4 black bishop · c4 white pawn · e4 white knight · d3 white pawn · e3 white bishop · f3 black rook · g3 white pawn · h3 black queen · c2 white pawn · f2 white pawn · h2 white pawn · a1 white rook · d1 white queen · f1 white rook · h1 white king | f8 black rook · g8 black king · c7 black pawn · g7 black pawn · b6 black pawn · c6 black pawn · e6 black knight · e5 black pawn · h5 black pawn · b4 black bishop · c4 white pawn · e4 white knight · d3 white pawn · e3 white bishop · f3 black rook · g3 white pawn · h3 black queen · c2 white pawn · f2 white pawn · h2 white pawn · a1 white rook · d1 white queen · f1 white rook · h1 white king | f8 black rook · g8 black king · c7 black pawn · g7 black pawn · b6 black pawn · c6 black pawn · e6 black knight · e5 black pawn · h5 black pawn · b4 black bishop · c4 white pawn · e4 white knight · d3 white pawn · e3 white bishop · f3 black rook · g3 white pawn · h3 black queen · c2 white pawn · f2 white pawn · h2 white pawn · a1 white rook · d1 white queen · f1 white rook · h1 white king | f8 black rook · g8 black king · c7 black pawn · g7 black pawn · b6 black pawn · c6 black pawn · e6 black knight · e5 black pawn · h5 black pawn · b4 black bishop · c4 white pawn · e4 white knight · d3 white pawn · e3 white bishop · f3 black rook · g3 white pawn · h3 black queen · c2 white pawn · f2 white pawn · h2 white pawn · a1 white rook · d1 white queen · f1 white rook · h1 white king | f8 black rook · g8 black king · c7 black pawn · g7 black pawn · b6 black pawn · c6 black pawn · e6 black knight · e5 black pawn · h5 black pawn · b4 black bishop · c4 white pawn · e4 white knight · d3 white pawn · e3 white bishop · f3 black rook · g3 white pawn · h3 black queen · c2 white pawn · f2 white pawn · h2 white pawn · a1 white rook · d1 white queen · f1 white rook · h1 white king | f8 black rook · g8 black king · c7 black pawn · g7 black pawn · b6 black pawn · c6 black pawn · e6 black knight · e5 black pawn · h5 black pawn · b4 black bishop · c4 white pawn · e4 white knight · d3 white pawn · e3 white bishop · f3 black rook · g3 white pawn · h3 black queen · c2 white pawn · f2 white pawn · h2 white pawn · a1 white rook · d1 white queen · f1 white rook · h1 white king | f8 black rook · g8 black king · c7 black pawn · g7 black pawn · b6 black pawn · c6 black pawn · e6 black knight · e5 black pawn · h5 black pawn · b4 black bishop · c4 white pawn · e4 white knight · d3 white pawn · e3 white bishop · f3 black rook · g3 white pawn · h3 black queen · c2 white pawn · f2 white pawn · h2 white pawn · a1 white rook · d1 white queen · f1 white rook · h1 white king | 2 |
| 1 | f8 black rook · g8 black king · c7 black pawn · g7 black pawn · b6 black pawn · c6 black pawn · e6 black knight · e5 black pawn · h5 black pawn · b4 black bishop · c4 white pawn · e4 white knight · d3 white pawn · e3 white bishop · f3 black rook · g3 white pawn · h3 black queen · c2 white pawn · f2 white pawn · h2 white pawn · a1 white rook · d1 white queen · f1 white rook · h1 white king | f8 black rook · g8 black king · c7 black pawn · g7 black pawn · b6 black pawn · c6 black pawn · e6 black knight · e5 black pawn · h5 black pawn · b4 black bishop · c4 white pawn · e4 white knight · d3 white pawn · e3 white bishop · f3 black rook · g3 white pawn · h3 black queen · c2 white pawn · f2 white pawn · h2 white pawn · a1 white rook · d1 white queen · f1 white rook · h1 white king | f8 black rook · g8 black king · c7 black pawn · g7 black pawn · b6 black pawn · c6 black pawn · e6 black knight · e5 black pawn · h5 black pawn · b4 black bishop · c4 white pawn · e4 white knight · d3 white pawn · e3 white bishop · f3 black rook · g3 white pawn · h3 black queen · c2 white pawn · f2 white pawn · h2 white pawn · a1 white rook · d1 white queen · f1 white rook · h1 white king | f8 black rook · g8 black king · c7 black pawn · g7 black pawn · b6 black pawn · c6 black pawn · e6 black knight · e5 black pawn · h5 black pawn · b4 black bishop · c4 white pawn · e4 white knight · d3 white pawn · e3 white bishop · f3 black rook · g3 white pawn · h3 black queen · c2 white pawn · f2 white pawn · h2 white pawn · a1 white rook · d1 white queen · f1 white rook · h1 white king | f8 black rook · g8 black king · c7 black pawn · g7 black pawn · b6 black pawn · c6 black pawn · e6 black knight · e5 black pawn · h5 black pawn · b4 black bishop · c4 white pawn · e4 white knight · d3 white pawn · e3 white bishop · f3 black rook · g3 white pawn · h3 black queen · c2 white pawn · f2 white pawn · h2 white pawn · a1 white rook · d1 white queen · f1 white rook · h1 white king | f8 black rook · g8 black king · c7 black pawn · g7 black pawn · b6 black pawn · c6 black pawn · e6 black knight · e5 black pawn · h5 black pawn · b4 black bishop · c4 white pawn · e4 white knight · d3 white pawn · e3 white bishop · f3 black rook · g3 white pawn · h3 black queen · c2 white pawn · f2 white pawn · h2 white pawn · a1 white rook · d1 white queen · f1 white rook · h1 white king | f8 black rook · g8 black king · c7 black pawn · g7 black pawn · b6 black pawn · c6 black pawn · e6 black knight · e5 black pawn · h5 black pawn · b4 black bishop · c4 white pawn · e4 white knight · d3 white pawn · e3 white bishop · f3 black rook · g3 white pawn · h3 black queen · c2 white pawn · f2 white pawn · h2 white pawn · a1 white rook · d1 white queen · f1 white rook · h1 white king | f8 black rook · g8 black king · c7 black pawn · g7 black pawn · b6 black pawn · c6 black pawn · e6 black knight · e5 black pawn · h5 black pawn · b4 black bishop · c4 white pawn · e4 white knight · d3 white pawn · e3 white bishop · f3 black rook · g3 white pawn · h3 black queen · c2 white pawn · f2 white pawn · h2 white pawn · a1 white rook · d1 white queen · f1 white rook · h1 white king | 1 |
|   | a | b | c | d | e | f | g | h |   |

Игра између два највећа свјетска играча 2012. Гренд слем мастер финала у Сао Паулу и Билбау (ова игра је играна у Сао Паулу) имао је двоструки превид. Магнус Карлсен, као бијели, играо је тактички превид 27. Лф4??, и скоро одмах видио да губи на 27. Т8:ф4!, у ствари освајајући фигуру пошто узимање топа даје црном присилан мат: 28. г:Ф4 С:ф4 (пријети Дг2#) 29. Тг1 Д:х2+ 30. K:х2 Тх3#.
Карлсен је чекао да Левон Арониан одигра потез, а Арониан је на крају одиграо и иначе солидан 27. Лц3??, пуштајући бијелога да се врати у игру. Арониан је видио 27. Т8:ф4, али је играо брзо како би избјегао временске невоље, мислио је да би бијели могао узвратити ударац са 28. г:ф4 С:ф4 29. Та8+ будући да су оба 29. Кф7 и 29. Кх7 изгубили на скакачеву виљушку 30. Сг5 +. Међутим, промашио је то повлачење 29. Лф8! завршава бијелов кратки контранапад и оставља бијелога без пораза пред матном пријетњом.

### Магнус Карлсен vs. Вишванантан Ананд
|   | a | b | c | d | e | f | g | h |   |
| 8 | g8 black rook · h8 black rook · b7 black king · f7 black pawn · b6 black pawn · c6 black bishop · e6 black pawn · g6 black knight · h6 black pawn · a5 black pawn · c5 black pawn · e5 white pawn · h5 white rook · c4 white pawn · g4 white rook · c3 white pawn · e3 white bishop · a2 white pawn · c2 white bishop · f2 white pawn · g2 white pawn · c1 white king | g8 black rook · h8 black rook · b7 black king · f7 black pawn · b6 black pawn · c6 black bishop · e6 black pawn · g6 black knight · h6 black pawn · a5 black pawn · c5 black pawn · e5 white pawn · h5 white rook · c4 white pawn · g4 white rook · c3 white pawn · e3 white bishop · a2 white pawn · c2 white bishop · f2 white pawn · g2 white pawn · c1 white king | g8 black rook · h8 black rook · b7 black king · f7 black pawn · b6 black pawn · c6 black bishop · e6 black pawn · g6 black knight · h6 black pawn · a5 black pawn · c5 black pawn · e5 white pawn · h5 white rook · c4 white pawn · g4 white rook · c3 white pawn · e3 white bishop · a2 white pawn · c2 white bishop · f2 white pawn · g2 white pawn · c1 white king | g8 black rook · h8 black rook · b7 black king · f7 black pawn · b6 black pawn · c6 black bishop · e6 black pawn · g6 black knight · h6 black pawn · a5 black pawn · c5 black pawn · e5 white pawn · h5 white rook · c4 white pawn · g4 white rook · c3 white pawn · e3 white bishop · a2 white pawn · c2 white bishop · f2 white pawn · g2 white pawn · c1 white king | g8 black rook · h8 black rook · b7 black king · f7 black pawn · b6 black pawn · c6 black bishop · e6 black pawn · g6 black knight · h6 black pawn · a5 black pawn · c5 black pawn · e5 white pawn · h5 white rook · c4 white pawn · g4 white rook · c3 white pawn · e3 white bishop · a2 white pawn · c2 white bishop · f2 white pawn · g2 white pawn · c1 white king | g8 black rook · h8 black rook · b7 black king · f7 black pawn · b6 black pawn · c6 black bishop · e6 black pawn · g6 black knight · h6 black pawn · a5 black pawn · c5 black pawn · e5 white pawn · h5 white rook · c4 white pawn · g4 white rook · c3 white pawn · e3 white bishop · a2 white pawn · c2 white bishop · f2 white pawn · g2 white pawn · c1 white king | g8 black rook · h8 black rook · b7 black king · f7 black pawn · b6 black pawn · c6 black bishop · e6 black pawn · g6 black knight · h6 black pawn · a5 black pawn · c5 black pawn · e5 white pawn · h5 white rook · c4 white pawn · g4 white rook · c3 white pawn · e3 white bishop · a2 white pawn · c2 white bishop · f2 white pawn · g2 white pawn · c1 white king | g8 black rook · h8 black rook · b7 black king · f7 black pawn · b6 black pawn · c6 black bishop · e6 black pawn · g6 black knight · h6 black pawn · a5 black pawn · c5 black pawn · e5 white pawn · h5 white rook · c4 white pawn · g4 white rook · c3 white pawn · e3 white bishop · a2 white pawn · c2 white bishop · f2 white pawn · g2 white pawn · c1 white king | 8 |
| 7 | g8 black rook · h8 black rook · b7 black king · f7 black pawn · b6 black pawn · c6 black bishop · e6 black pawn · g6 black knight · h6 black pawn · a5 black pawn · c5 black pawn · e5 white pawn · h5 white rook · c4 white pawn · g4 white rook · c3 white pawn · e3 white bishop · a2 white pawn · c2 white bishop · f2 white pawn · g2 white pawn · c1 white king | g8 black rook · h8 black rook · b7 black king · f7 black pawn · b6 black pawn · c6 black bishop · e6 black pawn · g6 black knight · h6 black pawn · a5 black pawn · c5 black pawn · e5 white pawn · h5 white rook · c4 white pawn · g4 white rook · c3 white pawn · e3 white bishop · a2 white pawn · c2 white bishop · f2 white pawn · g2 white pawn · c1 white king | g8 black rook · h8 black rook · b7 black king · f7 black pawn · b6 black pawn · c6 black bishop · e6 black pawn · g6 black knight · h6 black pawn · a5 black pawn · c5 black pawn · e5 white pawn · h5 white rook · c4 white pawn · g4 white rook · c3 white pawn · e3 white bishop · a2 white pawn · c2 white bishop · f2 white pawn · g2 white pawn · c1 white king | g8 black rook · h8 black rook · b7 black king · f7 black pawn · b6 black pawn · c6 black bishop · e6 black pawn · g6 black knight · h6 black pawn · a5 black pawn · c5 black pawn · e5 white pawn · h5 white rook · c4 white pawn · g4 white rook · c3 white pawn · e3 white bishop · a2 white pawn · c2 white bishop · f2 white pawn · g2 white pawn · c1 white king | g8 black rook · h8 black rook · b7 black king · f7 black pawn · b6 black pawn · c6 black bishop · e6 black pawn · g6 black knight · h6 black pawn · a5 black pawn · c5 black pawn · e5 white pawn · h5 white rook · c4 white pawn · g4 white rook · c3 white pawn · e3 white bishop · a2 white pawn · c2 white bishop · f2 white pawn · g2 white pawn · c1 white king | g8 black rook · h8 black rook · b7 black king · f7 black pawn · b6 black pawn · c6 black bishop · e6 black pawn · g6 black knight · h6 black pawn · a5 black pawn · c5 black pawn · e5 white pawn · h5 white rook · c4 white pawn · g4 white rook · c3 white pawn · e3 white bishop · a2 white pawn · c2 white bishop · f2 white pawn · g2 white pawn · c1 white king | g8 black rook · h8 black rook · b7 black king · f7 black pawn · b6 black pawn · c6 black bishop · e6 black pawn · g6 black knight · h6 black pawn · a5 black pawn · c5 black pawn · e5 white pawn · h5 white rook · c4 white pawn · g4 white rook · c3 white pawn · e3 white bishop · a2 white pawn · c2 white bishop · f2 white pawn · g2 white pawn · c1 white king | g8 black rook · h8 black rook · b7 black king · f7 black pawn · b6 black pawn · c6 black bishop · e6 black pawn · g6 black knight · h6 black pawn · a5 black pawn · c5 black pawn · e5 white pawn · h5 white rook · c4 white pawn · g4 white rook · c3 white pawn · e3 white bishop · a2 white pawn · c2 white bishop · f2 white pawn · g2 white pawn · c1 white king | 7 |
| 6 | g8 black rook · h8 black rook · b7 black king · f7 black pawn · b6 black pawn · c6 black bishop · e6 black pawn · g6 black knight · h6 black pawn · a5 black pawn · c5 black pawn · e5 white pawn · h5 white rook · c4 white pawn · g4 white rook · c3 white pawn · e3 white bishop · a2 white pawn · c2 white bishop · f2 white pawn · g2 white pawn · c1 white king | g8 black rook · h8 black rook · b7 black king · f7 black pawn · b6 black pawn · c6 black bishop · e6 black pawn · g6 black knight · h6 black pawn · a5 black pawn · c5 black pawn · e5 white pawn · h5 white rook · c4 white pawn · g4 white rook · c3 white pawn · e3 white bishop · a2 white pawn · c2 white bishop · f2 white pawn · g2 white pawn · c1 white king | g8 black rook · h8 black rook · b7 black king · f7 black pawn · b6 black pawn · c6 black bishop · e6 black pawn · g6 black knight · h6 black pawn · a5 black pawn · c5 black pawn · e5 white pawn · h5 white rook · c4 white pawn · g4 white rook · c3 white pawn · e3 white bishop · a2 white pawn · c2 white bishop · f2 white pawn · g2 white pawn · c1 white king | g8 black rook · h8 black rook · b7 black king · f7 black pawn · b6 black pawn · c6 black bishop · e6 black pawn · g6 black knight · h6 black pawn · a5 black pawn · c5 black pawn · e5 white pawn · h5 white rook · c4 white pawn · g4 white rook · c3 white pawn · e3 white bishop · a2 white pawn · c2 white bishop · f2 white pawn · g2 white pawn · c1 white king | g8 black rook · h8 black rook · b7 black king · f7 black pawn · b6 black pawn · c6 black bishop · e6 black pawn · g6 black knight · h6 black pawn · a5 black pawn · c5 black pawn · e5 white pawn · h5 white rook · c4 white pawn · g4 white rook · c3 white pawn · e3 white bishop · a2 white pawn · c2 white bishop · f2 white pawn · g2 white pawn · c1 white king | g8 black rook · h8 black rook · b7 black king · f7 black pawn · b6 black pawn · c6 black bishop · e6 black pawn · g6 black knight · h6 black pawn · a5 black pawn · c5 black pawn · e5 white pawn · h5 white rook · c4 white pawn · g4 white rook · c3 white pawn · e3 white bishop · a2 white pawn · c2 white bishop · f2 white pawn · g2 white pawn · c1 white king | g8 black rook · h8 black rook · b7 black king · f7 black pawn · b6 black pawn · c6 black bishop · e6 black pawn · g6 black knight · h6 black pawn · a5 black pawn · c5 black pawn · e5 white pawn · h5 white rook · c4 white pawn · g4 white rook · c3 white pawn · e3 white bishop · a2 white pawn · c2 white bishop · f2 white pawn · g2 white pawn · c1 white king | g8 black rook · h8 black rook · b7 black king · f7 black pawn · b6 black pawn · c6 black bishop · e6 black pawn · g6 black knight · h6 black pawn · a5 black pawn · c5 black pawn · e5 white pawn · h5 white rook · c4 white pawn · g4 white rook · c3 white pawn · e3 white bishop · a2 white pawn · c2 white bishop · f2 white pawn · g2 white pawn · c1 white king | 6 |
| 5 | g8 black rook · h8 black rook · b7 black king · f7 black pawn · b6 black pawn · c6 black bishop · e6 black pawn · g6 black knight · h6 black pawn · a5 black pawn · c5 black pawn · e5 white pawn · h5 white rook · c4 white pawn · g4 white rook · c3 white pawn · e3 white bishop · a2 white pawn · c2 white bishop · f2 white pawn · g2 white pawn · c1 white king | g8 black rook · h8 black rook · b7 black king · f7 black pawn · b6 black pawn · c6 black bishop · e6 black pawn · g6 black knight · h6 black pawn · a5 black pawn · c5 black pawn · e5 white pawn · h5 white rook · c4 white pawn · g4 white rook · c3 white pawn · e3 white bishop · a2 white pawn · c2 white bishop · f2 white pawn · g2 white pawn · c1 white king | g8 black rook · h8 black rook · b7 black king · f7 black pawn · b6 black pawn · c6 black bishop · e6 black pawn · g6 black knight · h6 black pawn · a5 black pawn · c5 black pawn · e5 white pawn · h5 white rook · c4 white pawn · g4 white rook · c3 white pawn · e3 white bishop · a2 white pawn · c2 white bishop · f2 white pawn · g2 white pawn · c1 white king | g8 black rook · h8 black rook · b7 black king · f7 black pawn · b6 black pawn · c6 black bishop · e6 black pawn · g6 black knight · h6 black pawn · a5 black pawn · c5 black pawn · e5 white pawn · h5 white rook · c4 white pawn · g4 white rook · c3 white pawn · e3 white bishop · a2 white pawn · c2 white bishop · f2 white pawn · g2 white pawn · c1 white king | g8 black rook · h8 black rook · b7 black king · f7 black pawn · b6 black pawn · c6 black bishop · e6 black pawn · g6 black knight · h6 black pawn · a5 black pawn · c5 black pawn · e5 white pawn · h5 white rook · c4 white pawn · g4 white rook · c3 white pawn · e3 white bishop · a2 white pawn · c2 white bishop · f2 white pawn · g2 white pawn · c1 white king | g8 black rook · h8 black rook · b7 black king · f7 black pawn · b6 black pawn · c6 black bishop · e6 black pawn · g6 black knight · h6 black pawn · a5 black pawn · c5 black pawn · e5 white pawn · h5 white rook · c4 white pawn · g4 white rook · c3 white pawn · e3 white bishop · a2 white pawn · c2 white bishop · f2 white pawn · g2 white pawn · c1 white king | g8 black rook · h8 black rook · b7 black king · f7 black pawn · b6 black pawn · c6 black bishop · e6 black pawn · g6 black knight · h6 black pawn · a5 black pawn · c5 black pawn · e5 white pawn · h5 white rook · c4 white pawn · g4 white rook · c3 white pawn · e3 white bishop · a2 white pawn · c2 white bishop · f2 white pawn · g2 white pawn · c1 white king | g8 black rook · h8 black rook · b7 black king · f7 black pawn · b6 black pawn · c6 black bishop · e6 black pawn · g6 black knight · h6 black pawn · a5 black pawn · c5 black pawn · e5 white pawn · h5 white rook · c4 white pawn · g4 white rook · c3 white pawn · e3 white bishop · a2 white pawn · c2 white bishop · f2 white pawn · g2 white pawn · c1 white king | 5 |
| 4 | g8 black rook · h8 black rook · b7 black king · f7 black pawn · b6 black pawn · c6 black bishop · e6 black pawn · g6 black knight · h6 black pawn · a5 black pawn · c5 black pawn · e5 white pawn · h5 white rook · c4 white pawn · g4 white rook · c3 white pawn · e3 white bishop · a2 white pawn · c2 white bishop · f2 white pawn · g2 white pawn · c1 white king | g8 black rook · h8 black rook · b7 black king · f7 black pawn · b6 black pawn · c6 black bishop · e6 black pawn · g6 black knight · h6 black pawn · a5 black pawn · c5 black pawn · e5 white pawn · h5 white rook · c4 white pawn · g4 white rook · c3 white pawn · e3 white bishop · a2 white pawn · c2 white bishop · f2 white pawn · g2 white pawn · c1 white king | g8 black rook · h8 black rook · b7 black king · f7 black pawn · b6 black pawn · c6 black bishop · e6 black pawn · g6 black knight · h6 black pawn · a5 black pawn · c5 black pawn · e5 white pawn · h5 white rook · c4 white pawn · g4 white rook · c3 white pawn · e3 white bishop · a2 white pawn · c2 white bishop · f2 white pawn · g2 white pawn · c1 white king | g8 black rook · h8 black rook · b7 black king · f7 black pawn · b6 black pawn · c6 black bishop · e6 black pawn · g6 black knight · h6 black pawn · a5 black pawn · c5 black pawn · e5 white pawn · h5 white rook · c4 white pawn · g4 white rook · c3 white pawn · e3 white bishop · a2 white pawn · c2 white bishop · f2 white pawn · g2 white pawn · c1 white king | g8 black rook · h8 black rook · b7 black king · f7 black pawn · b6 black pawn · c6 black bishop · e6 black pawn · g6 black knight · h6 black pawn · a5 black pawn · c5 black pawn · e5 white pawn · h5 white rook · c4 white pawn · g4 white rook · c3 white pawn · e3 white bishop · a2 white pawn · c2 white bishop · f2 white pawn · g2 white pawn · c1 white king | g8 black rook · h8 black rook · b7 black king · f7 black pawn · b6 black pawn · c6 black bishop · e6 black pawn · g6 black knight · h6 black pawn · a5 black pawn · c5 black pawn · e5 white pawn · h5 white rook · c4 white pawn · g4 white rook · c3 white pawn · e3 white bishop · a2 white pawn · c2 white bishop · f2 white pawn · g2 white pawn · c1 white king | g8 black rook · h8 black rook · b7 black king · f7 black pawn · b6 black pawn · c6 black bishop · e6 black pawn · g6 black knight · h6 black pawn · a5 black pawn · c5 black pawn · e5 white pawn · h5 white rook · c4 white pawn · g4 white rook · c3 white pawn · e3 white bishop · a2 white pawn · c2 white bishop · f2 white pawn · g2 white pawn · c1 white king | g8 black rook · h8 black rook · b7 black king · f7 black pawn · b6 black pawn · c6 black bishop · e6 black pawn · g6 black knight · h6 black pawn · a5 black pawn · c5 black pawn · e5 white pawn · h5 white rook · c4 white pawn · g4 white rook · c3 white pawn · e3 white bishop · a2 white pawn · c2 white bishop · f2 white pawn · g2 white pawn · c1 white king | 4 |
| 3 | g8 black rook · h8 black rook · b7 black king · f7 black pawn · b6 black pawn · c6 black bishop · e6 black pawn · g6 black knight · h6 black pawn · a5 black pawn · c5 black pawn · e5 white pawn · h5 white rook · c4 white pawn · g4 white rook · c3 white pawn · e3 white bishop · a2 white pawn · c2 white bishop · f2 white pawn · g2 white pawn · c1 white king | g8 black rook · h8 black rook · b7 black king · f7 black pawn · b6 black pawn · c6 black bishop · e6 black pawn · g6 black knight · h6 black pawn · a5 black pawn · c5 black pawn · e5 white pawn · h5 white rook · c4 white pawn · g4 white rook · c3 white pawn · e3 white bishop · a2 white pawn · c2 white bishop · f2 white pawn · g2 white pawn · c1 white king | g8 black rook · h8 black rook · b7 black king · f7 black pawn · b6 black pawn · c6 black bishop · e6 black pawn · g6 black knight · h6 black pawn · a5 black pawn · c5 black pawn · e5 white pawn · h5 white rook · c4 white pawn · g4 white rook · c3 white pawn · e3 white bishop · a2 white pawn · c2 white bishop · f2 white pawn · g2 white pawn · c1 white king | g8 black rook · h8 black rook · b7 black king · f7 black pawn · b6 black pawn · c6 black bishop · e6 black pawn · g6 black knight · h6 black pawn · a5 black pawn · c5 black pawn · e5 white pawn · h5 white rook · c4 white pawn · g4 white rook · c3 white pawn · e3 white bishop · a2 white pawn · c2 white bishop · f2 white pawn · g2 white pawn · c1 white king | g8 black rook · h8 black rook · b7 black king · f7 black pawn · b6 black pawn · c6 black bishop · e6 black pawn · g6 black knight · h6 black pawn · a5 black pawn · c5 black pawn · e5 white pawn · h5 white rook · c4 white pawn · g4 white rook · c3 white pawn · e3 white bishop · a2 white pawn · c2 white bishop · f2 white pawn · g2 white pawn · c1 white king | g8 black rook · h8 black rook · b7 black king · f7 black pawn · b6 black pawn · c6 black bishop · e6 black pawn · g6 black knight · h6 black pawn · a5 black pawn · c5 black pawn · e5 white pawn · h5 white rook · c4 white pawn · g4 white rook · c3 white pawn · e3 white bishop · a2 white pawn · c2 white bishop · f2 white pawn · g2 white pawn · c1 white king | g8 black rook · h8 black rook · b7 black king · f7 black pawn · b6 black pawn · c6 black bishop · e6 black pawn · g6 black knight · h6 black pawn · a5 black pawn · c5 black pawn · e5 white pawn · h5 white rook · c4 white pawn · g4 white rook · c3 white pawn · e3 white bishop · a2 white pawn · c2 white bishop · f2 white pawn · g2 white pawn · c1 white king | g8 black rook · h8 black rook · b7 black king · f7 black pawn · b6 black pawn · c6 black bishop · e6 black pawn · g6 black knight · h6 black pawn · a5 black pawn · c5 black pawn · e5 white pawn · h5 white rook · c4 white pawn · g4 white rook · c3 white pawn · e3 white bishop · a2 white pawn · c2 white bishop · f2 white pawn · g2 white pawn · c1 white king | 3 |
| 2 | g8 black rook · h8 black rook · b7 black king · f7 black pawn · b6 black pawn · c6 black bishop · e6 black pawn · g6 black knight · h6 black pawn · a5 black pawn · c5 black pawn · e5 white pawn · h5 white rook · c4 white pawn · g4 white rook · c3 white pawn · e3 white bishop · a2 white pawn · c2 white bishop · f2 white pawn · g2 white pawn · c1 white king | g8 black rook · h8 black rook · b7 black king · f7 black pawn · b6 black pawn · c6 black bishop · e6 black pawn · g6 black knight · h6 black pawn · a5 black pawn · c5 black pawn · e5 white pawn · h5 white rook · c4 white pawn · g4 white rook · c3 white pawn · e3 white bishop · a2 white pawn · c2 white bishop · f2 white pawn · g2 white pawn · c1 white king | g8 black rook · h8 black rook · b7 black king · f7 black pawn · b6 black pawn · c6 black bishop · e6 black pawn · g6 black knight · h6 black pawn · a5 black pawn · c5 black pawn · e5 white pawn · h5 white rook · c4 white pawn · g4 white rook · c3 white pawn · e3 white bishop · a2 white pawn · c2 white bishop · f2 white pawn · g2 white pawn · c1 white king | g8 black rook · h8 black rook · b7 black king · f7 black pawn · b6 black pawn · c6 black bishop · e6 black pawn · g6 black knight · h6 black pawn · a5 black pawn · c5 black pawn · e5 white pawn · h5 white rook · c4 white pawn · g4 white rook · c3 white pawn · e3 white bishop · a2 white pawn · c2 white bishop · f2 white pawn · g2 white pawn · c1 white king | g8 black rook · h8 black rook · b7 black king · f7 black pawn · b6 black pawn · c6 black bishop · e6 black pawn · g6 black knight · h6 black pawn · a5 black pawn · c5 black pawn · e5 white pawn · h5 white rook · c4 white pawn · g4 white rook · c3 white pawn · e3 white bishop · a2 white pawn · c2 white bishop · f2 white pawn · g2 white pawn · c1 white king | g8 black rook · h8 black rook · b7 black king · f7 black pawn · b6 black pawn · c6 black bishop · e6 black pawn · g6 black knight · h6 black pawn · a5 black pawn · c5 black pawn · e5 white pawn · h5 white rook · c4 white pawn · g4 white rook · c3 white pawn · e3 white bishop · a2 white pawn · c2 white bishop · f2 white pawn · g2 white pawn · c1 white king | g8 black rook · h8 black rook · b7 black king · f7 black pawn · b6 black pawn · c6 black bishop · e6 black pawn · g6 black knight · h6 black pawn · a5 black pawn · c5 black pawn · e5 white pawn · h5 white rook · c4 white pawn · g4 white rook · c3 white pawn · e3 white bishop · a2 white pawn · c2 white bishop · f2 white pawn · g2 white pawn · c1 white king | g8 black rook · h8 black rook · b7 black king · f7 black pawn · b6 black pawn · c6 black bishop · e6 black pawn · g6 black knight · h6 black pawn · a5 black pawn · c5 black pawn · e5 white pawn · h5 white rook · c4 white pawn · g4 white rook · c3 white pawn · e3 white bishop · a2 white pawn · c2 white bishop · f2 white pawn · g2 white pawn · c1 white king | 2 |
| 1 | g8 black rook · h8 black rook · b7 black king · f7 black pawn · b6 black pawn · c6 black bishop · e6 black pawn · g6 black knight · h6 black pawn · a5 black pawn · c5 black pawn · e5 white pawn · h5 white rook · c4 white pawn · g4 white rook · c3 white pawn · e3 white bishop · a2 white pawn · c2 white bishop · f2 white pawn · g2 white pawn · c1 white king | g8 black rook · h8 black rook · b7 black king · f7 black pawn · b6 black pawn · c6 black bishop · e6 black pawn · g6 black knight · h6 black pawn · a5 black pawn · c5 black pawn · e5 white pawn · h5 white rook · c4 white pawn · g4 white rook · c3 white pawn · e3 white bishop · a2 white pawn · c2 white bishop · f2 white pawn · g2 white pawn · c1 white king | g8 black rook · h8 black rook · b7 black king · f7 black pawn · b6 black pawn · c6 black bishop · e6 black pawn · g6 black knight · h6 black pawn · a5 black pawn · c5 black pawn · e5 white pawn · h5 white rook · c4 white pawn · g4 white rook · c3 white pawn · e3 white bishop · a2 white pawn · c2 white bishop · f2 white pawn · g2 white pawn · c1 white king | g8 black rook · h8 black rook · b7 black king · f7 black pawn · b6 black pawn · c6 black bishop · e6 black pawn · g6 black knight · h6 black pawn · a5 black pawn · c5 black pawn · e5 white pawn · h5 white rook · c4 white pawn · g4 white rook · c3 white pawn · e3 white bishop · a2 white pawn · c2 white bishop · f2 white pawn · g2 white pawn · c1 white king | g8 black rook · h8 black rook · b7 black king · f7 black pawn · b6 black pawn · c6 black bishop · e6 black pawn · g6 black knight · h6 black pawn · a5 black pawn · c5 black pawn · e5 white pawn · h5 white rook · c4 white pawn · g4 white rook · c3 white pawn · e3 white bishop · a2 white pawn · c2 white bishop · f2 white pawn · g2 white pawn · c1 white king | g8 black rook · h8 black rook · b7 black king · f7 black pawn · b6 black pawn · c6 black bishop · e6 black pawn · g6 black knight · h6 black pawn · a5 black pawn · c5 black pawn · e5 white pawn · h5 white rook · c4 white pawn · g4 white rook · c3 white pawn · e3 white bishop · a2 white pawn · c2 white bishop · f2 white pawn · g2 white pawn · c1 white king | g8 black rook · h8 black rook · b7 black king · f7 black pawn · b6 black pawn · c6 black bishop · e6 black pawn · g6 black knight · h6 black pawn · a5 black pawn · c5 black pawn · e5 white pawn · h5 white rook · c4 white pawn · g4 white rook · c3 white pawn · e3 white bishop · a2 white pawn · c2 white bishop · f2 white pawn · g2 white pawn · c1 white king | g8 black rook · h8 black rook · b7 black king · f7 black pawn · b6 black pawn · c6 black bishop · e6 black pawn · g6 black knight · h6 black pawn · a5 black pawn · c5 black pawn · e5 white pawn · h5 white rook · c4 white pawn · g4 white rook · c3 white pawn · e3 white bishop · a2 white pawn · c2 white bishop · f2 white pawn · g2 white pawn · c1 white king | 1 |
|   | a | b | c | d | e | f | g | h |   |

Шеста игра Свјетског шаховског првентства 2014. у Сочију између Магнуса Карлсена и Вишванатана Ананда такође је имала двоструки превид. Карлсен је прихватио добијање простора Мароцијевим везањем против Канове варијанте Сицилијанске одбране, и прихватио сет изолованих дуплих пјешака у замјену за активну игру. Након ране размјене даме, убрзо је развио командни положај и показало се да има одличне шансе за побједу. На његовом 26. потезу Карлсен је играо 26. Kд2??, одмах након што је одиграо потез схватио да је 26. С:е5!(са откривеним нападом на г4 топа) 27. Т:г8 С:ц4+ (цвишенцуг) 28. Kд3 Сб2+ 29. Ke2 Т:г8 доводи до тога да црни покупи 2 додатна пјешака и стекне одличне шансе за побједу. Ананд, не очекујући превид, одговорио је са 26. a4?? за мање од једног минута. И он је такође пропустио тактику одмах након што је кренуо. Карлсен није направио више грешака и претворио је своју предност у побједу.

## Предаја у побједничким позицијама
Некада играчи, укључујући јаке велемајсторе, предају у позицији гдје могу побиједити, а не изгубити. Шаховски историчар Тим Крабе зове ову врсту грешке "ултиматини превид".

### Игнац фон Попил vs. Георг Марцо
|   | a | b | c | d | e | f | g | h |   |
| 8 | h8 black king · b7 black bishop · d7 black rook · g7 black pawn · a6 black pawn · h6 black pawn · b5 black pawn · e5 black queen · f5 white knight · d4 black bishop · e4 white pawn · d3 white queen · a2 white pawn · g2 white pawn · h2 white pawn · b1 white bishop · d1 white rook · h1 white king | h8 black king · b7 black bishop · d7 black rook · g7 black pawn · a6 black pawn · h6 black pawn · b5 black pawn · e5 black queen · f5 white knight · d4 black bishop · e4 white pawn · d3 white queen · a2 white pawn · g2 white pawn · h2 white pawn · b1 white bishop · d1 white rook · h1 white king | h8 black king · b7 black bishop · d7 black rook · g7 black pawn · a6 black pawn · h6 black pawn · b5 black pawn · e5 black queen · f5 white knight · d4 black bishop · e4 white pawn · d3 white queen · a2 white pawn · g2 white pawn · h2 white pawn · b1 white bishop · d1 white rook · h1 white king | h8 black king · b7 black bishop · d7 black rook · g7 black pawn · a6 black pawn · h6 black pawn · b5 black pawn · e5 black queen · f5 white knight · d4 black bishop · e4 white pawn · d3 white queen · a2 white pawn · g2 white pawn · h2 white pawn · b1 white bishop · d1 white rook · h1 white king | h8 black king · b7 black bishop · d7 black rook · g7 black pawn · a6 black pawn · h6 black pawn · b5 black pawn · e5 black queen · f5 white knight · d4 black bishop · e4 white pawn · d3 white queen · a2 white pawn · g2 white pawn · h2 white pawn · b1 white bishop · d1 white rook · h1 white king | h8 black king · b7 black bishop · d7 black rook · g7 black pawn · a6 black pawn · h6 black pawn · b5 black pawn · e5 black queen · f5 white knight · d4 black bishop · e4 white pawn · d3 white queen · a2 white pawn · g2 white pawn · h2 white pawn · b1 white bishop · d1 white rook · h1 white king | h8 black king · b7 black bishop · d7 black rook · g7 black pawn · a6 black pawn · h6 black pawn · b5 black pawn · e5 black queen · f5 white knight · d4 black bishop · e4 white pawn · d3 white queen · a2 white pawn · g2 white pawn · h2 white pawn · b1 white bishop · d1 white rook · h1 white king | h8 black king · b7 black bishop · d7 black rook · g7 black pawn · a6 black pawn · h6 black pawn · b5 black pawn · e5 black queen · f5 white knight · d4 black bishop · e4 white pawn · d3 white queen · a2 white pawn · g2 white pawn · h2 white pawn · b1 white bishop · d1 white rook · h1 white king | 8 |
| 7 | h8 black king · b7 black bishop · d7 black rook · g7 black pawn · a6 black pawn · h6 black pawn · b5 black pawn · e5 black queen · f5 white knight · d4 black bishop · e4 white pawn · d3 white queen · a2 white pawn · g2 white pawn · h2 white pawn · b1 white bishop · d1 white rook · h1 white king | h8 black king · b7 black bishop · d7 black rook · g7 black pawn · a6 black pawn · h6 black pawn · b5 black pawn · e5 black queen · f5 white knight · d4 black bishop · e4 white pawn · d3 white queen · a2 white pawn · g2 white pawn · h2 white pawn · b1 white bishop · d1 white rook · h1 white king | h8 black king · b7 black bishop · d7 black rook · g7 black pawn · a6 black pawn · h6 black pawn · b5 black pawn · e5 black queen · f5 white knight · d4 black bishop · e4 white pawn · d3 white queen · a2 white pawn · g2 white pawn · h2 white pawn · b1 white bishop · d1 white rook · h1 white king | h8 black king · b7 black bishop · d7 black rook · g7 black pawn · a6 black pawn · h6 black pawn · b5 black pawn · e5 black queen · f5 white knight · d4 black bishop · e4 white pawn · d3 white queen · a2 white pawn · g2 white pawn · h2 white pawn · b1 white bishop · d1 white rook · h1 white king | h8 black king · b7 black bishop · d7 black rook · g7 black pawn · a6 black pawn · h6 black pawn · b5 black pawn · e5 black queen · f5 white knight · d4 black bishop · e4 white pawn · d3 white queen · a2 white pawn · g2 white pawn · h2 white pawn · b1 white bishop · d1 white rook · h1 white king | h8 black king · b7 black bishop · d7 black rook · g7 black pawn · a6 black pawn · h6 black pawn · b5 black pawn · e5 black queen · f5 white knight · d4 black bishop · e4 white pawn · d3 white queen · a2 white pawn · g2 white pawn · h2 white pawn · b1 white bishop · d1 white rook · h1 white king | h8 black king · b7 black bishop · d7 black rook · g7 black pawn · a6 black pawn · h6 black pawn · b5 black pawn · e5 black queen · f5 white knight · d4 black bishop · e4 white pawn · d3 white queen · a2 white pawn · g2 white pawn · h2 white pawn · b1 white bishop · d1 white rook · h1 white king | h8 black king · b7 black bishop · d7 black rook · g7 black pawn · a6 black pawn · h6 black pawn · b5 black pawn · e5 black queen · f5 white knight · d4 black bishop · e4 white pawn · d3 white queen · a2 white pawn · g2 white pawn · h2 white pawn · b1 white bishop · d1 white rook · h1 white king | 7 |
| 6 | h8 black king · b7 black bishop · d7 black rook · g7 black pawn · a6 black pawn · h6 black pawn · b5 black pawn · e5 black queen · f5 white knight · d4 black bishop · e4 white pawn · d3 white queen · a2 white pawn · g2 white pawn · h2 white pawn · b1 white bishop · d1 white rook · h1 white king | h8 black king · b7 black bishop · d7 black rook · g7 black pawn · a6 black pawn · h6 black pawn · b5 black pawn · e5 black queen · f5 white knight · d4 black bishop · e4 white pawn · d3 white queen · a2 white pawn · g2 white pawn · h2 white pawn · b1 white bishop · d1 white rook · h1 white king | h8 black king · b7 black bishop · d7 black rook · g7 black pawn · a6 black pawn · h6 black pawn · b5 black pawn · e5 black queen · f5 white knight · d4 black bishop · e4 white pawn · d3 white queen · a2 white pawn · g2 white pawn · h2 white pawn · b1 white bishop · d1 white rook · h1 white king | h8 black king · b7 black bishop · d7 black rook · g7 black pawn · a6 black pawn · h6 black pawn · b5 black pawn · e5 black queen · f5 white knight · d4 black bishop · e4 white pawn · d3 white queen · a2 white pawn · g2 white pawn · h2 white pawn · b1 white bishop · d1 white rook · h1 white king | h8 black king · b7 black bishop · d7 black rook · g7 black pawn · a6 black pawn · h6 black pawn · b5 black pawn · e5 black queen · f5 white knight · d4 black bishop · e4 white pawn · d3 white queen · a2 white pawn · g2 white pawn · h2 white pawn · b1 white bishop · d1 white rook · h1 white king | h8 black king · b7 black bishop · d7 black rook · g7 black pawn · a6 black pawn · h6 black pawn · b5 black pawn · e5 black queen · f5 white knight · d4 black bishop · e4 white pawn · d3 white queen · a2 white pawn · g2 white pawn · h2 white pawn · b1 white bishop · d1 white rook · h1 white king | h8 black king · b7 black bishop · d7 black rook · g7 black pawn · a6 black pawn · h6 black pawn · b5 black pawn · e5 black queen · f5 white knight · d4 black bishop · e4 white pawn · d3 white queen · a2 white pawn · g2 white pawn · h2 white pawn · b1 white bishop · d1 white rook · h1 white king | h8 black king · b7 black bishop · d7 black rook · g7 black pawn · a6 black pawn · h6 black pawn · b5 black pawn · e5 black queen · f5 white knight · d4 black bishop · e4 white pawn · d3 white queen · a2 white pawn · g2 white pawn · h2 white pawn · b1 white bishop · d1 white rook · h1 white king | 6 |
| 5 | h8 black king · b7 black bishop · d7 black rook · g7 black pawn · a6 black pawn · h6 black pawn · b5 black pawn · e5 black queen · f5 white knight · d4 black bishop · e4 white pawn · d3 white queen · a2 white pawn · g2 white pawn · h2 white pawn · b1 white bishop · d1 white rook · h1 white king | h8 black king · b7 black bishop · d7 black rook · g7 black pawn · a6 black pawn · h6 black pawn · b5 black pawn · e5 black queen · f5 white knight · d4 black bishop · e4 white pawn · d3 white queen · a2 white pawn · g2 white pawn · h2 white pawn · b1 white bishop · d1 white rook · h1 white king | h8 black king · b7 black bishop · d7 black rook · g7 black pawn · a6 black pawn · h6 black pawn · b5 black pawn · e5 black queen · f5 white knight · d4 black bishop · e4 white pawn · d3 white queen · a2 white pawn · g2 white pawn · h2 white pawn · b1 white bishop · d1 white rook · h1 white king | h8 black king · b7 black bishop · d7 black rook · g7 black pawn · a6 black pawn · h6 black pawn · b5 black pawn · e5 black queen · f5 white knight · d4 black bishop · e4 white pawn · d3 white queen · a2 white pawn · g2 white pawn · h2 white pawn · b1 white bishop · d1 white rook · h1 white king | h8 black king · b7 black bishop · d7 black rook · g7 black pawn · a6 black pawn · h6 black pawn · b5 black pawn · e5 black queen · f5 white knight · d4 black bishop · e4 white pawn · d3 white queen · a2 white pawn · g2 white pawn · h2 white pawn · b1 white bishop · d1 white rook · h1 white king | h8 black king · b7 black bishop · d7 black rook · g7 black pawn · a6 black pawn · h6 black pawn · b5 black pawn · e5 black queen · f5 white knight · d4 black bishop · e4 white pawn · d3 white queen · a2 white pawn · g2 white pawn · h2 white pawn · b1 white bishop · d1 white rook · h1 white king | h8 black king · b7 black bishop · d7 black rook · g7 black pawn · a6 black pawn · h6 black pawn · b5 black pawn · e5 black queen · f5 white knight · d4 black bishop · e4 white pawn · d3 white queen · a2 white pawn · g2 white pawn · h2 white pawn · b1 white bishop · d1 white rook · h1 white king | h8 black king · b7 black bishop · d7 black rook · g7 black pawn · a6 black pawn · h6 black pawn · b5 black pawn · e5 black queen · f5 white knight · d4 black bishop · e4 white pawn · d3 white queen · a2 white pawn · g2 white pawn · h2 white pawn · b1 white bishop · d1 white rook · h1 white king | 5 |
| 4 | h8 black king · b7 black bishop · d7 black rook · g7 black pawn · a6 black pawn · h6 black pawn · b5 black pawn · e5 black queen · f5 white knight · d4 black bishop · e4 white pawn · d3 white queen · a2 white pawn · g2 white pawn · h2 white pawn · b1 white bishop · d1 white rook · h1 white king | h8 black king · b7 black bishop · d7 black rook · g7 black pawn · a6 black pawn · h6 black pawn · b5 black pawn · e5 black queen · f5 white knight · d4 black bishop · e4 white pawn · d3 white queen · a2 white pawn · g2 white pawn · h2 white pawn · b1 white bishop · d1 white rook · h1 white king | h8 black king · b7 black bishop · d7 black rook · g7 black pawn · a6 black pawn · h6 black pawn · b5 black pawn · e5 black queen · f5 white knight · d4 black bishop · e4 white pawn · d3 white queen · a2 white pawn · g2 white pawn · h2 white pawn · b1 white bishop · d1 white rook · h1 white king | h8 black king · b7 black bishop · d7 black rook · g7 black pawn · a6 black pawn · h6 black pawn · b5 black pawn · e5 black queen · f5 white knight · d4 black bishop · e4 white pawn · d3 white queen · a2 white pawn · g2 white pawn · h2 white pawn · b1 white bishop · d1 white rook · h1 white king | h8 black king · b7 black bishop · d7 black rook · g7 black pawn · a6 black pawn · h6 black pawn · b5 black pawn · e5 black queen · f5 white knight · d4 black bishop · e4 white pawn · d3 white queen · a2 white pawn · g2 white pawn · h2 white pawn · b1 white bishop · d1 white rook · h1 white king | h8 black king · b7 black bishop · d7 black rook · g7 black pawn · a6 black pawn · h6 black pawn · b5 black pawn · e5 black queen · f5 white knight · d4 black bishop · e4 white pawn · d3 white queen · a2 white pawn · g2 white pawn · h2 white pawn · b1 white bishop · d1 white rook · h1 white king | h8 black king · b7 black bishop · d7 black rook · g7 black pawn · a6 black pawn · h6 black pawn · b5 black pawn · e5 black queen · f5 white knight · d4 black bishop · e4 white pawn · d3 white queen · a2 white pawn · g2 white pawn · h2 white pawn · b1 white bishop · d1 white rook · h1 white king | h8 black king · b7 black bishop · d7 black rook · g7 black pawn · a6 black pawn · h6 black pawn · b5 black pawn · e5 black queen · f5 white knight · d4 black bishop · e4 white pawn · d3 white queen · a2 white pawn · g2 white pawn · h2 white pawn · b1 white bishop · d1 white rook · h1 white king | 4 |
| 3 | h8 black king · b7 black bishop · d7 black rook · g7 black pawn · a6 black pawn · h6 black pawn · b5 black pawn · e5 black queen · f5 white knight · d4 black bishop · e4 white pawn · d3 white queen · a2 white pawn · g2 white pawn · h2 white pawn · b1 white bishop · d1 white rook · h1 white king | h8 black king · b7 black bishop · d7 black rook · g7 black pawn · a6 black pawn · h6 black pawn · b5 black pawn · e5 black queen · f5 white knight · d4 black bishop · e4 white pawn · d3 white queen · a2 white pawn · g2 white pawn · h2 white pawn · b1 white bishop · d1 white rook · h1 white king | h8 black king · b7 black bishop · d7 black rook · g7 black pawn · a6 black pawn · h6 black pawn · b5 black pawn · e5 black queen · f5 white knight · d4 black bishop · e4 white pawn · d3 white queen · a2 white pawn · g2 white pawn · h2 white pawn · b1 white bishop · d1 white rook · h1 white king | h8 black king · b7 black bishop · d7 black rook · g7 black pawn · a6 black pawn · h6 black pawn · b5 black pawn · e5 black queen · f5 white knight · d4 black bishop · e4 white pawn · d3 white queen · a2 white pawn · g2 white pawn · h2 white pawn · b1 white bishop · d1 white rook · h1 white king | h8 black king · b7 black bishop · d7 black rook · g7 black pawn · a6 black pawn · h6 black pawn · b5 black pawn · e5 black queen · f5 white knight · d4 black bishop · e4 white pawn · d3 white queen · a2 white pawn · g2 white pawn · h2 white pawn · b1 white bishop · d1 white rook · h1 white king | h8 black king · b7 black bishop · d7 black rook · g7 black pawn · a6 black pawn · h6 black pawn · b5 black pawn · e5 black queen · f5 white knight · d4 black bishop · e4 white pawn · d3 white queen · a2 white pawn · g2 white pawn · h2 white pawn · b1 white bishop · d1 white rook · h1 white king | h8 black king · b7 black bishop · d7 black rook · g7 black pawn · a6 black pawn · h6 black pawn · b5 black pawn · e5 black queen · f5 white knight · d4 black bishop · e4 white pawn · d3 white queen · a2 white pawn · g2 white pawn · h2 white pawn · b1 white bishop · d1 white rook · h1 white king | h8 black king · b7 black bishop · d7 black rook · g7 black pawn · a6 black pawn · h6 black pawn · b5 black pawn · e5 black queen · f5 white knight · d4 black bishop · e4 white pawn · d3 white queen · a2 white pawn · g2 white pawn · h2 white pawn · b1 white bishop · d1 white rook · h1 white king | 3 |
| 2 | h8 black king · b7 black bishop · d7 black rook · g7 black pawn · a6 black pawn · h6 black pawn · b5 black pawn · e5 black queen · f5 white knight · d4 black bishop · e4 white pawn · d3 white queen · a2 white pawn · g2 white pawn · h2 white pawn · b1 white bishop · d1 white rook · h1 white king | h8 black king · b7 black bishop · d7 black rook · g7 black pawn · a6 black pawn · h6 black pawn · b5 black pawn · e5 black queen · f5 white knight · d4 black bishop · e4 white pawn · d3 white queen · a2 white pawn · g2 white pawn · h2 white pawn · b1 white bishop · d1 white rook · h1 white king | h8 black king · b7 black bishop · d7 black rook · g7 black pawn · a6 black pawn · h6 black pawn · b5 black pawn · e5 black queen · f5 white knight · d4 black bishop · e4 white pawn · d3 white queen · a2 white pawn · g2 white pawn · h2 white pawn · b1 white bishop · d1 white rook · h1 white king | h8 black king · b7 black bishop · d7 black rook · g7 black pawn · a6 black pawn · h6 black pawn · b5 black pawn · e5 black queen · f5 white knight · d4 black bishop · e4 white pawn · d3 white queen · a2 white pawn · g2 white pawn · h2 white pawn · b1 white bishop · d1 white rook · h1 white king | h8 black king · b7 black bishop · d7 black rook · g7 black pawn · a6 black pawn · h6 black pawn · b5 black pawn · e5 black queen · f5 white knight · d4 black bishop · e4 white pawn · d3 white queen · a2 white pawn · g2 white pawn · h2 white pawn · b1 white bishop · d1 white rook · h1 white king | h8 black king · b7 black bishop · d7 black rook · g7 black pawn · a6 black pawn · h6 black pawn · b5 black pawn · e5 black queen · f5 white knight · d4 black bishop · e4 white pawn · d3 white queen · a2 white pawn · g2 white pawn · h2 white pawn · b1 white bishop · d1 white rook · h1 white king | h8 black king · b7 black bishop · d7 black rook · g7 black pawn · a6 black pawn · h6 black pawn · b5 black pawn · e5 black queen · f5 white knight · d4 black bishop · e4 white pawn · d3 white queen · a2 white pawn · g2 white pawn · h2 white pawn · b1 white bishop · d1 white rook · h1 white king | h8 black king · b7 black bishop · d7 black rook · g7 black pawn · a6 black pawn · h6 black pawn · b5 black pawn · e5 black queen · f5 white knight · d4 black bishop · e4 white pawn · d3 white queen · a2 white pawn · g2 white pawn · h2 white pawn · b1 white bishop · d1 white rook · h1 white king | 2 |
| 1 | h8 black king · b7 black bishop · d7 black rook · g7 black pawn · a6 black pawn · h6 black pawn · b5 black pawn · e5 black queen · f5 white knight · d4 black bishop · e4 white pawn · d3 white queen · a2 white pawn · g2 white pawn · h2 white pawn · b1 white bishop · d1 white rook · h1 white king | h8 black king · b7 black bishop · d7 black rook · g7 black pawn · a6 black pawn · h6 black pawn · b5 black pawn · e5 black queen · f5 white knight · d4 black bishop · e4 white pawn · d3 white queen · a2 white pawn · g2 white pawn · h2 white pawn · b1 white bishop · d1 white rook · h1 white king | h8 black king · b7 black bishop · d7 black rook · g7 black pawn · a6 black pawn · h6 black pawn · b5 black pawn · e5 black queen · f5 white knight · d4 black bishop · e4 white pawn · d3 white queen · a2 white pawn · g2 white pawn · h2 white pawn · b1 white bishop · d1 white rook · h1 white king | h8 black king · b7 black bishop · d7 black rook · g7 black pawn · a6 black pawn · h6 black pawn · b5 black pawn · e5 black queen · f5 white knight · d4 black bishop · e4 white pawn · d3 white queen · a2 white pawn · g2 white pawn · h2 white pawn · b1 white bishop · d1 white rook · h1 white king | h8 black king · b7 black bishop · d7 black rook · g7 black pawn · a6 black pawn · h6 black pawn · b5 black pawn · e5 black queen · f5 white knight · d4 black bishop · e4 white pawn · d3 white queen · a2 white pawn · g2 white pawn · h2 white pawn · b1 white bishop · d1 white rook · h1 white king | h8 black king · b7 black bishop · d7 black rook · g7 black pawn · a6 black pawn · h6 black pawn · b5 black pawn · e5 black queen · f5 white knight · d4 black bishop · e4 white pawn · d3 white queen · a2 white pawn · g2 white pawn · h2 white pawn · b1 white bishop · d1 white rook · h1 white king | h8 black king · b7 black bishop · d7 black rook · g7 black pawn · a6 black pawn · h6 black pawn · b5 black pawn · e5 black queen · f5 white knight · d4 black bishop · e4 white pawn · d3 white queen · a2 white pawn · g2 white pawn · h2 white pawn · b1 white bishop · d1 white rook · h1 white king | h8 black king · b7 black bishop · d7 black rook · g7 black pawn · a6 black pawn · h6 black pawn · b5 black pawn · e5 black queen · f5 white knight · d4 black bishop · e4 white pawn · d3 white queen · a2 white pawn · g2 white pawn · h2 white pawn · b1 white bishop · d1 white rook · h1 white king | 1 |
|   | a | b | c | d | e | f | g | h |   |

У овој игри из 1902. године између Игнаца фон Попила и Георга Марца, црни ловац на д4 је везан за топа на д7 и нема додатних пријатељских фигура који би могли доћи у његову одбрану. Не видећи начина да спаси свог ловца, црни је предао, недостаје му 36. Лг1! Тим Крабе назвао је ово „првим, најпознатијим и најјаснијим примјером“ одустајања са побједничке позиције.

### Гјорги Негесеј vs. Кароли Хонфи
|   | a | b | c | d | e | f | g | h |   |
| 8 | d8 black rook · g8 black king · a7 black pawn · b7 black pawn · e7 black pawn · f7 black pawn · h7 black pawn · e6 black queen · g5 black pawn · h5 black bishop · b4 black knight · e4 white pawn · c3 white knight · f3 white pawn · a2 white pawn · b2 white pawn · f2 white queen · g2 white pawn · h2 white pawn · b1 white king · f1 white bishop · h1 white rook | d8 black rook · g8 black king · a7 black pawn · b7 black pawn · e7 black pawn · f7 black pawn · h7 black pawn · e6 black queen · g5 black pawn · h5 black bishop · b4 black knight · e4 white pawn · c3 white knight · f3 white pawn · a2 white pawn · b2 white pawn · f2 white queen · g2 white pawn · h2 white pawn · b1 white king · f1 white bishop · h1 white rook | d8 black rook · g8 black king · a7 black pawn · b7 black pawn · e7 black pawn · f7 black pawn · h7 black pawn · e6 black queen · g5 black pawn · h5 black bishop · b4 black knight · e4 white pawn · c3 white knight · f3 white pawn · a2 white pawn · b2 white pawn · f2 white queen · g2 white pawn · h2 white pawn · b1 white king · f1 white bishop · h1 white rook | d8 black rook · g8 black king · a7 black pawn · b7 black pawn · e7 black pawn · f7 black pawn · h7 black pawn · e6 black queen · g5 black pawn · h5 black bishop · b4 black knight · e4 white pawn · c3 white knight · f3 white pawn · a2 white pawn · b2 white pawn · f2 white queen · g2 white pawn · h2 white pawn · b1 white king · f1 white bishop · h1 white rook | d8 black rook · g8 black king · a7 black pawn · b7 black pawn · e7 black pawn · f7 black pawn · h7 black pawn · e6 black queen · g5 black pawn · h5 black bishop · b4 black knight · e4 white pawn · c3 white knight · f3 white pawn · a2 white pawn · b2 white pawn · f2 white queen · g2 white pawn · h2 white pawn · b1 white king · f1 white bishop · h1 white rook | d8 black rook · g8 black king · a7 black pawn · b7 black pawn · e7 black pawn · f7 black pawn · h7 black pawn · e6 black queen · g5 black pawn · h5 black bishop · b4 black knight · e4 white pawn · c3 white knight · f3 white pawn · a2 white pawn · b2 white pawn · f2 white queen · g2 white pawn · h2 white pawn · b1 white king · f1 white bishop · h1 white rook | d8 black rook · g8 black king · a7 black pawn · b7 black pawn · e7 black pawn · f7 black pawn · h7 black pawn · e6 black queen · g5 black pawn · h5 black bishop · b4 black knight · e4 white pawn · c3 white knight · f3 white pawn · a2 white pawn · b2 white pawn · f2 white queen · g2 white pawn · h2 white pawn · b1 white king · f1 white bishop · h1 white rook | d8 black rook · g8 black king · a7 black pawn · b7 black pawn · e7 black pawn · f7 black pawn · h7 black pawn · e6 black queen · g5 black pawn · h5 black bishop · b4 black knight · e4 white pawn · c3 white knight · f3 white pawn · a2 white pawn · b2 white pawn · f2 white queen · g2 white pawn · h2 white pawn · b1 white king · f1 white bishop · h1 white rook | 8 |
| 7 | d8 black rook · g8 black king · a7 black pawn · b7 black pawn · e7 black pawn · f7 black pawn · h7 black pawn · e6 black queen · g5 black pawn · h5 black bishop · b4 black knight · e4 white pawn · c3 white knight · f3 white pawn · a2 white pawn · b2 white pawn · f2 white queen · g2 white pawn · h2 white pawn · b1 white king · f1 white bishop · h1 white rook | d8 black rook · g8 black king · a7 black pawn · b7 black pawn · e7 black pawn · f7 black pawn · h7 black pawn · e6 black queen · g5 black pawn · h5 black bishop · b4 black knight · e4 white pawn · c3 white knight · f3 white pawn · a2 white pawn · b2 white pawn · f2 white queen · g2 white pawn · h2 white pawn · b1 white king · f1 white bishop · h1 white rook | d8 black rook · g8 black king · a7 black pawn · b7 black pawn · e7 black pawn · f7 black pawn · h7 black pawn · e6 black queen · g5 black pawn · h5 black bishop · b4 black knight · e4 white pawn · c3 white knight · f3 white pawn · a2 white pawn · b2 white pawn · f2 white queen · g2 white pawn · h2 white pawn · b1 white king · f1 white bishop · h1 white rook | d8 black rook · g8 black king · a7 black pawn · b7 black pawn · e7 black pawn · f7 black pawn · h7 black pawn · e6 black queen · g5 black pawn · h5 black bishop · b4 black knight · e4 white pawn · c3 white knight · f3 white pawn · a2 white pawn · b2 white pawn · f2 white queen · g2 white pawn · h2 white pawn · b1 white king · f1 white bishop · h1 white rook | d8 black rook · g8 black king · a7 black pawn · b7 black pawn · e7 black pawn · f7 black pawn · h7 black pawn · e6 black queen · g5 black pawn · h5 black bishop · b4 black knight · e4 white pawn · c3 white knight · f3 white pawn · a2 white pawn · b2 white pawn · f2 white queen · g2 white pawn · h2 white pawn · b1 white king · f1 white bishop · h1 white rook | d8 black rook · g8 black king · a7 black pawn · b7 black pawn · e7 black pawn · f7 black pawn · h7 black pawn · e6 black queen · g5 black pawn · h5 black bishop · b4 black knight · e4 white pawn · c3 white knight · f3 white pawn · a2 white pawn · b2 white pawn · f2 white queen · g2 white pawn · h2 white pawn · b1 white king · f1 white bishop · h1 white rook | d8 black rook · g8 black king · a7 black pawn · b7 black pawn · e7 black pawn · f7 black pawn · h7 black pawn · e6 black queen · g5 black pawn · h5 black bishop · b4 black knight · e4 white pawn · c3 white knight · f3 white pawn · a2 white pawn · b2 white pawn · f2 white queen · g2 white pawn · h2 white pawn · b1 white king · f1 white bishop · h1 white rook | d8 black rook · g8 black king · a7 black pawn · b7 black pawn · e7 black pawn · f7 black pawn · h7 black pawn · e6 black queen · g5 black pawn · h5 black bishop · b4 black knight · e4 white pawn · c3 white knight · f3 white pawn · a2 white pawn · b2 white pawn · f2 white queen · g2 white pawn · h2 white pawn · b1 white king · f1 white bishop · h1 white rook | 7 |
| 6 | d8 black rook · g8 black king · a7 black pawn · b7 black pawn · e7 black pawn · f7 black pawn · h7 black pawn · e6 black queen · g5 black pawn · h5 black bishop · b4 black knight · e4 white pawn · c3 white knight · f3 white pawn · a2 white pawn · b2 white pawn · f2 white queen · g2 white pawn · h2 white pawn · b1 white king · f1 white bishop · h1 white rook | d8 black rook · g8 black king · a7 black pawn · b7 black pawn · e7 black pawn · f7 black pawn · h7 black pawn · e6 black queen · g5 black pawn · h5 black bishop · b4 black knight · e4 white pawn · c3 white knight · f3 white pawn · a2 white pawn · b2 white pawn · f2 white queen · g2 white pawn · h2 white pawn · b1 white king · f1 white bishop · h1 white rook | d8 black rook · g8 black king · a7 black pawn · b7 black pawn · e7 black pawn · f7 black pawn · h7 black pawn · e6 black queen · g5 black pawn · h5 black bishop · b4 black knight · e4 white pawn · c3 white knight · f3 white pawn · a2 white pawn · b2 white pawn · f2 white queen · g2 white pawn · h2 white pawn · b1 white king · f1 white bishop · h1 white rook | d8 black rook · g8 black king · a7 black pawn · b7 black pawn · e7 black pawn · f7 black pawn · h7 black pawn · e6 black queen · g5 black pawn · h5 black bishop · b4 black knight · e4 white pawn · c3 white knight · f3 white pawn · a2 white pawn · b2 white pawn · f2 white queen · g2 white pawn · h2 white pawn · b1 white king · f1 white bishop · h1 white rook | d8 black rook · g8 black king · a7 black pawn · b7 black pawn · e7 black pawn · f7 black pawn · h7 black pawn · e6 black queen · g5 black pawn · h5 black bishop · b4 black knight · e4 white pawn · c3 white knight · f3 white pawn · a2 white pawn · b2 white pawn · f2 white queen · g2 white pawn · h2 white pawn · b1 white king · f1 white bishop · h1 white rook | d8 black rook · g8 black king · a7 black pawn · b7 black pawn · e7 black pawn · f7 black pawn · h7 black pawn · e6 black queen · g5 black pawn · h5 black bishop · b4 black knight · e4 white pawn · c3 white knight · f3 white pawn · a2 white pawn · b2 white pawn · f2 white queen · g2 white pawn · h2 white pawn · b1 white king · f1 white bishop · h1 white rook | d8 black rook · g8 black king · a7 black pawn · b7 black pawn · e7 black pawn · f7 black pawn · h7 black pawn · e6 black queen · g5 black pawn · h5 black bishop · b4 black knight · e4 white pawn · c3 white knight · f3 white pawn · a2 white pawn · b2 white pawn · f2 white queen · g2 white pawn · h2 white pawn · b1 white king · f1 white bishop · h1 white rook | d8 black rook · g8 black king · a7 black pawn · b7 black pawn · e7 black pawn · f7 black pawn · h7 black pawn · e6 black queen · g5 black pawn · h5 black bishop · b4 black knight · e4 white pawn · c3 white knight · f3 white pawn · a2 white pawn · b2 white pawn · f2 white queen · g2 white pawn · h2 white pawn · b1 white king · f1 white bishop · h1 white rook | 6 |
| 5 | d8 black rook · g8 black king · a7 black pawn · b7 black pawn · e7 black pawn · f7 black pawn · h7 black pawn · e6 black queen · g5 black pawn · h5 black bishop · b4 black knight · e4 white pawn · c3 white knight · f3 white pawn · a2 white pawn · b2 white pawn · f2 white queen · g2 white pawn · h2 white pawn · b1 white king · f1 white bishop · h1 white rook | d8 black rook · g8 black king · a7 black pawn · b7 black pawn · e7 black pawn · f7 black pawn · h7 black pawn · e6 black queen · g5 black pawn · h5 black bishop · b4 black knight · e4 white pawn · c3 white knight · f3 white pawn · a2 white pawn · b2 white pawn · f2 white queen · g2 white pawn · h2 white pawn · b1 white king · f1 white bishop · h1 white rook | d8 black rook · g8 black king · a7 black pawn · b7 black pawn · e7 black pawn · f7 black pawn · h7 black pawn · e6 black queen · g5 black pawn · h5 black bishop · b4 black knight · e4 white pawn · c3 white knight · f3 white pawn · a2 white pawn · b2 white pawn · f2 white queen · g2 white pawn · h2 white pawn · b1 white king · f1 white bishop · h1 white rook | d8 black rook · g8 black king · a7 black pawn · b7 black pawn · e7 black pawn · f7 black pawn · h7 black pawn · e6 black queen · g5 black pawn · h5 black bishop · b4 black knight · e4 white pawn · c3 white knight · f3 white pawn · a2 white pawn · b2 white pawn · f2 white queen · g2 white pawn · h2 white pawn · b1 white king · f1 white bishop · h1 white rook | d8 black rook · g8 black king · a7 black pawn · b7 black pawn · e7 black pawn · f7 black pawn · h7 black pawn · e6 black queen · g5 black pawn · h5 black bishop · b4 black knight · e4 white pawn · c3 white knight · f3 white pawn · a2 white pawn · b2 white pawn · f2 white queen · g2 white pawn · h2 white pawn · b1 white king · f1 white bishop · h1 white rook | d8 black rook · g8 black king · a7 black pawn · b7 black pawn · e7 black pawn · f7 black pawn · h7 black pawn · e6 black queen · g5 black pawn · h5 black bishop · b4 black knight · e4 white pawn · c3 white knight · f3 white pawn · a2 white pawn · b2 white pawn · f2 white queen · g2 white pawn · h2 white pawn · b1 white king · f1 white bishop · h1 white rook | d8 black rook · g8 black king · a7 black pawn · b7 black pawn · e7 black pawn · f7 black pawn · h7 black pawn · e6 black queen · g5 black pawn · h5 black bishop · b4 black knight · e4 white pawn · c3 white knight · f3 white pawn · a2 white pawn · b2 white pawn · f2 white queen · g2 white pawn · h2 white pawn · b1 white king · f1 white bishop · h1 white rook | d8 black rook · g8 black king · a7 black pawn · b7 black pawn · e7 black pawn · f7 black pawn · h7 black pawn · e6 black queen · g5 black pawn · h5 black bishop · b4 black knight · e4 white pawn · c3 white knight · f3 white pawn · a2 white pawn · b2 white pawn · f2 white queen · g2 white pawn · h2 white pawn · b1 white king · f1 white bishop · h1 white rook | 5 |
| 4 | d8 black rook · g8 black king · a7 black pawn · b7 black pawn · e7 black pawn · f7 black pawn · h7 black pawn · e6 black queen · g5 black pawn · h5 black bishop · b4 black knight · e4 white pawn · c3 white knight · f3 white pawn · a2 white pawn · b2 white pawn · f2 white queen · g2 white pawn · h2 white pawn · b1 white king · f1 white bishop · h1 white rook | d8 black rook · g8 black king · a7 black pawn · b7 black pawn · e7 black pawn · f7 black pawn · h7 black pawn · e6 black queen · g5 black pawn · h5 black bishop · b4 black knight · e4 white pawn · c3 white knight · f3 white pawn · a2 white pawn · b2 white pawn · f2 white queen · g2 white pawn · h2 white pawn · b1 white king · f1 white bishop · h1 white rook | d8 black rook · g8 black king · a7 black pawn · b7 black pawn · e7 black pawn · f7 black pawn · h7 black pawn · e6 black queen · g5 black pawn · h5 black bishop · b4 black knight · e4 white pawn · c3 white knight · f3 white pawn · a2 white pawn · b2 white pawn · f2 white queen · g2 white pawn · h2 white pawn · b1 white king · f1 white bishop · h1 white rook | d8 black rook · g8 black king · a7 black pawn · b7 black pawn · e7 black pawn · f7 black pawn · h7 black pawn · e6 black queen · g5 black pawn · h5 black bishop · b4 black knight · e4 white pawn · c3 white knight · f3 white pawn · a2 white pawn · b2 white pawn · f2 white queen · g2 white pawn · h2 white pawn · b1 white king · f1 white bishop · h1 white rook | d8 black rook · g8 black king · a7 black pawn · b7 black pawn · e7 black pawn · f7 black pawn · h7 black pawn · e6 black queen · g5 black pawn · h5 black bishop · b4 black knight · e4 white pawn · c3 white knight · f3 white pawn · a2 white pawn · b2 white pawn · f2 white queen · g2 white pawn · h2 white pawn · b1 white king · f1 white bishop · h1 white rook | d8 black rook · g8 black king · a7 black pawn · b7 black pawn · e7 black pawn · f7 black pawn · h7 black pawn · e6 black queen · g5 black pawn · h5 black bishop · b4 black knight · e4 white pawn · c3 white knight · f3 white pawn · a2 white pawn · b2 white pawn · f2 white queen · g2 white pawn · h2 white pawn · b1 white king · f1 white bishop · h1 white rook | d8 black rook · g8 black king · a7 black pawn · b7 black pawn · e7 black pawn · f7 black pawn · h7 black pawn · e6 black queen · g5 black pawn · h5 black bishop · b4 black knight · e4 white pawn · c3 white knight · f3 white pawn · a2 white pawn · b2 white pawn · f2 white queen · g2 white pawn · h2 white pawn · b1 white king · f1 white bishop · h1 white rook | d8 black rook · g8 black king · a7 black pawn · b7 black pawn · e7 black pawn · f7 black pawn · h7 black pawn · e6 black queen · g5 black pawn · h5 black bishop · b4 black knight · e4 white pawn · c3 white knight · f3 white pawn · a2 white pawn · b2 white pawn · f2 white queen · g2 white pawn · h2 white pawn · b1 white king · f1 white bishop · h1 white rook | 4 |
| 3 | d8 black rook · g8 black king · a7 black pawn · b7 black pawn · e7 black pawn · f7 black pawn · h7 black pawn · e6 black queen · g5 black pawn · h5 black bishop · b4 black knight · e4 white pawn · c3 white knight · f3 white pawn · a2 white pawn · b2 white pawn · f2 white queen · g2 white pawn · h2 white pawn · b1 white king · f1 white bishop · h1 white rook | d8 black rook · g8 black king · a7 black pawn · b7 black pawn · e7 black pawn · f7 black pawn · h7 black pawn · e6 black queen · g5 black pawn · h5 black bishop · b4 black knight · e4 white pawn · c3 white knight · f3 white pawn · a2 white pawn · b2 white pawn · f2 white queen · g2 white pawn · h2 white pawn · b1 white king · f1 white bishop · h1 white rook | d8 black rook · g8 black king · a7 black pawn · b7 black pawn · e7 black pawn · f7 black pawn · h7 black pawn · e6 black queen · g5 black pawn · h5 black bishop · b4 black knight · e4 white pawn · c3 white knight · f3 white pawn · a2 white pawn · b2 white pawn · f2 white queen · g2 white pawn · h2 white pawn · b1 white king · f1 white bishop · h1 white rook | d8 black rook · g8 black king · a7 black pawn · b7 black pawn · e7 black pawn · f7 black pawn · h7 black pawn · e6 black queen · g5 black pawn · h5 black bishop · b4 black knight · e4 white pawn · c3 white knight · f3 white pawn · a2 white pawn · b2 white pawn · f2 white queen · g2 white pawn · h2 white pawn · b1 white king · f1 white bishop · h1 white rook | d8 black rook · g8 black king · a7 black pawn · b7 black pawn · e7 black pawn · f7 black pawn · h7 black pawn · e6 black queen · g5 black pawn · h5 black bishop · b4 black knight · e4 white pawn · c3 white knight · f3 white pawn · a2 white pawn · b2 white pawn · f2 white queen · g2 white pawn · h2 white pawn · b1 white king · f1 white bishop · h1 white rook | d8 black rook · g8 black king · a7 black pawn · b7 black pawn · e7 black pawn · f7 black pawn · h7 black pawn · e6 black queen · g5 black pawn · h5 black bishop · b4 black knight · e4 white pawn · c3 white knight · f3 white pawn · a2 white pawn · b2 white pawn · f2 white queen · g2 white pawn · h2 white pawn · b1 white king · f1 white bishop · h1 white rook | d8 black rook · g8 black king · a7 black pawn · b7 black pawn · e7 black pawn · f7 black pawn · h7 black pawn · e6 black queen · g5 black pawn · h5 black bishop · b4 black knight · e4 white pawn · c3 white knight · f3 white pawn · a2 white pawn · b2 white pawn · f2 white queen · g2 white pawn · h2 white pawn · b1 white king · f1 white bishop · h1 white rook | d8 black rook · g8 black king · a7 black pawn · b7 black pawn · e7 black pawn · f7 black pawn · h7 black pawn · e6 black queen · g5 black pawn · h5 black bishop · b4 black knight · e4 white pawn · c3 white knight · f3 white pawn · a2 white pawn · b2 white pawn · f2 white queen · g2 white pawn · h2 white pawn · b1 white king · f1 white bishop · h1 white rook | 3 |
| 2 | d8 black rook · g8 black king · a7 black pawn · b7 black pawn · e7 black pawn · f7 black pawn · h7 black pawn · e6 black queen · g5 black pawn · h5 black bishop · b4 black knight · e4 white pawn · c3 white knight · f3 white pawn · a2 white pawn · b2 white pawn · f2 white queen · g2 white pawn · h2 white pawn · b1 white king · f1 white bishop · h1 white rook | d8 black rook · g8 black king · a7 black pawn · b7 black pawn · e7 black pawn · f7 black pawn · h7 black pawn · e6 black queen · g5 black pawn · h5 black bishop · b4 black knight · e4 white pawn · c3 white knight · f3 white pawn · a2 white pawn · b2 white pawn · f2 white queen · g2 white pawn · h2 white pawn · b1 white king · f1 white bishop · h1 white rook | d8 black rook · g8 black king · a7 black pawn · b7 black pawn · e7 black pawn · f7 black pawn · h7 black pawn · e6 black queen · g5 black pawn · h5 black bishop · b4 black knight · e4 white pawn · c3 white knight · f3 white pawn · a2 white pawn · b2 white pawn · f2 white queen · g2 white pawn · h2 white pawn · b1 white king · f1 white bishop · h1 white rook | d8 black rook · g8 black king · a7 black pawn · b7 black pawn · e7 black pawn · f7 black pawn · h7 black pawn · e6 black queen · g5 black pawn · h5 black bishop · b4 black knight · e4 white pawn · c3 white knight · f3 white pawn · a2 white pawn · b2 white pawn · f2 white queen · g2 white pawn · h2 white pawn · b1 white king · f1 white bishop · h1 white rook | d8 black rook · g8 black king · a7 black pawn · b7 black pawn · e7 black pawn · f7 black pawn · h7 black pawn · e6 black queen · g5 black pawn · h5 black bishop · b4 black knight · e4 white pawn · c3 white knight · f3 white pawn · a2 white pawn · b2 white pawn · f2 white queen · g2 white pawn · h2 white pawn · b1 white king · f1 white bishop · h1 white rook | d8 black rook · g8 black king · a7 black pawn · b7 black pawn · e7 black pawn · f7 black pawn · h7 black pawn · e6 black queen · g5 black pawn · h5 black bishop · b4 black knight · e4 white pawn · c3 white knight · f3 white pawn · a2 white pawn · b2 white pawn · f2 white queen · g2 white pawn · h2 white pawn · b1 white king · f1 white bishop · h1 white rook | d8 black rook · g8 black king · a7 black pawn · b7 black pawn · e7 black pawn · f7 black pawn · h7 black pawn · e6 black queen · g5 black pawn · h5 black bishop · b4 black knight · e4 white pawn · c3 white knight · f3 white pawn · a2 white pawn · b2 white pawn · f2 white queen · g2 white pawn · h2 white pawn · b1 white king · f1 white bishop · h1 white rook | d8 black rook · g8 black king · a7 black pawn · b7 black pawn · e7 black pawn · f7 black pawn · h7 black pawn · e6 black queen · g5 black pawn · h5 black bishop · b4 black knight · e4 white pawn · c3 white knight · f3 white pawn · a2 white pawn · b2 white pawn · f2 white queen · g2 white pawn · h2 white pawn · b1 white king · f1 white bishop · h1 white rook | 2 |
| 1 | d8 black rook · g8 black king · a7 black pawn · b7 black pawn · e7 black pawn · f7 black pawn · h7 black pawn · e6 black queen · g5 black pawn · h5 black bishop · b4 black knight · e4 white pawn · c3 white knight · f3 white pawn · a2 white pawn · b2 white pawn · f2 white queen · g2 white pawn · h2 white pawn · b1 white king · f1 white bishop · h1 white rook | d8 black rook · g8 black king · a7 black pawn · b7 black pawn · e7 black pawn · f7 black pawn · h7 black pawn · e6 black queen · g5 black pawn · h5 black bishop · b4 black knight · e4 white pawn · c3 white knight · f3 white pawn · a2 white pawn · b2 white pawn · f2 white queen · g2 white pawn · h2 white pawn · b1 white king · f1 white bishop · h1 white rook | d8 black rook · g8 black king · a7 black pawn · b7 black pawn · e7 black pawn · f7 black pawn · h7 black pawn · e6 black queen · g5 black pawn · h5 black bishop · b4 black knight · e4 white pawn · c3 white knight · f3 white pawn · a2 white pawn · b2 white pawn · f2 white queen · g2 white pawn · h2 white pawn · b1 white king · f1 white bishop · h1 white rook | d8 black rook · g8 black king · a7 black pawn · b7 black pawn · e7 black pawn · f7 black pawn · h7 black pawn · e6 black queen · g5 black pawn · h5 black bishop · b4 black knight · e4 white pawn · c3 white knight · f3 white pawn · a2 white pawn · b2 white pawn · f2 white queen · g2 white pawn · h2 white pawn · b1 white king · f1 white bishop · h1 white rook | d8 black rook · g8 black king · a7 black pawn · b7 black pawn · e7 black pawn · f7 black pawn · h7 black pawn · e6 black queen · g5 black pawn · h5 black bishop · b4 black knight · e4 white pawn · c3 white knight · f3 white pawn · a2 white pawn · b2 white pawn · f2 white queen · g2 white pawn · h2 white pawn · b1 white king · f1 white bishop · h1 white rook | d8 black rook · g8 black king · a7 black pawn · b7 black pawn · e7 black pawn · f7 black pawn · h7 black pawn · e6 black queen · g5 black pawn · h5 black bishop · b4 black knight · e4 white pawn · c3 white knight · f3 white pawn · a2 white pawn · b2 white pawn · f2 white queen · g2 white pawn · h2 white pawn · b1 white king · f1 white bishop · h1 white rook | d8 black rook · g8 black king · a7 black pawn · b7 black pawn · e7 black pawn · f7 black pawn · h7 black pawn · e6 black queen · g5 black pawn · h5 black bishop · b4 black knight · e4 white pawn · c3 white knight · f3 white pawn · a2 white pawn · b2 white pawn · f2 white queen · g2 white pawn · h2 white pawn · b1 white king · f1 white bishop · h1 white rook | d8 black rook · g8 black king · a7 black pawn · b7 black pawn · e7 black pawn · f7 black pawn · h7 black pawn · e6 black queen · g5 black pawn · h5 black bishop · b4 black knight · e4 white pawn · c3 white knight · f3 white pawn · a2 white pawn · b2 white pawn · f2 white queen · g2 white pawn · h2 white pawn · b1 white king · f1 white bishop · h1 white rook | 1 |
|   | a | b | c | d | e | f | g | h |   |

У овој игри одиграној у Будимпешти 1955. године, црни је видео да бијелов ц3 скакача зауставља Тд1#. Стога је црни играо 19... Д:а2+ ??, одбијајући витеза. Бијели се сложио и предао је. Оба играча су превидјела да након 20. С:а2 Тд1+, одбијени скакач још увијек може зауставити мат са 21. Сц1.